# 日本大学の人物一覧
日本大学の人物一覧（にほんだいがくのじんぶついちらん）は、日本大学に関係する人物の一覧記事。
※数多くの卒業生・関係者が存在するため、ウィキペディア日本語版内に既に記事が存在する人物のみを記載する。

## 大学関係者

### 学祖
- 山田顕義 - 初代司法大臣、陸軍中将、伯爵、皇典講究所初代所長

### 創立者
- 宮崎道三郎 - 創立者総代、東京帝国大学教授
- 金子堅太郎 - 日本法律学校初代校長、農商務大臣、枢密顧問官、伯爵
- 末岡精一 - 東京帝国大学法科大学教授
- 添田壽一 - 大蔵次官、台湾銀行頭取、日本興業銀行初代総裁
- 穂積八束 - 貴族院議員、東京帝国大学法科大学長
- 本多康直 - 大審院判事

### 総長・学長
- 金子堅太郎 - 日本法律学校初代校長、農商務大臣、枢密顧問官、伯爵
- 松岡康毅 - 日本法律学校2代校長、日本大学初代総長
- 平沼騏一郎 - 日本大学第2代総長、第35代内閣総理大臣
- 山岡萬之助 - 日本大学第3代総長
- 呉文炳 - 日本大学第4代総長
- 永田菊四郎 - 日本大学第5代総長
- 鈴木勝 - 日本大学第6代総長
- 高梨公之 - 日本大学第7代総長
- 木下茂德 - 日本大学第8代総長
- 瀬在良男 - 日本大学第9代総長
- 瀬在幸安 - 日本大学第10代総長
- 小嶋勝衛 - 日本大学第11代総長
- 酒井健夫 - 日本大学第12代総長・日本大学第15代学長
- 大塚𠮷兵衛 - 日本大学第13代総長・同学長・日本大学名誉学長
- 加藤直人 - 日本大学第14代学長
- 大貫進一郎 - 日本大学第16代学長（現職）

### 総裁・会頭・理事長
- 山岡萬之助 - 初代総裁
- 円谷弘 - 初代理事長
- 呉文炳 - 第2代総裁、第2代理事長
- 佐藤運雄 - 日本大学名誉会頭、第3代理事長
- 古田重二良 - 日本大学元会頭、第4代理事長、日大中興の祖、大学の大衆化を推し進めた
- 高梨公之 - 第5代理事長
- 鈴木勝 - 第7代理事長
- 瀬在良男 - 第9代理事長
- 小嶋勝衛 - 第11代理事長
- 田中英壽 - 第12代理事長
- 加藤直人 - 第13代理事長
- 林真理子 - 第14代理事長（現職）

### 著名な教職員

#### 著名な教職員（現職のみ）
【総合科学研究所】
- 高木美也子（研究所教授）
- 高山忠利（研究所教授）- 消化器外科医。元専任副学長、元医学部外科学系消化器外科学分野主任教授、元医学部長
- 藤井彰 （研究所教授）

【大学院法務研究科】
- 奥田正昭（教授）- 元裁判官。旭川地方・家庭裁判所長、札幌地方裁判所長、東京地方裁判所長を歴任
- 滝沢孝臣（教授） - 裁判官、弁護士。元東京高等裁判所判事
- 田中由子（教授） - 元裁判官。元横浜家庭裁判所所長
- 角田正紀（教授） - 裁判官、検察官。法務省刑事局付検事や、司法研修所教官兼司法試験考査委員、東京高等裁判所部総括判事等を歴任
- 中野哲弘（教授） - 元裁判官。宇都宮地方裁判所所長、知的財産高等裁判所所長等を歴任
- 星野雅紀（教授） - 裁判官、弁護士。法務省東京法務局訟務部長、福岡高等裁判所部総括判事等、千葉家庭裁判所所長、法務省司法試験考査委員
- 須藤典明 - 裁判官、弁護士。東京高等裁判所部総括判事、原子力損害賠償紛争解決センター総括委員等を歴任
- 木村光江 - 刑法学
- 宍戸充 - 弁護士、元検察官、元裁判官。専門は知的財産法
- 増井清彦 - 法務研究科長。元東京地方検察庁検事、元大阪高等検察庁検事長
- 藤井敏明 - 元裁判官、検察官、東京高等裁判所部総括判事。最高裁判所調査官、最高裁判所事務総局情報政策課長、司法研修所上席教官、長野地方裁判所長を歴任
- 伊藤眞（客員教授）- 専門は民事訴訟法・民事執行法・民事保全法・倒産法・裁判法。東京大学名誉教授
- 前田雅英 - 刑法学者。東京都立大学名誉教授
- 蟻川恒正 - 専門は憲法。元東京大学教授

【法学部】
- 青山武憲 -（教授） 公法学
- 浅野一弘 -（教授）　政治学
- 福田弥夫 - （教授）民事法学
- 船山泰範 - （教授）人間学
- 甲斐素直 - （教授）憲法学、基礎法学、国際法学
- 坂田桂三 - （教授）会社法、商法
- 沼野輝彦 - （教授）刑法学
- 佐々木有司 - （教授）西洋法学史
- 山川一陽 - （教授）民法学
- 岩井奉信 - （教授）政治学
- 岩渕美克 - （教授）政治学
- 岩崎正洋 - （教授）政治学
- 杉本稔 - （教授）西洋政治史
- 信夫隆司 - （教授）国際政治学
- 野木村忠邦 - （教授）経済法、通商法
- 上村進 (行政学者)（教授） - 行政学、元行政管理（総務）・総務官僚
- 加藤紘捷（教授）- 比較法学、英米法
- 稲葉陽二（教授）- 日本経済論、ソーシャル・キャピタル論
- 友岡史仁（教授） - 専門は行政法、経済法
- 長谷川貞之（教授） - 専攻は民法、信託法
- 吉原達也（教授）- 法制史、広島大学名誉教授
- 佐幸信介 (教授) - 社会学
- トーマス・ロックリー (准教授) - 英語教育、言語学習の内容言語統合型学習。日本大学准教授。元ロンドン大学東洋アフリカ研究学院（SOAS）客員研究員
- 荒井祐介（准教授）- 政治学

【文理学部】
- 北原隆志 - (同学部教育学会理事) 渋谷教育学園渋谷中学校・高等学校英語教師
- 青木一能 - （教授）国際関係論、地域研究
- 飯田隆（教授）- 哲学、慶應義塾大学名誉教授。日本哲学会会長
- 犬飼裕一 - （教授）理論社会学、社会学思想史、歴史社会学、知識社会学
- 大嶽真人（教授）- 体育学、元プロサッカー選手
- 佐々木朝照（教授） - 化学研究者
- 小笠原喜康（教授）教育メディア論、博物館教育学、学力問題
- 小平麻衣子 - （教授）明治文学
- 金子明雄 - （教授）日本文学
- 金子絵里乃 - （教授）社会福祉学
- 近藤直子 - （教授）中国文学
- 関幸彦 - （教授）日本中世史
- 高野奈未 -（教授）日本文学研究、日本近世文学特に古典注釈学、日本大学教授
- 高橋正樹（教授）
- 髙橋智 - （教授）特別ニーズ教育・特別支援教育、東京学芸大学名誉教授
- 田中ゆかり（教授） - 日本語学
- 丹治信春 - （教授）分析哲学
- 戸田誠之助 - （教授）計算量理論、アルゴリズムの設計と解析、数学一般・離散数学
- 永井均 - （教授）哲学・倫理学
- 仲川秀樹 - （教授）社会学、マス・コミュニケーション学
- 中里勝芳 - （教授）流体工学・生物物理学研究者
- 中村英代（教授）- 臨床社会学、社会問題論、質的調査法
- 橋本伸哉 - （教授）分析化学、環境関連化学
- 早田卓次 - （教授）体育学
- 平野卓治（教授）- 日本古代史
- 広田照幸（教授）- 教育社会学、元東京大学教育学部教授。日本教育学会会長
- 古川隆久 - （教授）日本近代史
- 紅野謙介 - （教授）国文学
- 松重充浩 - （教授）東洋史
- 森昭雄 - （教授）運動抑制
- 森島済 - （教授）地理学者
- 山口守（教授）
- 横田正夫 - （教授）臨床心理学者、アニメーション研究者、日本心理学会理事長、日本心理学諸学会連合理事長
- 好井裕明 -（教授）社会学
- 渡部淳（教授）- 方法論・ドラマ教育
- 末冨芳 (教授) - 教育行政学、教育費の公私負担関係の在り方、子供の貧困対策における教育支援等
- 久保田裕之 (社会学者)（教授）- 家族社会学、福祉社会学、政治哲学

【経済学部】
- 今福愛志 - （教授）会計学、税理士試験委員
- 山本拓 - （教授）経済統計学
- 金谷貞男 - （教授）マクロ経済学、人口経済学
- 川合康 - （教授）日本中世史
- 金田耕一（教授）- 政治思想
- 安藤至大（教授）- 契約理論、労働経済学、法と経済学
- 小笠原祐子（教授）- 社会学
- 山崎福寿（教授）- 経済学者
- 日比野浩典（教授）- 機械生産工学
- 鷲見英司 (教授) - 経済学、日本地方財政学会理事、国土交通省国土交通省社会資本整備審議会 道路分科会 北陸地方小委員会委員
- 川崎茂 (教授) - 統計学、滋賀大学データサイエンス・AIイノベーション研究推進センター特別招聘教授、総務省統計局長、国際公的統計協会（IAOS）会長、日本統計学会会長、日本統計協会理事長等を歴任
- 新海宏美（准教授）- 経済学者

【商学部】
- 五十嵐邦正 - （教授）会計学、元税理士試験委員
- 小関勇 - （教授）監査論、元公認会計士試験委員
- 寺西重郎 - （教授）金融論
- 柳田忠則 - （教授）総合教育科目
- 井上真里 - （専任講師）グローバル・マーケティング、ブランド管理
- 刑部芳則（准教授）- 日本史学
- 相原修（教授）- 商学者、成蹊大学名誉教授
- 岩田貴子（教授）- 商学者
- 堀田治 (准教授) - 経営学。元公益財団法人新国立劇場運営財団専門員、日本消費者行動研究学会事務局担当理事

【藝術学部】
- 夫馬基彦 - （教授）文芸創作
- 青木敬士 - （准教授）DTP、文芸特殊講義
- 川本統脩 - （講師）音楽教育コース
- 渡辺馨 - （名誉教授）ソプラノ歌手
- 佐藤綾子 (心理学者)
- 有地好登 -（教授）版画
- 月岡貞夫 -（教授）アニメーション作家
- 浅沼璞 - （教授）俳人、連句人
- 青山昌文 - （兼任講師）美学研究者。放送大学教養学部教授
- 植月惠一郎 - （教授）英文学で研究対象はイギリス文学自然文化
- 大蔵康義 -（教授）トランペット奏者、音楽学者
- 大熊敏之 -（教授）美術史
- 上村さや香 - （助教） シンガーソングライター「Kamin」、2023年度ミス日本「みどりの女神」受賞。音楽学科助教

【国際関係学部】
- 黒川祐次 - （教授）元駐コートジボワール特命全権大使
- 吉田正紀 (文化人類学者) - （教授）
- 秋山孝允 - （教授）国際経済学
- 原田眞人 - （教授） 映画評論家、映画監督、脚本家
- 円居総一 (教授) - 国際金融、経済政策論、東京銀行ニューヨーク支店次長、東京三菱銀行米州本部SVP兼主席エコノミストを歴任

【スポーツ科学部】
- 上野広治 - （教授）日本水泳連盟副会長、元オリンピック競泳日本代表コーチ・監督
- 小山裕三 - （教授）陸上競技指導者、陸上競技解説者、元砲丸投日本記録保持者
- 北田典子 - （教授）柔道指導者、全日本柔道連盟理事

【理工学部】
- 三浦光 - （教授）超音波工学の研究者
- 岸井隆幸 - （教授）都市計画学者
- 鈴村順一 - （教授）地震工学者
- 山本寛 - （教授）電子・電気材料工学者
- 吉川勝秀 - （教授）河川工学者
- 古澤大輔- （准教授）建築家
- 泉山塁威- （准教授）都市戦術家

【生産工学部】
- 平田光子 - （教授）経営学者
- 山形治江 - （教授）演劇評論家
- 中村好文 - （教授）建築家
- 山本壽夫 - （教授）マネジメント工学 経営学者
- 柿本陽平（教授）- 数理工学、社会シミュレーション
- 岡田一郎 - （講師）政治学者。小山工業高等専門学校及び日本大学
- 内田康之 - （准教授）ロボット工学の研究者、創生デザイン学科
- 布野修司 - （特任教授）建築評論家 タウンアーキテクト、アジア建築・都市史家
- 松浦將行（教授）- 下水道工学
- 古市昌一 (教授) - コンピュータ科学、モデリング&シミュレーションとシリアスゲーム
- 小林雄一郎 (准教授) - 言語学、言語文化学

【工学部】
- 湯本長伯 - （教授）工学者。産学連携/社会構造設計研究家
- 渡部和生 - （特任教授）建築家
- 速水清孝 -（教授）日本建築史
- 藤村靖之 - (客員教授）発明家
- 野口正一 - (教授）情報工学者。東北大学名誉教授。元会津大学学長。元情報処理学会会長。
- 駒林邦男 - (教授）教育学者。岩手大学名誉教授。アルゴリズム化教育、ソビエト教育学を研究した。
- 菅原潤 - (教授）哲学研究者（近現代ドイツ思想・環境哲学）
- 棚澤一郎 - (教授）機械工学者。東京大学名誉教授。元日本機械学会会長。元日本伝熱学会会長。

【大学院総合科学研究科】
- 首藤伸夫 - （教授）津波工学者、東北大学名誉教授
- 蓑谷千凰彦 -（教授）計量経済学、元慶應義塾大学教授

【医学部】
- 川名敬 -（教授）産婦人科学。産婦人科学系産婦人科学分野主任教授、附属板橋病院病院長補佐
- 木下浩作 - （教授）- 救急医学。日本大学医学部救急医学系救急集中治療医学分野主任教授、医学部長、日本大学医学部附属板橋病院病院救命救急センター部長
- 高橋悟 -（教授）泌尿器科学。泌尿器科学系泌尿器科学分野主任教授、附属板橋病院病院長
- 高山忠輝（教授）- 総合内科学、循環器内科学。内科学系総合診療学分野主任教授、附属板橋病院病院長補佐
- 中静裕之（教授）- 眼科学。視覚科学系眼科学分野教授、日本大学病院副病院長
- 新見昌央 -（教授）リハビリテーション医学。整形外科学系リハビリテーション医学分野主任教授、附属板橋病院リハビリテーション科部長
- 鈴木裕 (神経内科医)（教授(研究所)）- 総合内科学、神経内科学。内科学系総合診療学分野教授(研究所)、日本大学病院内科科長
- 山下裕玄 -（教授）消化器外科、上部消化管外科学。外科学系消化器外科学分野教授。日本大学病院消化器病センター長・消化器外科科長
- 飯野正光 -（特任教授）分子生物学、神経科学、薬理学。東京大学名誉教授
- 山口順子 -（准教授）- 救急医学。救急医学系救急集中治療医学分野准教授、附属病院板橋病院救命救急センター科長
- 田岡誠 -（助教）- 心臓血管外科学。外科学系心臓血管外科学分野助教・診療准教授、日本大学病院心臓血管外科科長職務代行
- 牛島廣治 -（上席研究員）小児科学、ウイルス学、感染症学

【歯学部】
- 石上友彦 - （教授）歯科補綴学教室II講座、日本顎顔面補綴学会理事長、日本磁気歯科学会理事長
- 伊藤公一 - （教授）歯周病学 日本歯周病学会理事長
- 清水典佳 - （教授）歯科矯正学講座、日本大学歯学部付属歯科病院病院長
- 松村英雄 - （教授）歯科補綴学教室III講座、日本大学歯学部附属歯科技工専門学校校長、日本接着歯学会会長
- 米山隆之 - （教授）歯科理工学講座、日本歯科理工学会理事長
- 中野善夫 - （教授）生化学、英米幻想文学研究家、翻訳家としても活動
- 廣瀬英晴 - （准教授）歯科材料学研究

【松戸歯学部】
- 葛西一貴 - （教授）歯科矯正学講座
- 渋谷鉱 - （教授）歯科麻酔・生体管理学講座教授、日本歯科医史学会理事長
- 秦光賢（教授）- 心臓血管外科学。元日本大学病院副病院長
- 前田隆秀 - （教授）小児歯科学講座

【生物資源科学部】
- 酒井健夫 - （元総長・教授）獣医衛生学、日本産業動物獣医学会元会長
- 岩田隆太郎 - （教授）応用昆虫学者
- 塚本勝巳 - （教授）魚類学、ウナギ研究の第一人者。「うなぎ博士」の愛称で知られる
- 島田正文 - （特任教授）造園学
- 糸長浩司 -（特任教授）農村計画学
- 村田浩一 -（特任教授）獣医師、よこはま動物園ズーラシアの第2代園長

【薬学部】
- 榛葉繁紀 - （教授）衛生薬学

【危機管理学部】
- 先崎彰容（教授）- 倫理学者、日本思想史研究者
- 西田亮介（教授）- 社会学者
- 安部川元伸（教授）- 元公安調査庁公安調査管理官・同庁東北公安調査局長
- 高宅茂（教授）- 公法学者。元法務省入国管理局長
- 小谷賢（教授）- 歴史学、国際政治学、イギリス政治外交史、インテリジェンス研究
- 勝股秀通（教授）- 社会学、著述家。元読売新聞記者
- 福田充（教授）- 危機管理学、リスク・コミュニケーション、テロ対策、インテリジェンス、災害対策など

【総合社会情報研究科】
- 秋草俊一郎（准教授）- 比較文学
- 石塚省二（兼任教授）- 哲学・社会思想史特講同特殊研究担当。東京情報大学教授
- 上田邦義（教授）- 能・シェイクスピア研究　静岡大学名誉教授、モンゴル国際経済商科大学名誉教授
- 竹野一雄（教授）- 英文学者

【グローバル･ビジネス研究科】
- 井出亜夫（教授）- 通産官僚・元経済企画審議官

【知的財産研究科】
- 土肥一史（教授）- 法学者、弁護士（福岡県弁護士会所属）。専門は知的財産法。一橋大学名誉教授

#### 過去の著名な教職員
【日本法律学校】
- 横田秀雄 - 大審院院長、明治大学総長
- 水町袈裟六 - 大蔵次官、日本銀行副総裁、会計検査院長、枢密顧問官、横浜正金銀行頭取、法政大学総長
- 木下友三郎 - 行政裁判所部長、明治大学学長・総長
- 古賀廉造 - 刑法起草者、大審院検事・判事、貴族院勅選議員
- 織田萬 - 京都帝国大学名誉教授、常設国際司法裁判所判事、関西大学学長。財団法人立命館名誉総長

【本部・大学院等】
- 古賀誠 - （理事（商学部））元衆議院議員・運輸大臣、自民党幹事長・国対委員長・選対委員長
- 小沢一郎 - （理事）衆議院議員・元自治大臣、自民党幹事長、民主党代表等
- 小坂国継 - 哲学研究者、大学院総合社会情報研究科教授他
- 安芸皎一 - （顧問）日本大学国土総合開発研究所
- 山室惠 - （大学院法務研究科教授）元裁判官、弁護士

【総合科学研究所】
- 和田義彦 - 画家
- 丸尾直美 - 経済学者。尚美学園大学名誉教授。専攻は福祉国家論、経済政策
- 熊谷寛夫 - 物理学者、日本物理学会会長・日本学術会議委員を歴任。世界初の「可変エネルギーサイクロトロン」を完成させ、「高エネルギー物理学の父」と言われる

【精神文化研究所】
- 古田紹欽 - 仏教、禅を思想面から研究した日本の仏教学者

【予科】
- 呉茂一 - 西洋古典学者, 古代ギリシア・ラテン文学者
- 成瀬正勝 - 作家、文芸評論家、国文学者
- 吉田次郎 - ドイツ文学者、京都大学名誉教授
- 見田石介 - 哲学者、マルクス主義経済学者、ヘーゲル研究者。愛知大学、大阪市立大学、日本福祉大学教授を歴任
- 新島繁 -　ドイツ文学者。思想評論家。翻訳家

【法学部・法文学部】
- 菅野喜八郎 - 憲法学者
- 尾吹善人 - 憲法学者
- 赤坂正浩 - 憲法学者・司法試験考査委員
- 山田卓生 - 民法学者
- 日沖憲郎 - 刑法学者・元司法試験考査委員
- 板倉宏 - 刑法学者・元司法試験考査委員
- 関哲夫 - 行政法学者
- 松澤智 - 租税法学者・弁護士
- 北野弘久 - 租税法学者・弁護士
- 三木義一 - 租税法学者・弁護士
- 長尾龍一 - 法哲学者
- 秦郁彦 - 歴史学者
- 本田弘 - 行政学者
- 小林宏晨 - 法学者。防衛法学会顧問。比較憲法学会名誉理事。元秋田県上小阿仁村村長。
- 百地章 - 憲法学者。国士舘大学特任教授
- 兼子一 - 民法学者
- 植松正 - 刑法学者
- 春木猛 - 国際法学者
- 秌場準一 - 国際私法学者、一橋大学名誉教授
- 鈴木秀美 (法学者) - 慶應義塾大学メディア・コミュニケーション研究所教授
- 奈良次郎 (弁護士) - 元判事、法学者
- 大谷良雄 - 法学者。専門は国際法。一橋大学名誉教授
- 天野勝文 - ジャーナリスト、メディア評論家。元筑波大学教授
- 浅井基文 - 元外交官、政治学者
- 渥美東洋 - 法学者。中央大学名誉教授。警察大学校名誉教授。元京都産業大学客員教授
- 東季彦 - 法学者、出版事業家
- 植村敏夫 - ドイツ文学者
- 飯塚勝久 - 西洋哲学研究者、日本大学名誉教授
- 石田幹之助 - 歴史学者、東洋学者
- 岡野他家夫 - 書誌学者
- 加藤猛夫 - 英文学者
- 加藤咄堂 - 仏教学者、作家、教化運動家
- 江川泰一郎 - 英語学者
- 内野熊一郎 - 漢文学者
- 阿部保 - 詩人、美学者、英文学者、北海道大学名誉教授
- 石橋幸太郎 - 英語学者
- 出隆 - 哲学者
- 羽仁五郎 - 歴史家（マルクス主義歴史学・歴史哲学・現代史）。参議院議員。日本学術会議議員
- 田中開 - 法学者。法政大学教授。専門は刑事訴訟法。TMI総合法律事務所客員弁護士。元新司法試験考査委員（刑事訴訟法）
- 富田仁 - 比較文学者
- 戸波江二 - 法学者。早稲田大学法学学術院・大学院法務研究科教授。専攻は憲法、教育法。元司法試験第二次試験考査委員（2004年まで）
- 並木俊守 - 法学者、弁護士、公認会計士。専攻は商法で警視庁刑事部顧問等を歴任
- 松本生太 - 弁護士、教育者。学校法人鎌倉女子大学を設立
- 山田博 - 裁判官、弁護士。家庭裁判所調査官研修所長や、最高裁判所事務総局家庭局長、京都家庭裁判所長、浦和家庭裁判所長を歴任
- 山内確三郎 - 司法官、司法次官、東京控訴院院長を歴任、弁護士
- 大和資雄 - 英文学者。日本大学、武蔵野女子大学名誉教授
- 八木俊道 - 行政法、日本大学政経研究所所長、総務事務次官、環境省顧問、電源開発監査役などを歴任

【経済学部】
- 菊池敏夫 - 経営学者
- 戸叶勝也 - ドイツ史学・ドイツ文学者
- 長谷川啓之 - 経済学者
- 小林良彰 (経済学者) - 西洋経済史学者
- 小林晃 - 貿易学、日本貿易学会会長。
- 佐藤進 (経済学者) - 経済学者、新潟大学名誉教授
- 佐藤信彦 (会計学者) - 会計学者、熊本学園大学会計専門職大学院アカウンティング専攻教授
- 加藤一雄 (経済学者) - 経済学者。
- 加田哲二 - 大正・昭和時代の植民政策学者
- 麻生良文 経済学者。専門は公共経済学。慶應義塾大学法学部教授
- 阿部周造 経営学者。専門はマーケティング論
- 太田文平 経営学者、寺田寅彦研究家
- 白田佳子 - 会計学者。SAF2002モデル開発者。元日本学術会議会員経営学委員会委員長。
- 千種義人 - 理論経済学者、慶應義塾大学・関東学園大学名誉教授。広島修道大学学長
- 津谷典子 - 人口学者。慶應義塾大学経済学部教授。元カリフォルニア工科大学客員教授
- 名東孝二 - 経済学者。広島大学名誉教授
- 野口建彦 - 経済学者，専門は経済史
- 森田哲弥 - 会計学者。一橋大学名誉教授
- 的場徳造 - ソビエト連邦の農業経済学を専門とした研究者
- 山本忠 - 水産統計学者。国際漁業研究会名誉会長

【商学部】
- 梅沢昌太郎 - 農学博士、元高千穂大学教授
- 東徹 - 商学者、現立教大学観光学部教授
- 佐藤公久 - 経済学者、現非常勤講師
- 藤井光男 - 経営史学者
- 成田修身 - 会計学者
- 新堀聰 - 財団法人貿易奨励会専務理事、国際商取引学会顧問
- 江頭数馬 - ジャーナリスト、中国研究家
- 秋庭太郎 - 日本演劇学者。永井荷風研究で著名
- 石橋春男 - 経済学者、大東文化大学名誉教授。元松蔭大学教授
- 稲垣富士男 - 経営・会計学者、青山学院大学名誉教授。
- 上杉明 - 英文学者
- 竹内幸雄 - 商業史・経済史の歴史学者。専門は、イギリス経済史、イギリス帝国主義論
- 野口祐 - 経営学者。慶應義塾大学名誉教授
- 田中隆雄 - 会計学者。公認会計士第2次試験委員（平成13年）。日本管理会計学会会長、日本原価計算研究学会常任理事。青山学院大学経営学部教授
- 田内幸一 - 経営学者。一橋大学名誉教授。専攻はマーケティング論で、田島義博らと日本マーケティング学会を設立
- 中野紘一 - 商品学者
- 西川孝治郎 - 簿記収集家・研究者、商学者
- 樋口紀男 - 実業家、商学者、マーケティング論研究者、クリエイティブ・ディレクター
- 松波仁一郎 - 法学者。専門は海商法。民法典・商法典起草補助委員の一人。元商学部長
- 真屋尚生 - 商学者。日本大学商学部名誉教授。専門は、保険論、社会保障論
- 村瀬玄 - 会計学、日本会計学会発起人

【国際関係学部・三島予科】
- 猪口邦子 - 政治学者、元内閣府特命担当大臣
- 水野和夫 - 経済学者、元内閣官房内閣審議官
- 長谷川つとむ - 著作家、ドイツ文学研究者
- 石渡利康 - 国際法学者、翻訳家
- 村上靖彦 (現象学者) - 精神分析学・現象学者、大阪大学教授
- 大泉光一 - 国際関係論学者、青森中央学院大学教授
- 宇佐美滋 - 国際関係論研究者
- 朝倉季雄 - 文学研究者、フランス語学者・フランス文学者
- 竹田志郎 - 経営学者、横浜国立大学名誉教授
- 藤田結子 - 社会学者。明治大学商学部教授
- 奈倉次郎 - 英文学者。
- 松永泰行 - 政治学者。東京外国語大学総合国際学研究院教授。専門は国際政治学、比較政治学、イランを中心とした西アジア地域研究
- 吉牟田勲 - 税法学者。税務大学校、筑波大学、東京経営短期大学教授を歴任

【理工学部・旧工学部・高等工学校】
- 佐野利器 - 学部創始者、建築学者、構造家、都市計画家
- 岩沢忠恭 - 道路工学者、初代建設事務次官、衆議院議員（自由民主党）
- 鯨井恒太郎 - 電気工学者、電気工学科初代主任教授
- 山田博愛 - 都市計画家
- 笠原敏郎 - 都市計画家
- 暉峻義等 - 生理学者
- 木村秀政 - 航空研究者
- 吉田鉄郎 - 建築家
- 前川國男 - 建築家
- 坪井善勝 - 構造家　東京大学名誉教授
- 小林文次 - 建築史家
- 岸谷孝一 - 建築防災工学者　東京大学名誉教授
- 秋山宏 - 建築構造学者　東京大学名誉教授
- 青山博之 - 建築構造学者　東京大学名誉教授
- 登坂宣好 - 構造解析　東京電機大学教授
- 西尾成子 - 科学史家、物理学史
- 山中健 - 数学者
- 町田保 - 都市計画家
- 鈴木雅次 - 土木工学者、日本大学国土総合開発研究所長
- 藤井真透 - 土木工学者、元都城市長
- 最上武雄 - 土木工学者、土質工学者。東京大学名誉教授
- 佐貫亦男 - 航空技術者、航空宇宙評論家、作家、エッセイスト
- 高木昇 - 電子工学者。東京大学名誉教授。東京工科大学名誉学長
- 谷藤正三 - 建設工学者。元北海道開発事務次官
- 佐藤勇 - 量子物理学者、元量子科学研究所教授。高エネルギー加速器研究機構名誉教授、総合研究大学院大学名誉教授
- 後藤鉄男 - 物理学者
- 広重徹 - 現代物理学史研究家
- 中村誠太郎 - 理論物理学者、東海大学名誉教授
- 浜口隆一 - 建築評論家。建築史家
- 黒木敏郎 - 水産学者
- 大西英一 - 土木工学者
- 石黒英男 - ドイツ文学者、中央大学名誉教授
- 宇野利雄 - 数学者
- 内海喩 - 化学者。専門は分析化学。元東京工業大学理工学部分析化学教室教授。日本大学名誉教授
- 田中久文 - 哲学者、日本女子大学教授。専攻は倫理学、日本思想史、日本文化論
- 渡辺要 - 建築学者。建築計画原論の創始者
- 矢川徳光 - 教育学者。ソヴィエト教育学研究会会長
- 高梨俊一 - 民法学者、ゲームデザイナー
- 藤木源吾 - 理科教育者・教育学者。元函館師範学校、長崎師範学校、東京高等師範学校教師・教授

【生産工学部】
- 堀越二郎 - 航空技術者・零式艦上戦闘機（ゼロ戦）、雷電の設計者
- 神谷宏治 - 建築家
- 宮脇檀 - 建築家
- 金井清 - 地震工学者
- 榊博文 - 社会心理学者
- 藤谷陽悦 - 建築学者、建築史家
- 小木曽定彰 - 建築計画学者
- 奥田俊介 - 英文学者。翻訳家。千葉商科大学名誉教授
- 勝田高司 - 空気調和衛生工学者、東京大学名誉教授
- 新井和吉 - 航空材料工学者、法政大学理工学部機械工学科教授

【専門部工科・工学部】
- 市浦健 - 建築家、都市計画家
- 一色尚次 - 原動機学者、エンジニア。東京工業大学名誉教授
- 大岡實 - 建築史学者
- 谷川正己 - 建築史学者
- 小野薫 (建築学者) - 建築構造学者
- 岡部進 - 数学者
- 水野知昭 - 古英語文学者、比較神話学者、元信州大学人文学部教授。北欧神話、比較神話学、古ノルド語、古英語文学専攻
- 守田栄 - 騒音制御工学者
- 加藤康司 - 機械工学、東北大学名誉教授、西安交通大学名誉教授
- 大里延康 - 情報科学者・情報工学者。大阪工業大学情報科学部情報システム学科元教授
- 篠崎平馬 - 化学工学者。元山形大学学長
- 長澤悟 - 建築学者。専門は建築計画（教育施設・地域施設・住宅）、建築設計。

【薬学部/理工学部薬学科】
- 椿啓介 - 菌類学者。筑波大学名誉教授
- 辰野高司 - 薬学者。元東京理科大学薬学部教授
- 澤村良二 - 薬学者、第6代日本学校薬剤師会会長
- 井手口直子 - 薬学者、薬剤師、作家、ラジオパーソナリティ。帝京平成大学薬学部准教授
- 大和雅之 - 生命科学者。専門は再生医療、組織工学、幹細胞生物学。東京女子医科大学先端生命医科学研究所教授
- 桐澤誠 - 薬学部初代学部長、元日本大学副総長

【医学部】
- 押田茂實 - 法医学者。元法医学教室主任教授
- 額田豊 - 内科医。東邦大学の共同創立者、元専門部医学科長
- 宮本忍 - 胸部外科医。元第二外科学教室主任教授
- 大国真彦 - 小児科医。元小児科学教室主任教授、元附属板橋病院病院長。
- 片山容一 - 脳神経外科医。元脳神経外科学系神経外科学分野主任教授、元医学部長、元日本大学病院病院長
- 天木一太 - 血液内科医。元第一内科学教室主任教授
- 比企能達 - 内科医。元第一内科学教室主任教授、元専門部医学科長
- 吉倉範光 - 小児科医。元小児科学教室教授
- 小坂隆雄 - 生理学者、元衛生学教室主任教授
- 栗原嘉名芽 - 音響学者。元予科教授
- 井村恒郎 - 精神科医。元精神神経科学教室主任教授
- 緒方博丸 - 麻酔科医。元麻酔科学教室助教授
- 八田善之進 - 内科医。元内科学教室主任教授、元専門部医学科長
- 本名文任 - 外科医、元専門部医学科外科教授
- 馬場一雄 - 小児科医。元小児科学教室主任教授、元附属板橋病院病院長
- 馬渡峻輔 - 動物学者、元専任講師
- 森山光彦 - 消化器内科医。元内科学系消化器肝臓内科学分野主任教授、元附属板橋病院病院長
- 後藤田卓志 -消化器内科医。がん研究会有明病院上部消化管内科部長、元内科学系消化器肝臓内科学分野教授、元医学部長
- 草野央 - 消化器内科医。北里大学医学部消化器内科学主任教授。元内科学系消化器肝臓内科学分野助教・診療准教授
- 湯澤美都子 - 眼科医。元日本大学医学部視覚科学系眼科学分野主任教授、元日本大学病院副病院長、元駿河台日本大学病院長
- 小田切美文 - 物理学者・統計学者・情報学者
- 大島研三 - 内科学、日本腎臓学会、腎臓財団設立および同団体初代理事長、元日本動脈硬化学会、国際動脈硬化学会、国際腎臓学会会長

【歯学部】
- 安藤正一 - 元日本歯科医学会副会長、元日本歯科放射線学会会長
- 戸原玄 - 元歯学部摂食機能療法学 准教授
- 泰羅雅登 - 歯科医師、神経生理学者、東京医科歯科大学教授。
- 深田英朗 - 元小児歯科学教室教授
- 水庭進 - 歯科英語教育者。日本大学総合研究所教授

【松戸歯学部】
- 藤井彰 - 歯学者、薬理学者、臨床薬理学講座（寄付講座）担当教授歴任
- 上原進 - 歯科医師、歯学者。元日本障害者歯科学会理事長
- 朝倉哲郎 - 高分子構造解析学、蚕糸昆虫利用学、再生医療工学の研究者、東京農工大学名誉教授
- 金澤英作 - 解剖学者、人類学者。日本大学名誉教授。
- 牧村正治 - 元副学部長、元松戸歯学部長

【農獣医学部・生物資源科学部】
- 箕作祥一 - 植物遺伝学者
- 山田三郎 (経済学者) - 農業経済学者、東京大学名誉教授
- 西沢一俊 - 化学者、東京教育大学名誉教授
- 丸尾文治 - 生化学、分子生物学、農芸化学者、第26代日本生化学会会長
- 中島卯三郎 - 造園教育者・研究者
- 高橋理喜男 - 緑地学者 大阪府立大学名誉教授
- 横山光雄 - 緑地学者　東京大学名誉教授
- 勝野武彦 - 造園教育者
- 福富久夫 - 造園教育者
- 丸田頼一 - 造園教育者、千葉大学名誉教授
- 和気朗 - 細菌学者、国立予防衛生研究所名誉所員
- 清水亘 -  魚肉ハムや魚肉ソーセージ考案者、初代かまぼこ博士
- 樋口隆昌 - 生化学者、京都大学名誉教授
- 望月公子 - 獣医学者、東京大学名誉教授
- 石井龍一 - 植物学者、東京大学名誉教授。日本学術会議会員
- 奥谷喬司 - 動物学者、東京水産大学名誉教授
- 内田勇三郎 - 心理学者・心理検査開発者
- 遠藤茂 - 農学者・政治家
- 稲田昌植 - 農学者、政治家
- 別府輝彦 - 応用微生物学者、東京大学名誉教授
- 青木志郎 - 農村建築学者。農村計画学。東京工業大学名誉教授
- 田原虎次 - 農業機械学者。東京農工大学名誉教授。
- 古川安 - 科学史家。化学史学会元会長。毎日出版文化賞受賞者
- 雨宮育作 - 水産学者、カキの性転換やイワシの群れとその資源に関する研究、日本水産学会会長、
- 池田寛二 - 環境社会学、法政大学名誉教授、日本公益学会理事、元環境社会学会会長

【文理学部・旧文学部】
- 西田幾多郎 - 哲学者。京都大学名誉教授。京都学派創始者
- 須藤新吉 - 哲学者
- 井上忠 - 哲学者。東京大学名誉教授
- 山崎庸佑 - 哲学者、九州大学名誉教授
- 平岡武夫 - 中国哲学者、専攻は儒教経典の成立史的研究など。京都大学名誉教授
- 向坂寛 - 古代ギリシア哲学者
- 沢田清 - 地理学者
- 辻村太郎 - 地理学者、地形学者
- 浅井得一 - 地理教育学者
- 内田寛一 - 地理学者
- 軽部慈恩 - 考古学者
- 富田芳郎 - 地理学者
- 野上道男 - 自然地理学者、東京都立大学 (1949-2011)名誉教授
- 矢ケ﨑典隆 - 地理学者。東京学芸大学名誉教授
- 大志万直人 - 応用地理学者、元応用地学科専任講師、京都大学名誉教授
- 荒牧重雄 - 地球科学者。東京大学名誉教授
- 力武常次 - 地球物理学者。東京大学名誉教授、東京工業大学名誉教授
- 竹内慶夫 - 鉱物学者、結晶学者。専門は結晶学、鉱物学
- 前島郁雄 - 気候学、地理学、東京都立大学名誉教授
- 山岡淳 - 心理学者
- 千葉胤成 - 心理学者
- 松井三雄 - 教育心理学者。東京大学名誉教授、鶴川女子短期大学学長
- 野口薫 (心理学者) - 心理学者。千葉大学名誉教授
- 田中寛一 - 教育心理学者。東京文理科大学名誉教授
- 宮城音弥 - 心理学者。東京工業大学名誉教授
- 小保内虎夫 - 心理学者
- 河合伊六 - 臨床心理学者。学校心理士、広島大学名誉教授
- 大山正 - 心理学者、東京大学名誉教授
- 末永俊郎 - 心理学者、東京大学名誉教授
- 渡辺徹 (心理学者)
- 浅井正昭 - 心理学者
- 山田忠雄 - 国語学者、辞書編纂者
- 山田孝雄 - 国語学者、国文学者、歴史学者、神宮皇學館大學学長、貴族院議員を歴任
- 後藤朝太郎 - 言語学者
- 栗林均 - 言語学者。専門はモンゴル語学、日本語音声学。東北大学名誉教授
- 宮脇泰一 - 建築学者
- 佐々木健一 (美学者) - 東京大学名誉教授
- 施小煒 - 日本文学研究者、上海杉達学院日本語学科教授
- 小栗浩 - ドイツ文学者、東北大学名誉教授
- 金森誠也 - ドイツ文学者、翻訳家。専門はドイツ文学、ドイツ思想
- 滑川明彦 - フランス学者、フランス語教師
- 保坂一夫 - ドイツ文学者、東京大学名誉教授
- 大久保敏彦 - フランス文学者
- 長塚隆二 - フランス文学者
- 徳永暢三 - アメリカ文学者、大妻女子大学名誉教授
- 野田尚史 - 日本語学者
- 坂井健一 - 中国語・日本語学者
- 稲田孝 - 中国文学者
- 竹田復 - 中国文学者・中国語学者。大東文化大学名誉教授
- 小野寺健 - 英文学者、翻訳家、横浜市立大学名誉教授
- 松下忠 - 漢文学者。和歌山大学名誉教授
- 井狩正司 - 文学者 隅田川神社宮司
- 伊藤定良 - 西洋史学者、青山学院大学名誉教授
- 山中謙二 - 西洋史学者、東京大学名誉教授
- 中村英勝 - 西洋史学者、お茶の水女子大学名誉教授
- 岩沢愿彦 - 歴史学者、東京大学史料編纂所名誉教授
- 丹喬二 - 歴史学者。元日本大学文理学部教授。専門は宋代社会経済史を中心とした中国前近代史
- 龍粛 - 歴史学者。専攻は中世史。元東京大学史料編纂所長
- 福地重孝 - 歴史学者。明治社会史、近代史
- 和田清 - 近代期東洋史学者、東京大学名誉教授
- 護雅夫 - 東洋学者、歴史学者。東京大学名誉教授。専攻は古代東洋史で中央アジア・突厥民族研究
- 松村潤 - 東洋学者、歴史学者。日本大学名誉教授。専攻は明清史、満州族史
- 玉城康四郎 - 仏教学者
- 長井真琴 - 仏教学者、国際宗教研究所名誉理事長
- 丘山新 仏教学者、東京大学東洋文化研究所教授
- 藤森朋夫 - 歌人、国文学者。東京女子大学名誉教授
- 福富節男 - 数学者・社会運動家。元東京農工大学教授。専攻は、位相幾何学
- 西岡久美子 - 数学者。慶應義塾大学教授
- 境正一郎 - 数学者。公益財団法人川井数理科学財団理事長
- 小林昭子 - 化学者。東京大学名誉教授
- 仲新 - 教育学者、学校教育史地方教育史研究。地方教育史研究会会長。東京大学教育学部、青山学院大学教授歴任
- 黒崎勲 - 教育行政学者。東京都立大学 (1949-2011) 名誉教授
- 村松正俊 - 文明批評家、翻訳家。慶応大学名誉教授
- 西一祥 - 能楽研究者
- 松島静雄 - 社会学者。東京大学名誉教授。専門は労働社会学、産業社会学
- 松野弘 - 社会学者・経営学者・環境学者。環境思想研究者。早稲田大学スポーツビジネス研究所･スポーツCSR研究会会長他
- 銅直勇 - 社会学、教育学、旧制成城高等学校教授・高等科部長、元横浜国立大学、元明星大学教授
- 小池高史 - 社会学研究者、元社会学科助手、九州産業大学地域共創学部地域づくり学科准教授
- 清水浩昭 - 社会学者
- 小泉幸之輔 - 経済学者
- 早瀬利雄 - 社会学者。横浜市立大学名誉教授
- 徳永郁介 - 美学及び美学史学
- 豊田栄 (無教会主義) - 医師、英語講師、キリスト教無教会主義の新約聖書研究家
- 飯本信之 - 政治地理学と地政学。お茶の水女子大学名誉教授。日本地理学会会長歴任
- 伏見猛彌 - 教育学者、元玉川大学教育学科長

【芸術学部】
- 金丸重嶺 - 写真家、専門部芸術科写真専攻主任・創始者
- 久保田正文 - 文芸評論家
- 土谷武 - 彫刻家
- 中山公男 - 美術史家、美術評論家
- 唐須教光 - 英語学者、慶應義塾大学名誉教授
- 長谷川路可 - 日本画家・フレスコ画家
- 堀内敬三 - 作曲家、作詞家、訳詞家、音楽評論家
- 野口弥太郎 - 洋画家、日本芸術院会員
- 斉田正子 - ソプラノ歌手
- 生沼晴嗣 - ヴィオラ奏者
- 渡辺義雄 - 写真家、日本大学名誉教授、日本写真芸術学会元会長
- 米倉巌 - 詩人、日本近代文学研究者
- 山脇巌 - 建築家、写真家、デザイナー
- 渡辺義雄 - 写真家
- 稲葉真弓 - 作家、詩人
- 三浦朱門 - 作家
- 普門暁 - 画家
- ジェームス・ダン - 音楽家・ピアニスト
- 池田直樹 - 歌手、声楽家（声域はバリトン）
- 松田トシ - 歌手、声楽家（声域はソプラノ）
- 岡田怡川 - 教育評論家、日本体育会設立の体操学校（現日本体育大学）教授
- 尾形亀吉 - 日本文化史学者、本州大学・上田女子短期大学初代学長
- 尾高修也 - 作家、文芸評論家
- 勝方恵子 - 教育者、沖縄学研究者、早稲田大学国際教養学部名誉教授
- 大谷洌子 - 昭和期の声楽家(ソプラノ)、歌手
- 海老原喜之助 - 洋画家
- 牛原虚彦 - 映画監督、脚本家
- 浅原六朗 - 小説家、作詞家、俳人
- 湯浅譲二 - 現代音楽の作曲家。客員教授
- 池内友次郎 - 作曲家・音楽教育家・俳人
- 小林純生 現代音楽の作曲家・言語学者。日本大学芸術学部音楽学教員。
- 伊藤礼 - 英文学者、エッセイスト、翻訳家
- 岩本憲児 - 映画史研究者、早稲田大学名誉教授。専攻は映画史、映像論
- 三木淳 - 写真家。ニッコールクラブ会長、日本写真家協会会長、日本写真作家協会会長などを歴任
- 由良哲次 - 歴史哲学者、日本史家、美術史家、浮世絵蒐集家。横光利一の『旅愁』のモデル
- 松谷翠 - ピアニスト
- 渡辺俊平 - 写真科学者・教育者、日本大学元芸術学部長
- 米倉巌 - 詩人、日本近代文学研究者、日本大学名誉教授
- 松本俊夫 - 映画監督、映像作家、映画理論家。元日本映像学会会長
- 松浦豊明 - ピアニスト。上野学園大学名誉教授
- 柳原義達 - 彫刻家
- 丹羽勝海 - テノール歌手
- 山岡重信 - 指揮者。日本大学芸術学部研究
- 久米明 - 俳優、声優。
- 新堀俊明 - 放送学者
- 佐藤洋二郎 - 文芸学者
- ポール・ヴィノグラドフ (音楽家) - ピアニスト、作曲家、音楽教師
- 飯塚友一郎 - 演劇研究家、弁護士
- 木村三郎 (美術史家) - 近世西洋美術史、金沢美術工芸大学客員教授
- 小松平五郎 - クラシック音楽家、作曲家
- 松原剛 - 演劇研究者。

【危機管理学部】
- 金恵京 (准教授) - 国際法学・ニューヨーク州弁護士

【短期大学部】
- 鈴木たね子 - 食品栄養学者、国際学院埼玉短期大学健康栄養学科教授
- 市川陽子 - 栄養学者。フードマネジメント・実践栄養学。静岡県立大学食品栄養科学部・大学院食品栄養環境科学研究院教授
- 吉川需 - 造園学者。庭園史家。大学院農学研究科講師も歴任

【皇道学院】
- 今泉定助 - 皇道学院院長　神道思想家

### 著名な博士
- ミハイル・ゴルバチョフ - （名誉博士） 元ソビエト連邦書記長、ノーベル平和賞（1990年）
- ピーター・ドラッカー - （名誉経済学博士） 経営学者、マネジメントの発明者
- ノーマン・ボーローグ - （名誉生物資源科学博士） 農業学者、緑の革命の指導者、ノーベル平和賞（1970年）
- 関靖 (日本史学者)
- エーリッヒ・ホーネッカー -（名誉博士）ドイツ民主共和国第3代国家評議会議長およびドイツ社会主義統一党書記長

## 著名な出身者

### 政治

#### 戦前・戦後の政治家、元国会議員
- 山岡萬之助（日本法律学校） - 内務省警保局長、元貴族院議員、日本大学名誉総長
- 山崎伝之助（日本法律学校）- 衆議院議員（立憲民政党）、ジャーナリスト
- 秋田清（日本法律学校） - 衆議院議長、厚生大臣、元判事
- 志賀和多利（日本法律学校） - 衆議院議員（立憲政友会）、弁護士
- 荒川五郎（日本法律学校）- 衆議院議員、ジャーナリスト、全国私立学校協会理事長、日本大学理事
- 北井波治目（日本法律学校）- 衆議院議員（立憲政友会）、弁護士
- 原惣兵衛（日本法律学校） - 衆議院議員（政友本党→立憲政友会）、姫路市長
- 大西正幹（日本法律学校） - 衆議院議員（立憲民政党）、弁護士
- 大道寺慶男（日本法律学校） - 衆議院議員（立憲政友会→政友本党）、弁護士
- 木尾虎之助（日本法律学校） - 衆議院議員（憲政会）、弁護士
- 今成留之助（日本法律学校） - 衆議院議員（立憲民政党）、弁護士
- 村岡吾一（日本法律学校） - 衆議院議員（立憲民政党）、弁護士
- 春島東四郎（日本法律学校）- 衆議院議員（立憲民政党）弁護士
- 広岡宇一郎（日本法律学校）- 衆議院議員（立憲政友会→政友本党→立憲政友会、弁護士
- 深水清（日本法律学校）- 衆議院議員（立憲民政党→国民同盟）ジャーナリスト
- 日野吉夫（高等師範部）- 衆議院議員、日本社会党副委員長
- 原侑（高等師範部）- 衆議院議員
- 松尾孝之（法律科）- 衆議院議員（2期）。室蘭市長
- 矢野酉雄（高等師範部）- 参議院議員
- 福島茂夫（専門部医学科）- 参議院議員、医師、医学博士
- 今泉貞雄（専門部工科）- 衆議院議員
- 甲木保（専門部法律科）- 衆議院議員。文部官僚、実業家
- 川口義久 - 衆議院議員（政友本党→立憲政友会）、日本大学学部長歴任
- 永屋茂（法科）- 衆議院議員（立憲政友会）、弁護士、弁理士
- 梨木作次郎（専門部法科）- 衆議院議員（日本共産党）、弁護士、社会運動家、金沢弁護士会会長、自由法曹団常任幹事
- 英義彦（法律科）- 衆議院議員（立憲政友会）、日本大学教授
- 吉田賢一（専門部法律科）- 衆議院議員、弁護士、農民運動家
- 和田鶴一（法文学部卒）- 参議院議員
- 山本猛夫（政治科）- 衆議院議員
- 横山勝太郎（法律科）- 衆議院議員（憲政会→立憲民政党）弁護士
- 渡辺惣蔵（専門部政治科）- 衆議院議員、社会運動家
- 吉浦忠治（文学部）- 衆議院議員
- 今村忠助（文学部）- 衆議院議員（4期）。自由党吉田派
- 長谷雄幸久（法学部）- 衆議院議員。弁護士
- 長谷川陸郎 - 衆議院議員（立憲民政党）弁護士
- 花城永渡（高等師範科）- 衆議院議員（立憲政友会）弁護士
- 林平馬（法律科）-  衆議院議員、著作家
- 石丸敬次（法文学部）- 国会職員。内務官僚、官選第34代富山県知事
- 箸本太吉（政治科）- 衆議院議員（立憲政友会）、外務参与官、ジャーナリスト
- 崎山武夫（法律科） - 衆議院議員（立憲民政党→立憲政友会）、鉄道官僚、ジャーナリスト
- 紅露昭 - 衆議院議員。弁護士
- 深沢義守 - 衆議院議員（日本共産党公認）農民運動家
- 図師兼弐（日本法律学校）衆議院議員。福岡県八幡市長。農商務官僚
- 杉村沖治郎（法律科）衆議院議員
- 神保重吉（法律科）- 衆議院議員（立憲政友会）、弁護士
- 篠原和市（法科）- 衆議院議員（立憲政友会）、ジャーナリスト
- 木原津與志(法律科) - 衆議院議員、弁護士
- 黒沢幸一（専門部法律科）- 衆議院議員
- 受田新吉（法科）- 衆議院議員
- 下川儀太郎 (芸術科中退) - 詩人、衆議院議員、静岡県議会議員
- 猪俣浩三（法学部） - 衆議院議員、弁護士
- 禱苗代 - 衆議院議員（立憲政友会→政友本党）、弁護士。
- 内海安吉（法学部）[1] - 衆議院議員、衆議院懲罰委員長、衆議院内閣委員長
- 菊池義郎（法学部）- 衆議院議員、元日本商科大学学長、植民政策学者
- 岸本康通 - 衆議院議員（立憲政友会）宇治山田市（現在の伊勢市）市長
- 青木孝義 (専門部政治科) - 衆議院議員、経済安定本部総務長官, 経済学者、政治家。経済学博士、元日本大学教授
- 伊藤修 (参議院議員)(法科)
- 谷本巍（法学部）- 参議院議員
- 大野幸一 (国会議員)(法文学部)- 参議院議員、衆議院議員
- 高橋義次(英法科）- 衆議院議員(立憲民政党）、弁護士
- 清水逸平 (専門部法律科)  - 衆議院議員（民主自由党）、入間川ゴム取締役社長
- 竹内猛（法文学部） - 衆議院議員（日本社会党）
- 小沢佐重喜（法学部夜間部） - 衆議院議員、弁護士、行政管理庁長官、北海道開発庁長官、建設大臣、電気通信大臣、逓信大臣、運輸大臣、衆議院議院運営委員長、自民党国対委員長
- 浦野幸男（政経科中退） - 衆議院議員、労働大臣
- 小泉純也（法学部夜間部） - 衆議院議員、防衛庁長官、自民党副幹事長
- 小林錡（法文学部） - 衆議院議員（通算8期）、裁判官弾劾裁判所裁判長、日本大学法文学部教授、日本大学法学部長、元検察官
- 三上英雄（法文学部法律科） - 衆議院議員、東京市会議員、杉並区議会議長、東京弁護士会会長、日本弁護士連合会副会長、日本大学本部顧問
- 梶山静六（工学部） - 衆議院議員、自治大臣・通商産業大臣・法務大臣・内閣官房長官、自民党幹事長・自由民主党国会対策委員会委員長
- 浜田幸一（農獣医学部中退） - 衆議院議員、衆議院予算委員長
- 河本敏夫（法文学部） - 衆議院議員、郵政大臣・通商産業大臣・経済企画庁長官、自民党政調会長
- 三塚博（東京獣医畜産専） - 衆議院議員、運輸大臣・通商産業大臣・外務大臣、自民党政調会長 / 東京獣医畜産専門学校（現生物資源科学部）卒
- 糸山英太郎（経済学部） - 衆議院議員・実業家、現湘南工科大学理事長兼総長・日本航空特別顧問
- 加藤俊夫 (政治家)(専門部法律科) - 衆議院議員
- 仲井間宗一（専門部法律科） - 衆議院議員、弁護士、琉球政府中央教育委員会委員長、琉球上訴裁判所首席判事
- 加藤宗平（専門部政治科） - 衆議院議員。通産政務次官。福島県梁川町長
- 加藤久米四郎 - 衆議院議員（立憲政友会→政友本党→立憲政友会）
- 加藤勘十（法学部中退） - 衆議院議員、元労働大臣
- 長田桃蔵 - 衆議院議員、淀町長
- 粕谷茂（法文学部） - 衆議院議員、北海道開発庁長官・沖縄開発庁長官、衆議院予算委員長、自民党広報本部長
- 秦野章（法学部夜間部） - 参議院議員、法務大臣、警察官僚（警視総監）
- 世耕弘一（法学部） - 衆議院議員、経済企画庁長官、近畿大学初代総長
- 松永東（法学部） - 衆議院議長、文部大臣、弁護士
- 小宮山重四郎（法学部） - 衆議院議員、郵政大臣
- 上林山栄吉（法学部） - 衆議院議員、防衛庁長官
- 安里積千代（法学部） - 衆議院議員、沖縄社会大衆党委員長
- 池田正之輔（法学部） - 衆議院議員、科学技術庁長官
- 中山利生（法学部） - 衆議院議員、防衛庁長官
- 岩崎純三（法文学部） - 参議院議員、総務庁長官、栃木県真岡市長を
- 田沢智治（法学部） - 参議院議員、法務大臣
- 古島義英（法律科） - 衆議院議員、裁判官弾劾裁判所長、司法政務次官
- 円山雅也（法学部） - 参議院議員、法務政務次官、弁護士
- 坂上富男（法文学部） - 衆議院議員、弁護士
- 松本和巳（法学部） - 衆議院議員
- 楢崎欣弥（法学部） - 衆議院議員
- 松田源治（法学部） - 衆議院議員、拓務大臣・文部大臣
- 川崎克 - 衆議院議員、司法政務次官
- 川島智太郎 (法学部) - 衆議院議員、自由党事務総長。国際空手道連盟 極真会館（館長:松井章圭）関東本部（本部長:山田雅稔）東京城北支部練馬関町同好会責任者。改革フォーラム21代表。
- 山本実彦 - 東京毎日新聞社長、改造社社長、衆議院議員、戦後日本協同党委員長
- 工藤鉄男（法学部） - 衆議院議員、行政管理庁長官
- 徳田球一（専門部法律科夜間部） - 衆議院議員、弁護士、元日本共産党書記長
- 佐々木更三（専門部） - 衆議院議員、日本社会党委員長
- 花村四郎（法学部） - 衆議院議員、法務大臣、弁護士
- 世耕政隆（医学部） - 参議院議員、自治大臣
- 近藤元次（理工学部） - 衆議院議員、農林水産大臣
- 池田淳（法文学部）- 衆議院議員
- 安藤覚（専門部）- 衆議院議員。曹洞宗僧侶
- 倉成庄八郎（法科専門部）- 元衆議院議員　元万朝報記者、長崎民友新聞副社長
- 石井繁丸 - 衆議院議員、前橋市長, 弁護士、軍人(陸軍曹長) 元前橋市立工業短期大学学長
- 菅野壽（医学部） - 参議院議員、医師
- 江崎真澄（経済学部） - 衆議院議員、防衛庁長官・外務大臣・自治大臣・通商産業大臣・総務庁長官、自民党幹事長代理・総務会長・政調会長・国対委員長
- 浅原健三（専門部法科夜学中退） - 衆議院議員、八幡市議、九州民憲党・西日本建設国民連盟主宰
- 佐藤泰三（大学院医学研究科） - 参議院議員、医師
- 中原爽（医学部） - 参議院議員、日本歯科医師会会長、日本歯科大学学長・理事長
- 小平忠（経済科） - 衆議院議員、日本社会党・民社党
- 實川清之（文学部中退）- 衆議院議員、日本社会党
- 向井長年（法律科） - 参議院議員、日本社会党・民社党
- 小岩井清（工学部） - 衆議院議員、日本社会党
- 塚田徹（法学部） - 衆議院議員、建設政務次官
- 園田直 (通信教育部) - 衆議院議員、官房長官、外務大臣、衆議院副議長
- 清水清一朗（法学部） - 衆議院議員
- 河本三郎（理工学部） - 衆議院議員、文部科学副大臣
- 近藤基彦（理工学部） - 衆議院議員
- 小川友一（商学部） - 衆議院議員
- 井澤京子（法学部） - 衆議院議員
- 松浪健四郎（大学院文学研究科） - 衆議院議員、文部科学副大臣
- 桜井郁三（法学部） - 衆議院議員、環境副大臣
- 猪野毛利栄（法律科） - 衆議院議員、福井放送社長
- 高橋英吉（法律科） - 衆議院議員、弁護士
- 椎名一保（法学部） - 参議院議員
- 岡島正之（文学部中退） - 衆議院議員、厚生政務次官、競輪選手
- 和嶋未希（芸術学部） - 衆議院議員
- 木村剛司（経済学部） - 衆議院議員
- 黒田雄（法学部） - 衆議院議員
- 斎藤恭紀（文理学部） - 衆議院議員
- 菅川洋（商学部） - 衆議院議員
- 渡辺浩一郎（理工学部） - 衆議院議員
- 園田康博（大学院法学研究科） - 衆議院議員、環境副大臣
- 石津政雄（大学院） - 衆議院議員、茨城県大洋村長
- 石田勝之（法学部） - 衆議院議員、内閣府副大臣、日本大学国際関係学部教授
- 奥田建（理工学部） - 衆議院議員、国土交通副大臣
- 柳田和己（経済学部） - 衆議院議員
- 鈴木政二（法学部） - 参議院議員、参議院議院運営委員長
- 岩本司（生産工学部） - 参議院議員、農林水産副大臣
- 藤原良信（法学部） - 参議院議員
- 高木章（専門部法律科） - 衆議院議員、国際短期大学初代学長
- 湯川一行（法学部） - 衆議院議員
- 佐藤正夫（生産工学部） - 衆議院議員
- 浦田勝（通信教育部） - 参議院議員
- 鈴木克昌（経済学部） - 衆議院議員、元総務副大臣、元愛知県蒲郡市長
- 村岡敏英（商学部） - 衆議院議員
- 鈴木義弘（理工学部） - 衆議院議員
- 新井正則（文理学部） - 衆議院議員、元所沢市議会議員
- 内藤隆 (法学部） - 衆議院議員、北陸タイムス編集局長兼主筆、日本電力嘱託、大同電力嘱託、庄川電力嘱託など
- 及川順郎 (理工学部) - 参議院議員、二十一世紀ヒューマン協会会長、聖教新聞記者、公明新聞編集局
- 斉藤和子（農獣医学部（現・生物資源科学部）） - 衆議院議員
- 園田博之（経済学部） - 衆議院議員、元自民党政調会長代理、元内閣官房副長官、元新党さきがけ代表幹事
- 小林政子 - 衆議院議員。日本共産党名誉幹部会顧問、教育者
- 白保台一（法学部）- 衆議院議員。元沖縄県議会議員
- 村田誠醇（法学部）- 参議院議員、社会保険労務士
- 宮里松正（法学部）- 衆議院議員、弁護士
- 宮島滉（法学部）- 参議院議員
- 吉川貴盛（経済学部） - 衆議院議員、元農林水産大臣
- 江﨑真澄（経済学部）- 衆議院議員（17期）、総務庁長官、通商産業大臣、自治大臣、防衛庁長官など
- 横山フク - 参議院議員、板橋区議会議員を歴任
- 伊藤惣助丸（法学部）- 衆議院議員、豊島区議会議員を歴任
- 白眞勲（大学院生産工学研究科） - 参議院議員、元内閣府副大臣
- 小川勝也（法学部） - 参議院議員、元防衛副大臣
- 園田修光（法学部） - 参議院議員、元衆議院議員、元鹿児島県議会議員
- 岡下昌平（経済学部） - 衆議院議員、内閣府大臣政務官
- 髙橋祐介（経済学部）- 衆議院議員[2]
- 中川俊直（文理学部） - 衆議院議員
- 原田憲治（法学部） - 衆議院議員
- 山口泰明（法学部） - 衆議院議員、自由民主党選挙対策委員長
- 浅川義治（法学部） - 衆議院議員（日本維新の会）
- 高橋比奈子（芸術学部） - 衆議院議員、文部科学副大臣
- 林幹雄（芸術学部） - 衆議院議員、前経済産業大臣、元国家公安委員長、元国土交通副大臣
- 沢田良（芸術学部） - 衆議院議員（日本維新の会）
- 菅野壽（医学部) - 参議院議員、医師。日本医師会常任理事
- 鴨下一郎（医学部) - 衆議院議員、医師、医学博士。内閣官房参与（健康・医療戦略）。
- 吉川赳（大学院国際関係研究科） - 衆議院議員、復興大臣政務官
- 金哲柱 (国会議員)（師範科）- 政治家、社会事業家、医師、教員。第3代韓国国会議員
- 李相慶 - 大韓民国第2代韓国国会議員　日本統治時代の朝鮮の官僚、水利組合理事
- 李康雨（法科）- 制憲韓国国会議員。日本統治時代の朝鮮の独立運動家、教員
- 張連松（経済学部）- 第2代韓国国会議員　日本統治時代の朝鮮の発明家、反戦運動家、詩人、大韓民国の独立有功者
- 朴峻（法学部）- 大韓民国の制憲国会議員。ほか海外通信社社長、国際評論社社長、ソウル合同消費組合理事長を歴任
- 白亨南（文学部）- 大韓民国の政治家。制憲韓国国会議員。日本統治時代の朝鮮の教員、校長
- 金済能（法文学部）- 大韓民国の政治家。第2代韓国国会議員
- 鄭南国（旧制政治学科中退）- 日本統治時代朝鮮の青年運動家、労農運動家、大韓民国の政治家。第2代韓国国会議員
- 李源萬（中退）- 第5代韓国国会参議院議員、第6・7代韓国国会議員。コーロングループ（KOrea nyLON）創業者
- 金善太（専門部法科）- 日本統治時代の朝鮮および大韓民国の法曹、政治家、大学教員。第3・4・5代韓国国会議員
- 李浩錫（法学部）- 大韓民国の政治家、教員、農家。第2代慶尚北道大邱市（現・大邱広域市）長、制憲韓国国会議員
- 閔庚植（芸術科）- 大韓民国の政治家、実業家。制憲韓国国会議員。満洲国でジャーナリスト
- 尹炳漢（法学部）- 大韓民国の実業家、政治家。第5代韓国国会議員
- 厳廷柱（経済学部）- 大韓民国の政治家。第6代韓国国会議員、警察公務員、実業家
- 鄭幹鎔 - 日本統治時代の朝鮮の独立運動家、大韓民国の教員、実業家、政治家。第7・8代韓国国会議員
- 徐成達（法科）- 日本統治時代の朝鮮の独立運動家、大韓民国の政治家。制憲韓国国会議員
- 申駿遠（旧文学部） - 日本統治時代の朝鮮の独立運動家、大韓民国のジャーナリスト、政治家。第5代韓国国会議員
- 呉衡根（法科) - 日本統治時代の朝鮮の教員、大韓民国の政治家。甕津郡郡守、加平郡郡守、長湍郡郡守、第3代韓国国会議員を歴任
- 徐淳永（専門部法科本科) - 大韓民国の法曹、政治家。制憲韓国国会議員。
- 李浩根（専門部文科) - 第2代韓国国会議員、第8代慶尚北道知事、大韓光復青年団醴泉郡支部長、大韓青年団醴泉郡団団長を歴任
- 安峻錡 (専門部法律科) - 大韓民国弁護士、政治家。第3代韓国国会議員
- 金成淑 (予科) - 日本統治時代の朝鮮独立運動家、教育者、大韓民国の政治家。第5代韓国国会議員、韓国社会党党首を歴任
- 金英基（専門部法科）- 日本統治時代の朝鮮および大韓民国のジャーナリスト、実業家、政治家。制憲韓国国会議員

#### 現職国会議員

##### 自由民主党
- 安藤高夫（医学部） - 衆議院議員
- 梶山弘志（法学部） - 衆議院議員、経済産業大臣、元地方創生・規制改革・行政改革担当大臣
- 江渡聡徳（大学院法学研究科） - 衆議院議員、元防衛大臣
- 加藤竜祥（経済学部） - 衆議院議員
- 佐藤勉（工学部） - 衆議院議員、自由民主党総務会長、元総務大臣、元国家公安委員長、元総務副大臣
- 加藤寛治（理工学部） - 衆議院議員、農林水産副大臣
- 星野剛士（法学部） - 衆議院議員
- 國場幸之助（文理学部） - 衆議院議員、元沖縄県議会議員
- 山崎正昭（法学部） - 参議院議長、元自民党参議院幹事長、元内閣官房副長官、元大蔵政務次官
- 酒井庸行（芸術学部） - 参議院議員
- 臼井正一（文理学部）- 参議院議員
- 井上義行（経済学部）- 参議院議員、元安倍晋三内閣総理大臣政務担当秘書官
- 中野英幸（通信教育部法学中退）- 衆議院議員、法務大臣政務官
- 小池正昭（理工学部・大学院）- 衆議院議員、元千葉県議会議員、元成田市議会議員

##### 立憲民主党
- 小沢一郎（大学院法学研究科中退、学部は慶應義塾大学） - 衆議院議員、元日本大学理事、自治大臣、国家公安委員長、自民党幹事長、新生党代表幹事、新進党党首、自由党党首、民主党代表、民主党幹事長、国民の生活が第一代表、生活の党と山本太郎となかまたち共同代表、自由党共同代表
- 中村喜四郎（法学部） - 衆議院議員、元建設大臣、科学技術庁長官、田中角栄の秘書
- 小宮山泰子（大学院総合社会情報研究科） - 衆議院議員
- 青柳陽一郎（法学部） - 衆議院議員
- 野田国義（法学部） - 参議院議員、元福岡県八女市長
- 坂本祐之輔（文理学部） - 衆議院議員、元埼玉県東松山市長
- 鈴木岳幸（総合社会情報研究科) - 衆議院議員。元藤枝市議会議員。
- 福士珠美（法学部) - 参議院議員。元青森テレビアナウンサー、あおもり藍ブルーリンクプロジェクト代表

##### その他
- 大島九州男（法学部） - 参議院議員
- 新垣邦男（法学部） - 衆議院議員（社会民主党）、元北中城村長
- 西田薫（法学部中退）- 衆議院議員（日本維新の会）

#### 地方自治体首長等
- 前田康吉（農獣医学部） - 北海道滝川市長
- 谷一之（工学部） - 北海道下川町長、元下川町議会議長、元下川町議会議員
- 福島弘芳（理工学部） - 青森県つがる市長
- 熊谷雄一（法学部） - 青森県八戸市長、元青森県議会議員
- 高樋憲[3]（生産工学部） - 青森県黒石市長
- 佐々木孝昌（法学部） - 青森県五所川原市長
- 菅原広二（理工学部） - 秋田県男鹿市長、元秋田県議会議員
- 髙橋敏彦（理工学部、大学院理工学研究科） - 岩手県北上市長
- 佐藤昭（理工学部） - 宮城県塩竈市長
- 斎藤正美（工学部） - 宮城県石巻市長
- 山本信治（経済学部） - 山形県天童市長
- 山科朝則（農獣医学部）- 山形県新庄市長
- 仁科洋一（不明） - 山形県小国町長
- 山口信也（経済学部） - 福島県喜多方市長
- 清水敏男 (法学部) - 福島県いわき市長
- 高橋靖（法学部） - 茨城県水戸市長、元茨城県議会議員
- 前場文夫（経済学部中退）- 茨城県結城市長
- 中山一生（法学部） - 茨城県龍ケ崎市長、元茨城県議会議員
- 原浩道（法学部） - 茨城県潮来市長
- 松丸修久（短期大学部） - 茨城県守谷市長
- 筧信太郎（生産工学部） - 茨城県稲敷市長
- 沼田和利（法学部）- 茨城県牛久市長、前茨城県議会議員
- 佐々木喜章（法学部） - 茨城県利根町長
- 豊田稔（文理学部中退）- 茨城県北茨城市長
- 小倉敏雄（理工学部）- 茨城県下妻市長
- 福田富一（理工学部） - 栃木県知事、元宇都宮市長
- 君島寛（法学部） - 栃木県那須塩原市長
- 齋藤隆男（法学部）- 栃木県日光市長
- 新井雅博（法学部） - 群馬県藤岡市長
- 石川眞男（法学部） - 群馬県玉村町長
- 多田善洋（経済学部）- 群馬県館林市長。元群馬県議会議員、元館林市議会議員
- 中島博範（経済学部中退）- 群馬県安中市長
- 清水勇人（法学部） - 埼玉県さいたま市長、元埼玉県議会議員
- 高橋努（法学部） - 埼玉県越谷市長、元埼玉県議会議員
- 富岡勝則（法学部） - 埼玉県朝霞市長、元埼玉県議会議員
- 石川清（経済学部） - 埼玉県坂戸市長
- 渡辺邦夫（文理学部中退） - 埼玉県幸手市長
- 星野光弘（経済学部） - 埼玉県富士見市長
- 新井康之（法学部） - 埼玉県越生町長
- 小泉一成（法学部） - 千葉県成田市長
- 渡辺芳邦（理工学部） - 千葉県木更津市長
- 石井裕（法学部） - 千葉県南房総市長
- 星野順一郎（松戸歯学部）- 千葉県我孫子市長、歯科医師
- 皆川圭一郎（理工学部）- 千葉県鎌ケ谷市長
- 菅谷真一（法学部) - 東京都港区長
- 吉住健一（法学部） - 東京都新宿区長、元東京都議会議員
- 奥山澄雄（経済学部) - 東京都墨田区長
- 服部征夫（法学部） - 東京都台東区長、元東京都議会議員、元台東区議会議員
- 坂本健（生産工学部） - 東京都板橋区長
- 岸本聡子（文理学部） - 東京都杉並区長
- 鈴木晶雅（法学部）- 東京都大田区長、元東京都議会議員、元大田区議会議員
- 滝口学（法学部）- 東京都荒川区長、元東京都議会議員、元荒川区議会議員
- 鈴木誠一（法学部）- 東京都小金井市長
- 清水庄平（法学部） - 東京都立川市長
- 尾崎保夫（生産工学部） - 東京都東大和市長
- 櫻田昭正（文理学部）- 東京都三宅村長
- 松尾崇（経済学部） - 神奈川県鎌倉市長、元神奈川県議会議員
- 加藤修平（法学部） - 神奈川県南足柄市長
- 堀内茂（経済学部） - 山梨県富士吉田市長、元山梨県議会議員
- 上田昌孝（経済学部） - 富山県滑川市長
- 粟貴章（法学部） - 石川県野々市市長、元石川県議会議員
- 小野登志子（芸術学部） - 静岡県伊豆の国市長、元静岡県議会議員
- 頼重秀一（理工学部） - 静岡県沼津市長
- 湯本隆英（商学部） - 長野県中野市長
- 百瀬敬（法学部） - 長野県塩尻市長
- 丸山俊郎（商学部） - 長野県白馬村長
- 小田切康彦（法学部） - 長野県宮田村長[4]
- 内田康宏（法学部） - 愛知県岡崎市長、元愛知県議会議員
- 小池友妃子（文理学部）- 愛知県碧南市長、元碧南市議会議員
- 中村欣一郎（法学部） - 三重県鳥羽市長、元三重県議会議員
- 安田守（大学院） - 京都府向日市長、元京都府議会議員
- 木山耕三（経済学部） - 広島県庄原市長、元広島県議会議員
- 赤澤申也（経済学部）- 香川県さぬき市長
- 工藤政宏（法学部） - 福岡県行橋市長、元行橋市議会議員
- 大西一史（文理学部） - 熊本県熊本市長、元熊本県議会議員
- 草村大成（文理学部）[5] - 熊本県高森町長
- 桑江朝千夫（法学部） - 沖縄県沖縄市長、元沖縄県議会議員

#### 元地方自治体首長等
- 木村守男（法学部） - 元青森県知事、元衆議院議員
- 小保内敏幸（生産工学部）- 元岩手県二戸市長
- 鯉沼巌 - 官選秋田県知事。内務・警察官僚。政友会系
- 友末洋治（法文学部） - 元茨城県知事（1947〜1959年）
- 柴順三郎（短期大学部） - 元静岡県副知事
- 今村正美（法科) - 官選滋賀県知事、検察官、内務・警察官僚、弁護士
- 落合慶四郎（大学部法律） - 官選徳島県知事、宇都宮市長、福井市長、東京市第一助役、内務官僚
- 原田與作（法学部）- 北海道第6代札幌市長
- 上原六郎 - 元北海道札幌市長、地方官僚
- 田本憲吾（旧工学部）[6] - 第6代北海道帯広市長[7]
- 久島正（旧工学部） - 元北海道北見市長、元北見工業大学教授
- 藤倉肇（経済学部） - 元北海道夕張市長・元夕張市議会議員
- 升田重蔵（文理学部） - 元北海道寿都町長
- 佐々木栄造（法学部） - 元青森県五所川原市長
- 山内隆文（大学院法学研究科中退） - 元岩手県久慈市長
- 阿部實（旧工学部）- 元山形県上山市長
- 渋谷徳三郎（法科）- 官選仙台市長や東京市の各区長などを歴任。官僚政治家
- 岡崎栄松（法律学科） - 元宮城県仙台市長（1946年～1957年）
- 布施孝尚（歯学部） - 元宮城県登米市長
- 渡辺敬夫（法学部） - 元福島県いわき市長
- 山内日出夫（芸術学部） - 元福島県会津若松市長
- 加藤国洋（法学部） - 元山形県尾花沢市長
- 高木政夫（農獣医学部） - 元群馬県前橋市長
- 五十嵐清隆（法学部） - 元群馬県伊勢崎市長、元群馬県議会議員
- 日向野義幸（短期大学部） - 元栃木県栃木市長、現栃木県議会議員
- 広瀬寿雄（法学部） - 元栃木県下野市長、元栃木県議会議員
- 小田木真代（理工学部） - 元茨城県高萩市長、元茨城県議会議員
- 田口久克（法学部） - 元茨城県稲敷市長
- 柗田千春（法学部） - 元茨城県潮来市長。城県議会議員
- 佐久間隆義（経済学部）- 元千葉県市原市長
- 加藤瀧二（法文学部） - 元埼玉県川越市長
- 栗原稔（工学部） - 元埼玉県秩父市長。元埼玉県議会議員
- 安井大吉（法学部）- 元埼玉県浦和市長、元衆議院議員
- 鈴木平三郎(医学部）- 元東京都三鷹市長。医師
- 金子佐一郎（農獣医学部） - 元東京都調布市長
- 稲葉孝彦（法学部） - 元東京都小金井市長
- 馬場一彦（経済学部） - 元東京都東久留米市長
- 野崎重弥（法学部）- 元東京都東久留米市長
- 澤井敏和（農獣医学部） - 元東京都あきる野市長
- 大場啓二（法学部） - 元東京都世田谷区長、東京市経済局在籍中に通学し卒業
- 岩波三郎（専門部法律科） - 元東京都練馬区長
- 西野善雄（夜間部）- 元東京都大田区長等
- 山本正一（専門部法律科）- 元神奈川県鎌倉市長、弁護士。元鎌倉市議会議員、元神奈川県議会議員、元衆議院議員
- 小林常良（農獣医学部）- 前神奈川県厚木市長、元神奈川県議会議員、元厚木市議会議員
- 上村憲司（生産工学部） - 元新潟県津南町長
- 竹内正（歯学部）- 元新潟県白根市長、歯科医師
- 横内公明（理工学部） - 元山梨県韮崎市長
- 秋山重友（旧工学部中退）- 元山梨県大月市長
- 松野輝洋（芸術学部） - 元静岡県藤枝市長 元アナウンサー
- 戸塚進也（法学部） - 元静岡県掛川市長、元自民党衆議院議員
- 望月良和（短期大学部） - 元静岡県伊豆の国市長、元静岡県大仁町長
- 藤岡和美（法学部）- 元三重県久居市長。元三重県庁職員
- 東村新一（法学部） - 元福井県福井市長
- 河瀬一治（商学部） - 元福井県敦賀市長
- 森川薫（理工学部経営工学科）- 元大阪府摂津市長。水道技術者
- 植村家忠（芸術学部）- 元奈良県高取町長
- 大山文雄 (専門部正科）- 初代岡山県井原市長。陸軍法務官(陸軍法務中将。陸軍省法務局長)
- 戎斉（工学部）- 元岡山県新見市長
- 河合弘道（法文学部）- 元鳥取県米子市長。元金光教米子教会長
- 浜田一義（理工学部） - 元広島県安芸高田市長
- 大西倉雄（農獣医学部） - 元山口県長門市長
- 山村豊次郎（日本法律学校）- 元徳島県宇和島町長、弁護士
- 高橋英吾（法学部）- 元愛媛県八幡浜市長、元愛媛県議会議員
- 越智忍（中退）- 元元愛媛県今治市長、愛媛県議会議員（通算8期）
- 齊藤守史（商学部） - 元福岡県飯塚市長
- 八坂恭介（法学部）- 元大分県杵築市長
- 坂本和昭 (短期大学部) - 前大分県玖珠郡九重町長

#### 地方議員
- 前田康吉（農獣医学部）- 元北海道議会議員
- 齊藤直飛人（追風海直飛人、経済学部） - 青森県議会議員、元大相撲関脇追風海
- 石川多聞（法学部） - 元茨城県議会議員
- 川名寛章 (工学部)  - 千葉県議会議員、第66代千葉県議会議長、君津市議会議員
- 鈴木均 (経済学部)  - 元千葉県議会議員
- 小高伸太 (経済学部)  - 千葉県議会議員、第71代千葉県議会議長
- 近藤信好（歯学部）- 第31代東京都議会議長
- 川松真一朗（法学部） - 東京都議会議員、元テレビ朝日アナウンサー
- 河西信美（法学部） - 元東京都議会議員
- 尾崎大介（農獣医学部）- 東京都議会議員、第48代東京都議会議長
- 中村明彦 (政治家)(法学部) - 元東京都議会議員
- 藤井富雄（高等工学校）- 東京都議会議員（11期）、公明代表（初代）、公明党最高顧問
- 横山四郎（法科）- 神奈川県議会議員、横浜市会議員
- 小林大介 (政治家)（農獣医学部）- 神奈川県議会議員
- 小林常良（農獣医学部）- 厚木市議会議員
- 浜田真輔（経済学部） - 和歌山市議会議員、元和歌山県議会議員
- 岡空研二 - 鳥取県境港市議会議長
- 藏内勇夫（農獣医学部）- 福岡県議会議員、獣医師、農学博士（九州大学）、第12代日本獣医師会会長

#### 政治運動家・社会運動家
- 秋田明大（経済学部） - 元日大全共闘議長
- 浅沼美智雄（専門部中退） - 右翼活動家、 大日本愛国党参与・副総裁、元杉並区議
- 池尻泰顔（農獣医学部）- 右翼活動家
- 岩田富美夫（中退）- 右翼活動家
- 菊地洋一（短期大学工科） - 技術者、反原発活動家
- 北原泰作（専門部中退） - 部落解放運動家
- 小島健司 (労働運動家) (経済学部) - 労働運動家、日本福祉大学名誉教授
- 金若水（社会科）- 朝鮮の労働運動家、社会主義者、独立運動家、革命家。
- 児玉誉士夫（皇道学院） - 右翼活動家、錦政会顧問
- 許斐氏利（英法科）- 右翼活動家、クレー射撃選手
- 佐藤悟（法学部） - 日本労働党副党首・政策局長
- 佐野秀光（経済学部） - 支持政党なし代表
- 重松九州男（歯科医学校） - 日本世直し党代表
- 戸田政康（法学部） - がんばろう!日本!! 国民協議会（民主統一同盟）代表
- 肥田舜太郎(専門部医学科) - 医師、核兵器廃絶活動家
- 岡本達思 (農獣医学部中退) - 市民活動家
- 兼島信栄（法学部） - 政治家（琉球社会党→沖縄社会党）、弁護士、空手家、画家、元警察官
- 石原倫理（法学部） - 右派・保守系の政治運動家
- 土谷享（法学部）- 政治活動家、学者。元道都大学助教授。札幌大学後援会副会長
- 田村正敏（文理学部）- 元日本大学全学共闘会議書記長、勝手連創始者
- 山口節生 (大学院法学研究科)  - 政治運動家、不動産鑑定士
- 韓徳銖（中退） - 在日本朝鮮人総聯合会初代議長、朝鮮民主主義人民共和国最高人民会議代議員
- 鄭進（経済学部） - 在日本大韓民国民団（民団）中央団長
- 金天海（専門部社会科中退）- 在日本朝鮮人連盟最高顧問、日本共産党中央委員
- 大津綾香（芸術学部中退）- 政治活動家、元子役タレント。みんなでつくる党党首

### 行政・法曹
- 澤田康広（法学部・大学院法学研究科）- 元東京地方検察庁総務部副部長・山口地方検察庁・宇都宮地方検察庁次席検事。日本大学法学部法学科教授、学生・就職、競技スポーツ担当副学長
- 栗原廣太（日本法律学校）- 元宮内省、南満洲鉄道東亜経済調査局、東京市に勤務
- バシール・モハバット（法学研究科博士後期）、駐日アフガニスタン・イスラム共和国大使、通訳（パシュトー語、ダリー語）、学者（国際関係学、中央アジア文化、中央アジア史）
- 石塚貢（理工学部） - 元科学技術事務次官、元海洋科学技術センター理事長
- 東條敬（法学部） - 元財務省北海道財務局長、元財務省財務総合政策研究所教授、元福邦銀行頭取
- 宮本政於（医学部）- 元精神科医、元厚生省医系技官、元コーネル大学助教授、『お役所の掟』著者
- 北島智子（医学部） - 医系技官、元厚生労働省関東信越厚生局長、元新潟県副知事
- 舌津一良（大学院） - 文部科学省大臣官房文教施設企画部長
- 大関東支夫（法学部） - 元東京都総務局長、元東京都競馬社長、元東京サマーランド社長、全国技能士会連合会会長
- 奥山宏二（理工学部） - 元東京都下水道局長、多摩都市モノレール社長
- 櫻井巖（法学部） - 元東京都財務局長、元コスモス青山社長、多摩都市構想研究会会長
- 佐野克彦（理工学部） - 元東京都建設局長、東京都公園協会理事長、元全日本建設技術協会副会長
- 寺﨑久明 - 元東京都デジタルサービス局長、東京都職員信用組合理事長
- 福島七郎 - 元東京都都市整備局技監、元東京テレポートセンター社長
- 御園良彦 - 元東京都水道局長、元日本水道協会専務理事。東京都市開発社長
- 菊地義雄 - 元川崎市副市長。川崎市総務局長、川崎市信用保証協会会長を歴任
- 竹内重徳 - 元岩手県副知事。岩手県土整備部長、岩手県土木部長を歴任
- 山口和男（法学部）- 弁護士、法制審議会委員、元旭川地家裁所長
- 城戸芳彦（商科）- 元最高裁判所判事
- 八束和廣（法学部）- 元横浜家庭裁判所長、元福岡高等裁判所部総括判事
- 河村大助（法学部）- 弁護士。最高裁判所判事
- 宮沢清作 - 弁護士、判事
- 岡崎耕三（専門部法律科）- 裁判官、弁護士。元日本弁護士連合会副会長
- 伊藤博（大学院) - 弁護士
- 大野正直 - 弁護士。元名古屋弁護士会会長、名古屋軍（現：中日ドラゴンズ）会長
- 木津川迪洽（法学部） - 弁護士、元日本弁護士連合会副会長、元第一東京弁護士会会長
- 東谷隆夫（法学部） - 弁護士、元日本弁護士連合会副会長、元法務省公安審査委員会委員長代理
- 吉田正一 (法科) - 弁護士、日本心霊科学協会初代理事長
- 大河内博（農獣医学部）- 外交官、元経済産業省官僚
- 伯耆田修（法学部）- 外交官。在レオン総領事や駐ボリビア大使など
- 太田為吉（日本法律学校） - 外交官。駐スペイン公使、駐ソビエト連邦大使歴任
- 今村惟善（本科） - 内務官僚、京都市助役
- 伊賀良一（法科）- 内務官僚, 京都市助役, 株式会社歌舞伎座事務長
- 大橋秀雄 (警察官)（専門部法律第二本科）- 評論家。元警視庁警部補
- 叶澤清介（高等師範部） - 第3代県立長野図書館長
- 日野徹（法学部） - さいたま市副市長、さいたま市水道事業管理者
- 草地貞吾（文理学部） - 陸軍軍人。最終階級は陸軍大佐
- 陳則民（法科）- 政治家・弁護士。中華民国維新政府、南京国民政府（汪兆銘政権）要人
- 宮原巍（理工学部）- ネパールの実業家、政治家
- 宮川正（法学部）- 内閣情報調査室内閣衛星情報センター所長、元航空自衛官
- 安永登（高等師範部） - 関東州官僚、福岡市助役
- 尹吉重 - 韓国の政治家、弁護士。国民大学教授
- 弓削幸太郎（日本法律学校）- 朝鮮総督府官僚
- 奈良武衛（専門部法律科）- 大蔵官僚、税理士。東京国税局調査第二部長、高松国税局長を歴任
- 平裕介（法科大学院）- 弁護士、行政法学者。東京弁護士会所属

### 教育事業
- 佐藤栄太郎（法学部） - 学校法人佐藤栄学園理事長
- 冲永荘兵衛（商学部） - 帝京商業学校（帝京大学前身）創立者、学校法人日本大学監事、東京府荏原区区議会議員
- 工藤美知尋（大学院政治学研究科） - 社会人入試予備校、青山IGC学院学院長
- 余湖三千雄（文理学部） - 早慶外語ゼミ塾長、鹿島学園高等学校理事長
- 中村雄一 (文理学部、経済学部) - 教育者、なかよし学園校長
- 石橋義夫（法文学部） - 共立女子学園学園長、理事長。10代目横綱審議委員会委員長
- 久保田裕（法学部） - 社団法人コンピュータソフトウェア著作権協会（ACCS）専務理事・事務局長。サイバー大学客員教授(デジタル著作権)
- 木村隆文（法学部）- 学校法人青森山田学園理事長/校長、日本卓球協会副会長
- 小池一夫（大学院文学研究科）- 学校法人桜美林学園理事長、桜美林大学名誉教授
- 中田弾（理工学部）- 児童発達支援・放課後等デイサービスぴかいちを運営する一般社団法人 D&A Networks 代表理事
- 藤掛正史 (藤懸庚汪)（法学部）- 社会教育者。東京都中央区ユネスコ協会会長。日本イノベーション融合学会会長
- 松田悠介（文理学部）- 社会起業家・実業家・教育者

### 宗教・精神世界
- 高橋信次（旧工学部中退） - 宗教法人GLA創立者
- 高橋佳子（文理学部） - 宗教法人GLA二代主宰者
- 市川伊雄 (仏教科) - 曹洞宗僧侶、海門山興禅寺開基
- 鈴木一生 (商学部) - 天台宗僧侶、ビルマ上座部仏教僧侶。日本テーラワーダ仏教協会の初代会長
- 高橋隆天 (法文学部)- 僧侶、川崎大師平間寺第44世・中興第1世貫首。大僧正。真言宗智山派宗機顧問
- 影山堯雄 - 日蓮宗僧侶、仏教史学者、日蓮宗大学教授、立正大学教授、日蓮宗学研究所所長
- 鈴木昌 - バプテスト派牧師
- 峯野龍弘（法学部）- ホーリネス系福音派牧師。元日本福音同盟理事長
- 後藤俊彦（今泉研究所）- 高千穂神社宮司
- 本田弘慈（中退）- 大衆伝道者・巡回伝道者・神学校教師
- 田中守平 - 太霊道の創始者

### 経済
- 川下雄司（商学部）- 丸井社長
- 田平英二（法学部）- 元近畿日本ツーリスト社長
- 渡辺孟次（中退）- 元共同通信社社長
- 池本克之（生物資源科学部） - 元ドクターシーラボ社長、元ネットプライス社長
- 内山斉（文学部) - 読売新聞グループ本社元社長現顧問、日本新聞協会会長
- 都筑豊（理工学部）- 東武鉄道代表取締役社長
- 鍋島弘蔵（美術科中退） - 富山新聞社元社長、詩人・コラムニスト
- 小丸成洋（生産工学部） - 日本放送協会経営委員会元委員長、福山通運社長
- 西澤亮一（商学部） - 株式会社ネオキャリア代表取締役
- 東英弥（法学部) - 宣伝会議代表取締役会長  先端教育機構理事長。日本広報学会理事、地域活性学会常任理事。青山学院大学客員教授、東京国際大学客員教授。
- 岡本尚博（法学部) - 株式会社横浜ビー・コルセアーズ代表取締役CEO
- 松浦勝人（経済学部）- エイベックス・グループ・ホールディングス創業者・社長
- 渥美修一郎（農獣医学部） - アチーブゴール代表取締役
- 真鍋邦夫（経済学部）- 佐川急便元社長
- 青山理（商学部) - 青山商事（洋服の青山やTHE SUIT COMPANY）社長
- 石井俊樹（経済学部） - 元カスミ社長
- 川島宏（法学部） - 元東急ストア社長、元日本チェーンストア協会会長
- 國津則彦（経済学部） - 東武百貨店CEO兼社長、元東武ビルマネジメント社長
- 後藤忠治（商学部） - セントラルスポーツ創業者、社会スポーツセンター会長、東京オリンピック競泳400mリレー4位入賞
- 後藤聖治（商学部) - セントラルスポーツ社長
- 小松雅美（文理学部） - セブン&アイ・フードシステムズ社長
- 齊藤了英（専門部法科) - 大昭和製紙元社長
- 齊藤喜久蔵（旧工学部) - 大昭和製紙元社長
- 大内俊司（法文学部）- 元山陽特殊製鋼社長
- 藍澤彌八（日本法律学校) - アイザワ証券創業者、平和不動産初代社長、東京証券取引所元理事長（1957から1961年）
- 秋田貞夫（専門部) - 秋田書店創業者
- 安藤聰（経済学部） - ワイジェイカード社長、元KCカード社長
- 鶴岡秀子（経済学部） - 連続起業家（シリアル・アントレプレナー）、著作家
- 石田光男 - 三井住友銀行元専務取締役
- 荻野勲（理工学部） - オムロン ヘルスケア社長、元オムロンコーリン社長
- 勝井祐輔（旧工学部) - 勝井組土建(現カツイ）元社長
- 根岸孝成（法学部） - ヤクルト本社社長、ヤクルト球団オーナー
- 衣笠剛（経済学部）- ヤクルト球団代表取締役社長兼オーナー代行
- 古竹孝一（理工学部） - いすみ鉄道社長、日新タクシー会長
- 堀高明（理工学部） - スターフライヤー創業者・元社長、元エクセル航空社長
- 堀澄也（法学部） - ヤクルト本社元社長、ヤクルト球団元オーナー
- 瓦葺一利（商学部） - 松屋フーズ社長
- 和田一夫（経済学部）- ヤオハン創業者
- 重田康光（経済学部中退） - 光通信創業者・会長
- 上月拓也（文理学部） - 元コナミホールディングス社長
- 島田義彦（芸術学部） - 東武百貨店社長
- 月崎義幸（理工学研究科） - ジャパンディスプレイ社長
- 西田憲正（商学部）- 東横イン創業者
- 大桑堉嗣（商学部) - オークワ会長、日本流通産業社長、日本チェーンストア協会副会長、日本スーパーマーケット協会副会長
- 大桑啓嗣（商学部) - オークワ取締役副会長
- 松本南海雄（理工学部薬学科) - 薬剤師、株式会社マツキヨココカラ&カンパニー会長
- 大谷喜一（理工学部薬学科) - 薬剤師、アインホールディングス社長
- 平公夫（商学部） - ナシオ社長、コープさっぽろ会長
- 三澤千代治（理工学部) - ミサワホーム創業者
- 福嶋康博（理工学部) - スクウェア・エニックス名誉会長、エニックス創業者
- 波和二（芸術学部中退） - エル・アンド・ジー会長
- 田中良和（法学部） - グリー創業者・社長
- 角田雄二（理工学部) - スターバックス コーヒー ジャパン創業者・初代CEO
- 有田直矢（国際関係学部) - サーチナ社長
- 大坪賢次（法学部) - 大坪不動産, ダイテック・フーズ会長。デズモンド・キャピタル社長, シルバー・ピーク・エナジー会長、事業創造大学院大学客員教授、NY 新潟県人会長、新潟日報国際交流拠点NY事務所代表、日本大学桜門会 NY支部長
- 川上浩（理工学部) - ヤマハ第7代社長、ソリッドアコースティックス取締役会長
- 吉野博行（商学部）- Yamaha Motor Australia Pty Limited社長、ヤマハ発動機販売株式会社代表取締役社長、ヤマハフットボールクラブ代表取締役社長
- 本田博俊（理工学部→芸術学部) - 無限（現M-TEC）創業者、本田宗一郎の長男
- 幡谷祐一（法文学部) - 全国信用協同組合連合会長、茨城県信用組合理事長
- 山田直稔（旧工学部) - 浪速商事代表取締役会長、「オリンピックおじさん」として知られる
- 石井由己雄（理工学部) - 石井工業代表取締役
- 石田保夫（理工学部）- SUS社長
- 三浦新一郎（商学部) - 山形銀行専務、山形ガス監査役、公益財団法人三浦新七博士記念会理事
- 藤原次彦（芸術学部) - 元AOI Pro.社長
- 東城祐司（芸術学部) - メディアミックス・ジャパン（MMJ）代表取締役
- 櫻田慧（経済学部） - モスフードサービス創業者・初代社長
- 荒木定虎（文理学部) - アキシオン社長及び最高経営責任者（CEO）、元タレント
- 佐藤直樹（文理学部) - 日活社長 映画プロデューサー
- 佐藤博（旧工学部）- TDK社長、会長
- 瀬川昌輝（理工学部) - 昌平不動産総合研究所社長、東京ビルヂング協会理事
- 辻邦彦（理工学部) - サンリオ元副社長
- 森栄樹（理工学部) - アノドス社長
- 樫尾和雄（高等師範部) - カシオ計算機創業メンバー
- 樫尾幸雄（専門部機械科) - カシオ計算機創業メンバー
- 高桑雅彦（芸術学部) - CQエンターテイメント元会長
- 玉置正和（法学部） - 千代田化工建設社長
- 河合伸光（文理学部) - 河合商事元社長
- 藤田一暁（旧工学部) - フジタ社長・会長
- 松谷昌樹（生物資源科学部）- ランド創業者・社長
- 野坂英吾（文理学部) - トレジャー・ファクトリー創業者・社長
- 小熊信一 - 不二硝子代表取締役
- 太田万三彦（生産工学部）- ジェーソン代表取締役社長兼会長兼営業本部長
- 金田敦（経済学部） - エイチワン代表取締役社長執行役員
- 石村賢一（理工学部中退）- Eストアー創業者・代表取締役
- 中村恒也（理工学部）、セイコーエプソン社長
- 岩本哲夫（商学部) - アイル社長
- 金森武 - 大光代表取締役社長
- 萩本友男（芸術学部） - ソニー生命保険社長
- 松村厚久（理工学部） - DDホールディングス創業者・代表取締役社長・グループCEO
- 古川哲也 - ニッコウトラベル代表取締役社長
- 秋元久雄（経済学部夜間部) - 平成建設代表取締役社長
- 岩瀬浩介（文理学部）- ブラウブリッツ秋田取締役社長 元サッカー選手
- 山浦速夫（法学部) - ヤマウラ代表取締役社長
- 森下協一（理工学部) - 東亜道路工業代表取締役社長
- 太田豊彦（工学部) - 福田組代表取締役社長
- 丸山治昭 - ASJ代表取締役社長
- 大友啓行（経済学部）- わらべや日洋ホールディングス代表取締役社長
- 吉田琇則 -ヒューマンウェブ 代表取締役社長
- 新堀義之（商学部) - ベリサーブ 代表取締役社長
- 佐藤乾太郎（理工学部) - 日本パーカライジング  代表取締役社長兼最高執行責任者
- 堀尾良宏（理工学部) - わかもと製薬代表取締役社長
- 小野徳哉（生産工学部) - 日水製薬代表取締役社長執行役員
- 保科匡邦（経済学部） - 田谷代表取締役社長
- 木村義成（芸術学部) - 大成ラミック代表取締役社長
- 小幡学（理工学部) - ニチレキ代表取締役社長
- 永見研二（生産工学部) - モリテック スチール代表取締役社長
- 金子英司（商学部) - レントラックス代表取締役社長
- 遠藤由明（経済学部） - 日本ビューホテル代表取締役社長
- 島三博（理工学部) - 島精機製作所代表取締役社長
- 田代康憲（生産工学部) - レオン自動機代表取締役社長
- 安永暁俊（理工学部) - 安永 (自動車部品)代表取締役社長
- 酒井篤史（理工学部) - スズデン代表取締役社長
- 山口陽（法学部) - 大京代表取締役社長
- 若山陽一（法学部) - UTグループ代表取締役社長兼CEO
- 鈴木均（経済学部）- エムティジェネックス代表取締役社長
- 池野啓介 (工学部) - イケノコーポレーション代表取締役および合同会社イケリーマート代表
- 藤井幸大 (工学部中退) - サンマルコ食品マーケティング本部部長。一般社団法人日本コロッケ協会会長兼理事長
- 福田淳 (芸術学部) - STARTO ENTERTAINMENT代表取締役CEO
- 栗原幹雄 (生産工学部) - フレッシュネスバーガー,ほっかほっか亭創業者
- 佐藤俊介 (実業家)(理工学部) - トランスコスモス取締役上席常務執行役員兼CMO、ミーアンドスターズ代表取締役社長兼CEO
- 赤坂茂好 (経済学部) - プリンスホテル代表取締役社長。西武ホールディングス取締役
- 丸山俊郎 (商学部) - しろうま荘支配人
- 向浩一（理工学部） - コムチュア創業者・会長CEO、元全国ソフトウェア協同組合連合会会長、藍綬褒章
- 川岸一超 - ICH代表取締役
- 小野塚勝（法学部） - 北海道テレビ放送（HTB）元報道局長・解説委員
- 久世泰雄 - アルカ (靴屋)創業者、シューフィッター
- 高坂元巳（芸術学部）- BSNウェーブ取締役。新潟放送元アナウンサー
- 是永大輔（芸術学部）- アルビレックス新潟シンガポールChairmanアルビレックス新潟バルセロナPresidentアルビレックス新潟取締役AlbirexHongKongLimitedPresidentアルビレックス新潟プノンペン元Chairman
- 高橋道映（法学部) - 新潟日報社元代表取締役社長
- 石田恭一郎（生物資源科学部） - 竜製作所代表取締役
- 安部修仁（経済学部中退）- 吉野家ホールディングス社長
- 北島惇起（生物資源学部）- GROVE株式会社代表取締役
- 浦上豊（専門部商業科）- 菱備製作所（現・リョービ株式会社）創業者
- 安成信次（生産工学部）- 安成工務店代表取締役
- 天野妙（理工学部）- 合同会社Respect each other代表
- 小池一弘 - NEXTGROUPの顧問 元トレイダーズ証券、CMCマーケッツ日本法人、IG証券日本法人代表取締役社長CEO
- 竹内茂樹（芸術学部）- ギャガの共同創業者の一人
- 今野晃広（文理学部）- GOLFZON　Japan株式会社代表取締役
- 西山知義（中退） - ダイニングイノベーション、レインズインターナショナル創業者
- 関口忠之 - 個人投資家
- 永沢映 (商学部) - 起業家、コミュニティビジネス、ソーシャルビジネスの専門家
- 阿久澤騰（芸術学部）- 企業広報・マーケティング担当者。フランクリン・コヴィー・ジャパン株式会社マーケティング・チーム・マネージャー。外国人向け日本語学習書著者
- 高井英樹（芸術学部）- カフェ・カンパニー株式会社取締役副社長。ゲームチェンジャー、元東京都知事石原慎太郎の特別秘書、外資系企業アドバイザー
- 藤村延魚（博士後期課程）- 有限会社フジプラン代表取締役。元チョイスホテルズインターナショナル副社長兼日本支社長。ホテルマン、国際観光ジャーナリスト
- 川手泰二（法学部）- 元名古屋放送株式会社代表取締役社長、会長。元全国朝日放送取締役。
- 久保進（芸術学部） - 青二プロダクション創立者
- 工藤慎一（経済学部）- ecbo株式会社代表取締役社長。
- 毛利就擧（理工学部）- モウリアートワークススタジオ創始者。徳山カントリークラブ代表取締役
- 森辰雄（国際関係学部）- Weekly LALALLA社発行人
- 諸橋健一（芸術学部）- ムービーテレビジョンの創設者/社長
- 小野寺紘毅 (理工学部) - 三松建設エムシージー元社長。ヤンゴンインターナショナルホテルのオーナー
- 松本翼 (大学院知的財産研究科) - 7th Logic代表。元俳優
- 高橋秀幸（商学部）- 秀實社代表取締役社長
- 勝田重太朗（法学部）- 産業経済新聞社社長、信越放送社長を歴任
- 藤本秀朗（商学部）- ユニデンホールディングス創業者
- 渡辺裕二（商学部）- 株式会社アールワン・プロフェッショナル代表
- 石川度治（法学部）- 元東京出版販売株式会社（現・トーハン）社長、会長。日本出版取次協会会長、全国出版協会理事長を歴任
- 片山真一（法学部）- 隅田屋商店代表取締役。古式精米製法ですみだマイスターやお米五つ星マイスター認定。
- 深谷研二（理工学部）- 江ノ島電鉄株式会社取締役社長
- 小市琢磨（農獣医学部中退）- ロコモ（カンボジア）創業者。
- 川村智（法学部）- 日本バイリーン 代表取締役社長執行役員・CEO
- 中村敬（農獣医学部）- クオールホールディングス 代表取締役社長
- 両角正樹（生産工学部）- キッセイ薬品工業 代表取締役社長、最高執行責任者
- 高橋和伸（経済学部）- 双葉電子工業 代表取締役社長
- 平野能章（経済学部）- ミスターマックス(MrMax) 代表取締役社長
- 村上尚登（法学部）- 東北銀行 取締役頭取
- 髙田邦洋（法学部）- みちのく銀行 代表取締役頭取兼執行役員
- 小栗勝男（経済学部）- トーカイ（TOKAIホールディングス）代表取締役社長
- 森悦郎（法学部）- アイネス 代表取締役
- 古山利昭（法学部）- ヤマザワ 代表取締役社長
- 西岡孝 - ルーデン・ホールディングス 代表取締役社長
- 荻津仁彦（中退）- 暁飯島工業 代表取締役社長、社長執行役員
- 後藤一俊 - 中広 代表取締役社長
- 岡﨑太輔（法学部） - 鉄人化計画 代表取締役社長
- 竹井博康 - Oakキャピタル（旧ヒラボウ） 代表取締役会長兼CEO
- 佐藤廣志（経済学部） - エヌ・デーソフトウェア 代表取締役社長
- 大下一明（商学部）- フマキラー 代表取締役社長
- 渡邉陽一郎（工学部）- 朝日ラバー 代表取締役社長
- 吉田立志（法学部）- ヨシコン 代表取締役社長
- 茂森拓（農獣医学部）- ヤマックス 代表取締役社長
- 蒔田穂高（大学院）- ゲームカード・ジョイコホールディングス 代表取締役社長
- 片山義規（文理学部）- アスカ 代表取締役社長
- 山口次郎（工学部）- 八千代工業 代表取締役社長
- 鳥羽重良（理工学部）- 鳥羽洋行 代表取締役社長
- 杉田裕介（経済学部）- 杉田エース 代表取締役社長
- 小暮雅子（法学部）- ピープル (玩具メーカー) 取締役兼代表執行役
- 村川勉（文理学部）- 興研 代表取締役社長
- 中村克久（生産工学部）- ナラサキ産業 代表取締役社長兼社長執行役員
- 網田日出人（法学部）- ヤマエ久野 代表取締役社長
- 小口弘明（文理学部）- 銀座山形屋 代表取締役社長
- 中西弘毅（農獣医学部）- 日本ロジテム 代表取締役社長
- 北村良一 - 北恵 代表取締役社長
- 熊久保信重（工学部）- エビスサーキット代表取締役社長。元D1 GRAND PRIXドライバー
- 高桑昌彦（芸術学部）- チャイナクイックインキュベイト（株式会社CQエンターテイメント) 創業者
- 鶴岡博 - 株式会社横浜スタジアム社長、若葉運輸代表取締役
- 岡田秀春（生産工学部）- ピュアハーツ、株式会社トレジャーハート、有限会社ピュアハーツ音楽出版の創業者。音楽プロデューサー
- 弘中伝二（専門部政治科中退）- 西日本新聞社元社長
- 石田明（法学部）- 大日本スクリーン製造 代表取締役社長
- 若山陽一（法学部）- UTグループ株式会社代表取締役社長兼CEO。
- 武田郁夫（旧工学部）- タケダ理研工業（現在のアドバンテスト）創業者
- 小倉謙 (実業家)（法学部）- 株式会社エスアンドエフ代表取締役社長。市民の人権擁護の会日本支部（CCHR Japan）世話役
- 菊池モアナ（国際関係学部）- 起業家。Borderless Tanzania Limited 代表取締役社長
- 池田敏博（法学部) - 一般財団法人池田福祉財団理事長。株式会社ダーマルラボ代表取締役。株式会社ダーマルビューティー代表取締役。株式会社ダーマルトラスト代表取締役。株式会社ダーマルウェルネス代表取締役。株式会社航空総合研究所取締役
- 若佐博之（商学部）- 山陰合同銀行元頭取

### 製造・産業
- 小早川元治（旧工学部）- 自動車技術者。アマチュアレーサー
- 芝端康二（大学院理工修士）- 自動車技術者、(株)本田技術研究所特別技術顧問
- 加藤眞 (理工学部工業経営学科）- 自動車技術者
- 木澤博司（旧工学部）- 自動車技術者
- 矢部大（芸術学部）- 経営コンサルタント、実業家
- 島田慎二（法学部) - 経営コンサルタント。リカオン創業者・代表取締役、元千葉ジェッツふなばし社長、ジャパン・プロフェッショナル・バスケットボールリーグ理事長
- 四戸哲 (理工学部) - 航空エンジニア。有限会社オリンポス代表取締役
- 鈴木恵理（文理学部）- 客室乗務員。第40回（2008年度）ミス日本グランプリ受賞者
- 前田利民 (子爵)（経済学部）
- 丹羽長聰（文理学部）- 陸奥二本松藩丹羽家第18代当主。東京二本松会、二本松史跡保存会、福島県城下町連絡協議会会長など
- 前田正昭（旧工学部）- 前田土佐守家資料館館長、前田土佐守家当主
- 西田栄喜（国際関係学部）- 篤農家。風来代表、日本一小さい専業農家と言われている
- 小口欽也（芸術学部）- 実業家で株式会社FunLaboの社長・芸能プロモーター
- 野元義文（芸術学部）- 起業家　BRITISH GAS and SHELL （旧：ロイヤル・ダッチ・シェル）タイランド政府リサイクリング油化装置（ケミカルプラント装置）建設プロジェクト総督
- 小田島春樹（商学部）- 経営DXコンサルタント
- 佐藤久一（芸術学部中退）- 映画館「グリーンハウス」、フランス料理店支配人
- 岡田繁幸（獣医学部中退）- 競走馬生産者、馬主
- 小野淳（文理学部）- 農業、起業家、NPO法人くにたち農園の会理事長、株式会社農天気代表取締役農夫
- 章子・チトー（経済学部）- パイロット、起業家
- 尾上規喜 (芸術学部) - 放送技術者、実業家。フジ・メディア・ホールディングス取締役（常勤監査等委員）、フジテレビジョン監査役

### 学術
- 青木清相（法学部） - 法哲学、刑事法、元日本大学法学部教授、弁護士
- 有吉保（法文学部) - 国文学、新古今和歌集研究等、日本大学名誉教授
- 秋葉安太郎（法文学部) - 国文学、元日本大学文理学部長
- 稲田俊信（法学部） - 商法、元日本大学法学部教授、秋田経済法科大学（現・ノースアジア大学）元学長
- 伊原昭（法文学部） - 国文学者、梅光女学院大学名誉教授
- 石川才顕（大学院法学研究科） - 刑事法、元日本大学法学部教授、弁護士
- 植松正（法文学部） - 刑法学、一橋大学名誉教授、元判事、元検事
- 梅村清弘（大学院文学） - 体育社会学、元中京大学学長、学校法人梅村学園名誉総長
- 浦野起央（法学部） - 政治学、日本大学名誉教授
- 及川淳子（大学院総合社会情報研究科） - 政治学、中央大学准教授
- 齋藤康輝（法学部） - 法学、日本大学法学部教授
- 上野秀夫（法学部) - 中国経済学、近畿大学名誉教授
- 渡辺容一郎（法学部）- 国際政治学、日本大学教授
- 鵜沢義行（法文学部) - 政治学、日本大学名誉教授
- 太田宏（法学部） - 国際政治学、早稲田大学教授
- 大塚桂（大学院法学研究科） - 政治学、駒澤大学法学部教授
- 小野幸二（大学院法学研究科） - 民法学、大東文化大学名誉教授
- 賀川光夫（法文学部） - 考古学、別府大学名誉教授
- 加藤康榮（法学部）- 弁護士、日本大学大学院法務研究科教授
- 岸上慎二（法文学部) - 国文学、日本大学名誉教授
- 倉島隆（法学部）- 政治機構論、英国政治機構理論史、EU政治機構理論。元日本大学法学部教授
- 小久保崇明（大学院文学) - 国文学・国語学、日本大学名誉教授
- 嶋津千利世（法文学部） - 女性問題研究、元群馬大学教授
- 須田清（法学部） - 医事法、大東文化大学法科大学院教授、弁護士、関東弁護士会連合会副理事長
- 染野義信（法文学部） - 法学、元日本大学名誉教授、法学博士（東京大学）、日本学術会議会員（第二部部長）
- 高瀬暢彦（大学院法学) - 法哲学、基礎法学、日本近代法史、日本大学名誉教授
- 高梨公之（法文学部） - 法学、元日本大学名誉総長、弁護士、法学博士、法制審議会委員、日本学術会議会員
- 永田菊四郎（専門部法律学科） - 法学、元日本大学名誉総長、弁護士、法学博士、日本学術会議会員
- 中村芳昭（法学研究科博士課程満期） - 租税法, 財政法, 行政法, 憲法、青山学院大学名誉教授
- 中山政義（法学部）- 企業法、経済法、二松學舍大学教授、学長も務めた
- 西修（大学院博士課程) - 憲法・比較憲法学、駒澤大学名誉教授
- 橋本不美男（法文学部) - 国文学、早稲田大学名誉教授
- 福田弥夫（法学部）- 民事法学、日本大学法学部教授、日本大学通信教育部長、日本大学危機管理学部初代学部長
- 船山泰範（法学部） - 刑事法、日本大学法学部教授
- 堀口勝（大学院法学研究科） - 商法、東洋大学法学部准教授
- 松澤智（法文学部） - 税法学、日本大学法学部教授、元東京高裁判事、弁護士、TKC全国会会長
- 松嶋隆弘（法学部）- 商法、日本大学法学部教授
- 宮脇淳（法学部） - 行政法、北海道大学名誉教授
- 杉山和之（博士後期課程）- 刑法学、志學館大学法学部専任講師
- 森淳司（法文学部) - 国文学、日本大学名誉教授
- 安井久善（法文学部) - 国文学、軍事史学、日本大学名誉教授
- 柳澤弘士（法学部） - 民法学、元日本大学法学部長、弁護士
- 山川一陽（法学部） - 民法、日本大学法学部・法科大学院教授、弁護士
- 山岡永知（工学部、大学院理工学研究科及法学研究科) - 国際取引法、日本大学名誉教授
- 山下学（大学院）- 租税法、企業会計法、米国医学。立正大学法学部・大学院法学研究科教授、元東京国税局国税実査官。元内閣審議官
- 山下博章（法律科） - 弁護士、法学、元日本大学教授
- 野尻俊明（法学研究科博士課程）- 法学、学校法人日通学園理事長。前・流通経済大学学長
- 水辺芳郎（法学部）- 民法学、元日本大学法学部教授
- 宮田敦司（法学部、大学院）- 北朝鮮研究、韓国語・朝鮮語翻訳
- 菅原正子（法学部）- 日本史学、日本中世史・文化史
- 安野修右（法学部/大学院）- 政治学者。日本大学法学部専任講師
- 三澤真明（法学部/大学院）- 政治学。日本大学法学部准教授
- 渡辺実 (歴史学者)（法文学部）- 日本史学, 元名古屋大学助教授、元文部省教科書調査官、元日本大学教授
- 進士慶幹（法文学部）- 日本史学、元日本大学教授
- 小林肇（法文学部）- 郷土史、西九州大学名誉教授
- 井上謙 (日本文学者)（大学院）- 日本近代文学、元近畿大学文芸学部教授
- 佐藤甚次郎（法文学部）- 地理学、日本女子大学名誉教授
- 松下芳男（法文学部）- 日本陸軍軍人(陸軍中尉)・軍事評論家・軍事史、「明治軍制史論」で法学博士、元工学院大学教授
- 庄司和晃（旧文学部）- 教育実践家・教育学、元大東文化大学教授
- 佐藤三武朗（旧文学部、大学院）- 比較文学者、作家。佐野日本大学短期大学学長。日本大学名誉教授。 元日本大学総長代理・代行者兼日本大学国際関係学部長・教授、日本大学顧問。
- 溝江徳明（旧文学部）- 国文学、元東京学芸大学教授
- 三輪嘉六（旧文学部）- 考古学、独立行政法人国立文化財機構九州国立博物館元館長
- 森脇一夫（旧文学部）- 歌人、国文学、元日本大学教授
- 薬師寺章明（文理学部）- 日本近代文学研究、日本大学理工学部教授
- 羽生和紀（文理学部）- 心理学、日本大学教授
- 波多野勤子（大学院）- 心理学、元国立音楽大学教授、財団法人母親乃学園創設者
- 岡村一成（大学院文学研究科）- 心理学、東京富士大学学長
- 中森広道（文理学部、大学院）- 社会学、災害情報学、日本大学文理学部社会学科教授
- 滑川道夫 - 児童文学、教育学、元東京成徳短期大学教授、元東京教育大学教授
- 佐々木瑞枝（文理学部）- 日本語学、日本語教育、武蔵野大学特任教授
- 粕谷宏紀（国文科）- 近世国文学、日本大学文理学部教授
- 永井啓夫（国文科）- 民俗芸能評論・研究、日本大学文理学部国文科教授。舞踊作詞家
- 松延市次（旧制国文科）- 国語学、宮本武蔵の著書『五輪書』の国語学的研究、元秋草学園短期大学教授。日本大学工学部講師
- 片岡弥吉 - 史学、純心女子短期大学教授、副学長
- 鈴木喬 (歴史研究家)（旧文学部）- 熊本県の歴史研究、地名研究、熊本市文化財保護委員
- 村越潔（旧文学部) - 考古学、弘前大学名誉教授、青森大学考古学研究所長、青森県文化財保護審議会会長
- 秋山正幸（旧文学部) - 英文学・比較文学、日本大学名誉教授
- 北野秋男（大学院文学研究科）- 教育制度学、アメリカ教育、日本大学文理学部教授
- 岩城之徳（文理学部) - 日本近代文学研究、日本大学名誉教授
- 池田紅玉（大学院) - 英語教育、東横学園女子短期大学（現東京都市大学）助教授、ハーバード大学客員研究員
- 大村政男（文理学部） - 心理学、日本大学名誉教授
- 碓井真史（文理学部） - 社会心理学、新潟青陵大学大学院教授
- 籠瀬良明 - 地理学、元日本大学文理学部教授
- 木村晟（旧文学部) - 国語学、駒澤大学名誉教授
- 阿部好臣（文理学部） - 日本古典学、日本大学教授
- 久保木秀夫（文理学部） - 中古文学、鶴見大学准教授
- 郡司淳（文理学部） - 歴史学、北海学園大学人文学部教授
- 斎藤英喜（大学院文学研究科） - 国文学、神話学、宗教学、佛教大学文学部教授
- 沢田敬也（旧文学部） - 英語学、元日本大学生物資源科学部教授
- 実松克義（文理学部) - 宗教人類学、英語教育学、立教大学名誉教授
- 鈴木知太郎（国文科) - 国文学、土佐日記研究等、日本大学名誉教授
- 内海繁太郎 (国文科）- 人形浄瑠璃研究、日本大学旧法文学部学生主事・教授
- 立石友男（旧文学部) - 歴史地理学、日本大学名誉教授
- 丹野清人（大学院文学研究科) - 社会学、東京都立大学教授
- 田山のり子（文理学部) - 日本語教育学、日本語学、東京外国語大学名誉教授
- 酒井憲二 (文学部二部）- 国語学者・国文学者。田園調布学園大学名誉教授
- 荒居英次（旧文学部、博士課程修了）- 日本史学、元日本大学文理学部教授
- 梶川信行（文理学部）- 国文学、日本大学教授
- 淺川道夫（大学院研究科博士後期課程）- 歴史学、日本近代史、日本大学国際関係学部教授。軍事史学会理事。拓殖大学商学部、気象大学校講師
- 仲川秀樹（大学院文学研究科） - 社会学、日本大学教授
- 池田勝徳（大学院博士課程単位修得）- 社会学、作家、評論家。元日本大学法学部教授
- 菊池真弓 (社会学者)（大学院文学研究科）家族社会学、老年社会学、高齢者福祉論。日本大学教授
- 山本雅男（博士課程満期）- イギリス文化史学、日本大学藝術学部文芸学科教授
- 並河亮（博士課程）- 翻訳家、放送作家、放送・文芸・美術・ジャズ評論、英文学、日本大学教授
- 斎藤正二 (社会学者)（文理学部）- 日本大学名誉教授
- 西田司（文理学部）- コミュニケーション論、日本大学教授
- 花沢成一（旧文学部） - 臨床心理学、元日本大学文理学部教授
- 佐藤仁美 (臨床心理学者)（大学院文学研究科）- 芸術療法士。放送大学准教授
- 阪田勝三（博士後期課程）- 英米文学者　元日本大学文理学部教授　クラーク学園理事長
- 藤井繁（文理学部) - 英文学、聖徳大学名誉教授
- 古谷専三（文理学部）- 英文学、帝京大学教授・文学部長
- 町田祐一（文理学部）- 日本史研究、日本大学生産工学部専任講師
- 武井静夫（文理学部） - 日本近代文学研究者
- 竹内金治郎（法文学部） - 国文学、日本大学名誉教授、帝京大学教授
- 藤岡武雄 (歌人)（文学部及大学院) - 歌人、日本近代文学研究、日本大学名誉教授
- 水口章（文理学部） - 中東研究者、敬愛大学教授
- 須藤廣（大学院人文科学）- 観光社会学、文化社会学、社会意識論、法政大学大学院政策創造研究科教授。北九州市立大学文学部名誉教授
- 森昭雄（文理学部） - 体育学、日本大学教授、『ゲーム脳の恐怖』著者
- 齋藤義雄（文理学部）- 教育学、東京家政学院大学現代生活学部児童学科教授
- 中垣紀子（文理学部）- 小児看護学、静岡県立大学看護学部教授（元大学院看護学研究科研究科長）
- 辻誠一郎（文理学部）- 環境史、歴史景観生態学、東京大学名誉教授
- 藁谷哲也（文理学部） - 地理学、日本大学教授、日本地形学連合会長
- 青木英一（文理学部）- 経済地理学者、敬愛大学名誉教授
- 牛山栄治 - 歴史学。山岡鉄舟の研究の第一人者。日本大学豊山女子高等学校初代校長に就任、群馬女子短期大学名誉教授
- 松橋達矢（文学研究科）- 社会学、日本大学文理学部教授
- 金成陽一（独文博士課程満期）- ドイツ文学、いわき明星大学元教授
- 西岡弘 (文学者)（法文学部文学科2部）- 中国文学、文学博士
- 三箇文夫（大学院）- 哲学、倫理学、元日本大学法学部教授
- 釜井俊孝（大学院理工学研究科） - 地質学、京都大学教授
- 青木通佳（理工学部経営工学科） - 安全工学、環境工学　日本大学教授
- 青木義男（理工学部) - 安全設計工学、構造力学、複合材料力学、日本大学理工学部教授
- 尾股定夫（工学部） - 工学、元日本大学工学部、福島県立医科大学教授
- 安達洋（理工学部）- 建築構造、日本大学教授
- 浅野平八（生産工学部、理工学研究科）- 建築計画、日本大学教授
- 荒巻卓見（博士後期課程）- 建設材料・施工、コンクリート工学、ものつくり大学助教
- 市川清志（旧工学部） - 都市計画学、日本大学名誉教授
- 泉幸甫（大学院） - 建築家 日本大学生産工学部教授
- 伊藤寛（理工学部） - 建築論、道都大学教授
- 今川憲英（理工学部） - 建築家、構造家、東京電機大学教授
- 今村雅樹（理工学部、大学院理工学研究科） - 建築家、日本大学理工学部教授
- 泉田英雄（理工学部） - 建築史、豊橋技術科学大学#工学部・大学院工学研究科准教授
- 内田祥文（旧工学部） - 建築防災学、都市計画学 元東京帝国大学・日本大学旧工学部助教授
- 宇杉和夫（理工学部、大学院理工学研究科）- 建築学、建築設計、元日本大学准教授、中国西安大学客員教授
- 植之原道行（旧工学部）- 電子工学、多摩大学名誉教授、オハイオ州立大学Ph. D.、IEEE終身フェロー、元日本電気(NEC) 副社長、特別顧問
- 榎本忠儀（理工学部）- 電子工学、中央大学名誉教授、オハイオ州立大学博士 Ph. D.、IEEE終身フェロー、元日本電気(NEC) 中央研究所 部長
- 細野敏夫（旧工学部）- 電子工学、日本大学名誉教授、工学博士、IEEEフェロー、元日本大学教授
- 近江榮（旧工学部） - 建築史家、日本大学名誉教授
- 大塚秀三（理工学研究科）- コンクリート工学、建築材料学、ものつくり大学教授
- 大場正昭（理工学部） - 風工学、建築環境学、東京工芸大学教授
- 大木幹雄（理工学部） - ソフトウェア分析設計論, 日本工業大学工学部情報工学科・大学院工学研究科教授
- 大島弘明（理工学部）- 経済学、物流事業経営論。流通経済大学流通情報学部教授。前・株式会社NX総合研究所常務取締役
- 男澤智治（大学院理工学研究科） - 経済学、九州国際大学准教授
- 加藤渉（旧工学部、大学院） - 建築構造学、海洋建築工学、構造家、日本大学名誉教授
- 風見正三（大学院理工学研究科） - 都市計画家、都市研究、宮城大学教授、事業構想学部長
- 川口有一郎（大学院理工学研究科） - 金融工学、早稲田大学教授
- 川崎治夫（理工学部） - 情報処理、国士舘大学名誉教授
- 景山克三（旧工学部） - 機械工学、海軍軍人・技術大尉
- 木村翔（旧工学部）- 建築音響、日本大学名誉教授
- 畔柳昭雄（理工学部）- 海洋建築、日本大学教授
- 小林美夫（旧工学部） - 建築家、日本大学名誉教授
- 小島重次（旧工学部） - 都市計画家、都市研究、元日本大学、筑波大学教授
- 斎藤公男（理工学部） - 建築構造、日本大学名誉教授、日本建築学会元会長
- 西條隆繁（理工学部）- 電気工学、芝浦工業大学教授、自然学園高等学校の創設者
- 佐藤光彦（理工学部） - 建築家、日本大学理工学部教授
- 櫻井政経（理工学部） - 構造解析、元道都大学学長
- 椎葉大和（理工学部） - コンクリート工学、福岡大学教授
- 下平和夫（大学院理工学研究科） - 数学史研究、和算史研究、前橋市立工業短期大学教授
- 島村高平（工学部、理工学研究科）- 建築構造学、日本大学名誉教授
- 新宮清志（工学部、理工学研究科）- 建築構造学、日本大学名誉教授、元日本建築学会副会長
- 杉山知之（理工学部、理工学研究科） - デジタルハリウッド大学学長
- 背戸一登（理工学部） - 機械工学、元日本大学教授、元日本機械学会機械力学・計測制御部門長
- 関口克明（理工学部）建築音響、デジタルハリウッド大学特任教授。元日本大学短期大学部建設科長・日本大学理工学部図書館副館長
- 高木勇夫（大学院理工学研究科） - 地理学、常磐大学学長　慶應義塾大学名誉教授
- 田所辰之助（理工学部、理工学研究科）- 建築史、日本大学教授、デジタルハリウッド大学客員教授
- 中村義作（旧工学部） - 数学・工学、東海大学教授
- 中島肇（理工学部）- 構造工学、日本大学教授
- 中田善久（生産工学部） - コンクリート工学、ものつくり大学助教授
- 林貞夫（大学院理工学研究科修士課程) - 建築学、前橋工科大学名誉教授
- 飛坂基夫（理工学部） - 建築技術、コンクリート構造、日本大学理工学部講師
- 藤森修（理工学部) - 建築家、東海大学国際文化学部教授、デンマーク建築家協会会員
- 澤田享（工学部） - 建築史、秋田公立美術工芸短期大学教授
- 早野由美恵（工学部） - 建築・住環境デザイナー、東北芸術工科大学准教授
- 橋本光康（大学院理工学研究科） - 放射線治療研究、国際医療福祉大学大学院教授
- 東野定律（大学院理工学研究科） - 社会福祉学、静岡県立大学講師
- 平山善吉（理工学部）- 建築工学、日本大学名誉教授
- 藤谷陽悦（大学院博士前期課程） - 建築史、日本大学生産工学部教授
- 本間俊雄（生産工学及理工学研究科） - 建築構造解析、鹿児島大学#研究科教授
- 前田久明 - 海洋構造、東京大学名誉教授
- 丸田榮藏（理工学部）- 風工学、日本大学教授
- 増田光一（理工学部）- 海洋構造学、海洋工学、日本大学理工学部教授
- 宮崎均（大学院） - 建築家、前橋工科大学大学院工学研究科教授
- 宮城弘（旧工学研究科) - 電気工学、日本大学名誉教授
- 三橋博巳（理工学部） -  建築学、日本大学理工学部教授、日本建築衛生管理教育センター会長、日本不動産学会会長、資産評価政策学会会長
- 毛見虎雄（旧工学部） - 建築構造、元足利工業大学教授
- 望月照彦（理工学部) - 都市計画家、観光学、多摩大学名誉教授・大学院客員教授
- 山本理顕（理工学部） - 建築家、横浜国立大学大学院他教授、プリツカー賞、日本芸術院賞
- 山口廣（旧工学部） - 建築史、日本大学名誉教授
- 山田悟史（生産工学部）- 建築情報学、立命館大学准教授
- 矢野裕児（大学院理工学研究科） - 都市物流・流通システム、流通経済大学教授
- 横室隆（博士後期課程） - 建築学、コンクリート工学、足利工業大学教授
- 瀬古新助（旧工学部）- 土木工学者。日本大学教授。中央開発技術社（現：中央開発）創設者
- 平山善吉（旧工学部）- 局地建築学者。建築工学者。日本大学名誉教授。日本建築学会名誉会員。日本山岳会名誉会員。日本山岳会第21代会長。
- 宮里直也（理工学部）- 建築構造研究者・教育者。日本大学教授
- 吉川博也（理工学部経営工学科）- 都市研究、環境学、沖縄大学名誉教授
- 吉田健治（大学院理工学研究科） - 海洋建築学、デジタル技術、情報デザイン、元法政大学教授、電気通信大学教授
- 末永慶寛（理工学部、大学院） - 海洋環境、香川大学創造工学部長
- 渡部一二（理工学部） - 環境デザイン、多摩美術大学教授
- 横河健（芸術学部） - 建築家、日本大学理工学部教授
- 小川晋一（芸術学部） - 建築家、近畿大学工学部建築学科教授
- 武邑光裕（大学院芸術研究所） - 芸術論、札幌市立大学教授
- 宮崎正弘（芸術学部） - 映像論、日本大学芸術学部教授
- 関井光男（芸術学部） - 日本近代文学、元近畿大学教授
- 藤木宏幸（芸術学部) - 日本演劇研究、共立女子大学名誉教授
- 池田宏（芸術学部） - アニメーション演出家、宝塚造形芸術大学教授
- 芦谷耕平（芸術学部）- アニメーター、キャラクターデザイナー、日本大学准教授
- 竹内正人 (映像学者)（芸術学部）- 立教大学文学部講師
- 松岡義和（芸術学部） - 市立名寄短期大学（現・名寄市立大学短期大学部）元学長
- 太田昭臣（芸術学部） - 国語教育学、元琉球大学教授
- 此経啓助（芸術学部） - 宗教学、元日大芸術学部教授。
- 山下聖美（芸術学研究科博士課程）- 日本近代文学研究、日本大学教授
- 上野正彦（大学院博士課程）- 法医学、医事評論。元東京都監察医務院院長
- 原中勝征（医学部） - 医師、医学博士（東京大学）。18代日本医師会会長。
- 片山容一（医学部） - 脳神経外科医、青森大学薬学部特任教授、元日本大学医学部長、元日本大学脳神経外科学系神経外科学分野主任教授、日本脳神経外科学会元会長
- 荒谷真平（医学部） - 元東北大学歯学部長、元東京医科歯科大学歯学部生化学教室教授
- 天野篤（医学部） - 医学、心臓血管外科学、順天堂大学医学部特任教授、元順天堂大学医学部附属順天堂医院院長
- 佐藤喜宣（大学院医学研究科） - 法医学、杏林大学医学部教授
- 諏訪一幸（大学院総合社会情報研究科） - 静岡県立大学教授・修士、元外務省職員
- 坪川孝志（医学部) - 脳神経外科医、日本大学名誉教授、元日本大学医学部脳神経外科学教室主任教授
- 林成之（医学部) - 脳神経外科医、日本大学名誉教授、元日本大学医学部救急医学教室主任教授
- 大野誠 (衛生学者) - 衛生学、国際学院埼玉短期大学元学長、学校法人国際学院理事長
- 高山忠利（医学部） - 消化器外科医、元日本大学専任副学長、元日本大学医学部長、元日本大学医学部外科学系消化器外科学分野主任教授、世界初の肝尾状葉単独切除に成功し「高山術式」を確立
- 湯澤美都子（医学部）- 眼科医。日本大学名誉教授、元駿河台日本大学病院長、日本大学医学部視覚科学系眼科学分野主任教授
- 有賀槐三 (医学部）- 消化器内科医、元日本大学医学部長、元日本大学医学部第三内科学教室主任教授
- 平山晃康（医学部) - 脳神経外科医、日本大学松戸歯学部臨床教授、元日本大学医学部脳神経外科学系神経外科学分野教授(研究所)
- 文太俊 (政治家) （医学研究科）神経外科医、陸軍の軍医官、元延世大学校主任教授、政治家
- 山口順子（医学部) - 救急医学・集中治療医学・災害医学・社会医学。 日本大学医学部救急医学系救急集中治療医学分野准教授、日本大学医学部附属板橋病院救命救急センター科長・救急担当医長
- 木下浩作（医学部) - 救急医学・脳神経外科学、外傷学、脳卒中医学。日本大学医学部長、日本大学医学部救急医学系救急集中治療医学分野主任教授、日本大学医学部附属板橋病院救命救急センター部長。 第17代医学部長。
- 加部一彦（医学部）- 小児科医。埼玉医科大学教授。
- 清野宏（松戸歯学部） - 生物学、東京大学医科学研究所所長、カリフォルニア大学サンディエゴ校医学部教授
- 小方頼昌（松戸歯学部）- 歯科医師、日本大学松戸歯学部教授
- 尾﨑公（歯学部）- 解剖学、歯の人類学、日本大学松戸歯学部教授
- 斎藤毅 (歯学者)（歯学部) - 歯科医師、歯学、日本大学名誉教授
- 清水典佳（歯学部) - 歯学、歯科医師。日本大学歯学部付属歯科病院長、日本大学歯学部歯科矯正学講座教授。
- 末高武彦（歯学部及大学院) - 歯科医師、歯学、日本歯科大学名誉教授
- 高津茂樹（歯学部） - 日本歯科医療管理学会理事長
- 平野浩彦（松戸歯学部） - 東京都健康長寿医療センター研究所専門副部長、日本老年歯科医学会常任理事、日本老年学会理事
- 前田隆秀（歯学部) - 歯学、歯科医師。日本大学松戸歯学部小児歯科学講座教授
- 宇田川竜男（東京獣医畜産大学）-鳥類学、麻布大学名誉教授
- 有賀豊彦（農獣医学部） - 生理学、日本大学名誉教授
- 木村順平（農獣医学部） - 解剖学、ソウル大学校教授
- 田中伸幸 (植物学者)（農獣医学部及大学院）- 種子植物の系統分類・地理学的研究、高知県立牧野植物園研究員、高知大学客員准教授
- 高橋巌 (農学者)（農獣医学部）- 経済・食料問題や非営利協同組織における研究
- 杉浦宏 (水族館員)（旧農学部）水生生物研究者
- 井原幸治（農獣医学部、大学院商学研究科） - 商学者、東大阪大学教授、元宝酒造中国法人社長
- 糸井史朗（農獣医学部）- 水圏生産科学、水圏生命科学。日本大学生物資源科学部教授
- 中島茂幸（商学部） - 元東京国税局統括官、北海商科大学教授、税理士
- 山上徹（大学院商学) - 観光経営、梅花女子大学食文化学部教授、同志社女子大学名誉教授
- 長谷政弘（商学部） - 商学者、観光学者、元商学部長、現名誉教授。総合観光学会会長
- 名児耶富美子（商学研究科）- 商学者。日本大学商学部教授
- 関谷喜三郎（経済学部）- 経済学、日本大学教授
- 黒田俊夫（経済学部） - 人口学、元厚生省人口問題研究所所長、日本大学人口研究所名誉所長、元日本人口学会会長
- 大野和雄（経済学部） - 商学者、元函館大学学長
- 中山靖夫（経済学部) -  日本大学経済学部教授
- 澤村博（経済学部) - 体育学、陸上競技選手、陸上競技指導者。日本大学名誉教授
- 櫻井淳（経済学部） - 図書館情報学、元道都大学総長
- 白田佳子（経済学部） - 会計学、筑波大学教授
- 赤羽新太郎（経済学部） - 国際経営管理論、専修大学教授
- 岩出博（経済学研究科博士後期課程）- 経営学、日本大学教授
- 清水千弘（経済学部）不動産経済学、一橋大学教授、元ブリティッシュコロンビア大学客員教授、くふうカンパニー取締役
- 陸亦群（経済学部/大学院）- 国際経済学・開発経済学。日本大学経済学部・大学院総合社会情報研究科教授
- 前野高章（経済学部）- 経済学者。日本大学通信教育部・大学院総合社会情報研究科教授
- 羽田翔（総合社会情報研究科博士後期課程）- 政治経済学者。日本大学法学部政治経済学科准教授
- 加藤孝治（総合社会情報研究科博士後期課程）- 商学者、経済学者。日本大学大学院総合社会情報研究科教授
- 永沼章（理工学部薬学科）- 毒性学、東北大学名誉教授、元日本毒性学会理事長
- 藤澤全（通信教育部）- 日本近現代文学・比較文学、元日本大学教授
- 渡邊武一郎（国際関係学部）- 文化人類学、仏教学、中国哲学・インド哲学・宗教学、日本大学国際関係学部教授
- 山田竜作（国際関係学部、大学院）- 政治学政治理論、民主主義論。創価大学国際教養学部教授

#### 郷土史家・在野研究者
- 山崎充哲（農獣医学部）- 魚類学、環境コンサルタント、水辺の安全教育委員会／ガサガサ水辺の移動水族長。「おさかなポスト」創設者 『おさかなポストの会』代表
- 浅沼良次（法学部）- 郷土史家。八丈島の歴史・民俗
- 大護八郎（文理学部）- 郷土史家。考古学・民俗学、特に石造文化財研究
- 平尾道雄（宗教科中退）- 歴史家、郷土史家
- 岩淵大殿（歯科）- 宗教哲学者。歯科医師
- 辻雅司 - 水産・食品ジャーナリスト、在野の水産食品経済学者、農業経済研究科研究生修了
- 朴慶植（高等師範部） - 在野歴史家、朝鮮大学校教員
- 市原麟一郎（高等師範部）- 民話研究家。
- 生方良雄（理工学部） - 鉄道研究家。小田急電鉄車両部長や運輸計画部長
- 吉川文夫（工学部）- 鉄道研究家
- 初見健一（英文科) - 著作家、サブカルチャー研究家
- 能見俊賢（文理学部）- 著作家、血液型研究家
- 宮尾與男（大学院文学研究科) - 近世文芸研究家
- 山中襄太（中退）- 日本語研究者。英語教師
- 宮本幸男（工学部）- アマチュア天文学者
- 田口佳史（芸術学部）- 日本の東洋思想研究家
- 中村一枝（旧文学部）- 北海道郷土史研究家
- 深沢真太郎（大学院総合基礎科学研究科）- ビジネス数学研究者。ビジネス数学教育家、研修講師
- 濱崎好治（芸術学部）- 映像研究者。元川崎市市民ミュージアム映像担当学芸員

### 文学
- C・W・ニコル - 作家、随筆家
- 田山花袋（日本法律学校・現法学部） - 小説家
- 中園直樹 （文理学部） - 小説家、詩人
- 高橋鉄 - 小説家、性風俗研究家
- 中村嘉子（芸術学部）- ポルノ作家
- 松岡弘一（経済学部中退）- 小説家
- 白井喬二（政経科） - 時代小説作家
- 白信愛 (芸術科) - 小説家
- 広瀬正 （旧工学部） - 作家
- 金村詩恩（法学部）- ブロガー、作家
- 大河内常平（芸術学部）- 作家、刀剣研究家。
- 草薙渉（経済学部）- 作家
- 清宮零（法学部）- 詩人・作家
- 一条明（芸術学部）- 作家
- 康熙奉（文理学部）- 作家。「愛してるっ韓国ドラマ」の編集長
- 豊原路子（法学部）- 作家。女優
- 佐佐木陸（芸術学部）- 小説家
- 司悠司（法学部）- 小説家
- 中島桃果子（芸術学部）- 小説家
- 池田得太郎（旧工学部中退）- 小説家
- 堀川潭（芸術学部） - 小説家
- 三田華子（旧文学部）- 小説家
- 八木沢里志（芸術学部）- 小説家
- 峰隆一郎（理工学部→藝術学部に転部し、中退） - 小説家
- 宮崎清隆（法学部）- 小説家、陸軍軍人。最終階級は陸軍憲兵曹長
- 京本喬介（中退）- 小説家
- 鷹樹烏介 - 小説家
- 村上玄一（芸術学部）- 作家、編集者。日本大学芸術学部研究所教授
- 河治和香（芸術学部）- 小説家、時代小説作家
- 川口マーン惠美(芸術学部) - 作家、拓殖大学日本文化研究所客員教授
- 川上未映子（文理学部） - 作家、ミュージシャン、芥川賞受賞
- 星亮一 （大学院総合社会情報研究科） - 作家
- 須藤明生(法学部）- 作家。建築会社、芸能プロ、キックボクシングジム経営者
- 瀬戸口寅雄(法科）- 作家
- 吉田和正（中退）- 作家
- 奥山貴宏 （芸術学部） - 作家
- 大隈三好（中退）- 作家、歴史家
- 森川哲郎（中退）- 作家、市民運動家、評論家、脚本家
- 藤水名子（文理学部中退） - 小説家
- 滝川駿（中退）- 小説家
- 江崎俊平（中退）- 小説家、城郭・歴史研究家
- 百瀬しのぶ (芸術学部）- 小説家、フリーライター
- 群ようこ （芸術学部） - 作家、エッセイスト
- 鈴木輝一郎 （経済学部） - 作家、コラムニスト
- 長谷川敬（芸術学部中退）- 小説家・放送作家、詩人、舞台俳優
- 草凪優（芸術学部中退）- 官能作家。シナリオライター
- 堀和久（芸術学部中退）- 歴史小説作家
- 成田良悟 （文理学部） - ライトノベル作家
- 御影瑛路 （理工学部中退） - ライトノベル作家
- 水杜明珠 (短期大学部) - ライトノベル作家
- 鬼塚五十一（芸術学部）- 著作家
- 香川茂（中退）- 児童文学作家、教育評論家
- 樫葉勇 - 童話作者、幼児教育者、白梅学園短期大学教授
- 松原由美子 （文理学部） - 児童文学作家
- 馬海松 (芸術科) - 児童文学作家
- 安藤由希 （文理学部） - 児童文学作家
- 牧野節子 (芸術学部) - 児童文学作家
- 神戸淳吉 - 児童文学作家
- もとやまゆうほ（芸術学部中退）- 児童文学作家
- 近藤伯雄（芸術学部）- 児童文学作家、元東京12チャンネルテレビプロデューサー
- 石原てるこ（芸術学部）- 児童文学作家
- 須藤克三(高等師範部）- 教育者・児童文学者
- 白木茂 (旧文学部）- 児童文学者、翻訳家
- 中村博 (児童文学作家)（旧文学部）
- 大庭忠男（高等師範部）- 翻訳家
- 木村有子（芸術学部）- 翻訳家
- 津山紘一（芸術学部）- 作家
- 黒木曜之助（芸術学部中退）- ノンフィクション作家。別名・筑波 昭
- 佐藤和正（芸術学部）- ノンフィクション作家
- 板坂剛（芸術学部）- 著作家、フラメンコダンサー、プロレス評論家
- 残間昭彦（通信教育部中退）- 随想作家
- 千田夏光（中退） - ノンフィクション作家、小説家
- 嶋崎信房（芸術学部）- 作家、ノンフィクション作家
- 家田荘子（芸術学部） - ノンフィクション作家
- 中野不二男（農獣医学部中退） - ノンフィクション作家、科学・技術ジャーナリスト
- 石井光太（芸術学部） - ノンフィクション作家、小説家
- 三野正洋 （理工学部） - ノンフィクション作家、戦史研究家
- 川内有緒 （芸術学部） - ノンフィクション作家、開高健ノンフィクション賞受賞
- 柴田哲孝（芸術学部中退）- ノンフィクション・冒険小説作家。
- 倉知淳 （芸術学部） - 推理作家
- 市井豊 （芸術学部） - 推理作家
- 村岡圭三（旧文学部）- 推理作家
- 筑波耕一郎（法学部）- 推理作家
- 加藤元（芸術学部中退）- 推理作家
- 宮本昌孝 （芸術学部） - SF作家
- 福島正実 （予科文科） - SF作家、編集者
- 高見広春（文理学部中退） - 小説家
- 藤本泉（法文学部) - 小説家・推理作家
- 滝田務雄(芸術学部）- 小説家、推理作家
- 伊岡瞬（法学部）- 小説家・推理作家
- 雪富千晶紀（生物資源科学部） - 小説家 ホラー作家 推理作家
- 木村義志（農獣医学部） - 著作家、編集者
- 杉浦由美子（農獣医学部） - エッセイスト、ノンフィクションライター
- 佐藤弘 （芸術学部） - 小説家
- 渥美饒兒 （文理学部） - 小説家
- よしもとばなな（吉本ばなな）（芸術学部） - 小説家
- 鳴海章 （法学部） - 小説家
- 砧大蔵 （文理学部） - 小説家、漫画原作者
- 加野厚志 （文理学部中退） - 小説家
- 埴谷雄高（予科中退） - 小説家、評論家
- 佐伯泰英 （芸術学部） - 小説家、写真家
- 宗田理 （芸術学部） - 小説家
- 三角寛 - 小説家、サンカ研究者
- 館淳一（芸術学部） - 小説家、官能小説家、雑学研究家、エッセイスト
- 林真理子 （芸術学部） - 小説家、直木賞受賞
- 早坂暁 （芸術学部） - 小説家、脚本家
- 木地雅映子 （芸術学部） - 小説家
- 額賀澪（芸術学部） - 小説家
- 平野洋子 （短期大学部） - 小説家、湯河原温泉おかみの会会長
- 吉田直美（芸術学部） - 小説家
- 八切止夫 （専門部文学科） - 歴史小説家、元明治大学助教授
- 木村友祐（芸術学部） - 小説家
- 飯塚朝美（芸術学部） - 小説家
- 橋本克彦（芸術学部除籍） - 作家
- 池田みち子（芸術科） - 女性作家
- 佐島佑（芸術学部）- 小説家
- 佐竹申伍（芸術学部）- 小説家
- 赤江瀑（芸術学部） - 小説家
- 金達寿（芸術科） - 小説家
- 柳蒼二郎 (経済学部) - 小説家。有限会社アズマネオン取締役
- 荒木精之（法文学部） - 小説家、思想家
- 大島昌宏（芸術学部） - 小説家
- 小沢信男（芸術学部） - 作家
- 吉田与志雄 (文科中退）- 作家
- 具常（旧文学部）- 小説家、言論人
- 楠木誠一郎（法学部）- 小説家、著作家
- 上村渉（芸術学部）- 小説家
- 塚原美村 - 小説家、歴史家
- 藤谷治（芸術学部）- 小説家
- 古内一絵（芸術学部）- 小説家、翻訳家
- 綱島理友（芸術学部） - コラムニスト、エッセイスト
- 萩原朔美（芸術学部中退） - エッセイスト
- 渡辺たをり （芸術学部） - エッセイスト
- たかのてるこ （芸術学部） - エッセイスト、プロデューサー
- 根岸栄隆（法学部）- 文筆家、著述家、作家。十四世川柳名人
- 華房良輔（中退） - 文筆家、芸人
- 沙羅双樹（法科中退） - 小説家
- 斉藤英治（博士課程）- 脳トレーニングに関する文筆家
- 神谷次郎（旧工学部）- 歴史物文筆家
- 松本市壽（法学部）- 文筆家
- 嶋津輝（法学部）- 小説家

#### 詩人・俳人・歌人
- 中原中也（予科文科中退） - 詩人
- 野村二郎（経済学部）- 歌人
- 藤田晴央（文学部）- 詩人、エッセイスト、評論家、児童文学研究者
- 会田綱雄（日本法律学校）- 詩人
- 金起林（中退）- 詩人、文学評論家
- 秋谷豊 (予科中退）- 詩人
- 秋山清（中退） - 詩人
- 金春洙 (芸術科中退) - 詩人
- 糸屋鎌吉 (芸術科) - 詩人、同人詩誌「青衣」主宰
- 山室静（夜間部) - 詩人、文芸評論家、翻訳家
- 桜本富雄（法学部） - 詩人・評論家
- 竹内浩三（専門部映画科） - 詩人
- 中桐雅夫（芸術学部） - 詩人
- 大滝清雄（芸術学部） - 詩人
- 大井康暢（文学部） - 詩人
- 楊逵（芸術学部）- 詩人、作家
- 今村恒夫(中退) - 詩人
- 許南麒(中退) - 詩人
- 八木忠栄（芸術学部）- 詩人、元「現代詩手帖」編集長
- 岡三沙子（芸術学部） - 詩人、ノンフィクション作家
- 菊地貞三（中退）- 詩人
- 久谷雉（芸術学部）- 詩人
- 十田撓子（大学院中退）- 詩人
- 勝田香月（中退）- 詩人、東京府豊多摩郡中野町（現東京都中野区）町会議員
- 富田砕花（殖民科） - 詩人・歌人
- 湯浅真沙子（芸術科）- 歌人（架空の人物という説もある）
- 岡崎裕美子（芸術学部） - 歌人
- 絹川柊佳 (芸術学部）- 歌人
- 生沼義朗（芸術学部） - 歌人
- 東郷久義（中退）- 歌人
- 八木健（芸術学部） - 俳人、元NHKアナウンサー
- 林誠司（文理学部）- 俳人
- 皆川盤水（法学部）- 俳人
- 栗田靖（大学院博士課程） - 俳人、俳句研究者
- 森静朗 - 俳人、詩人。経済学者、日本大学名誉教授
- 中村雨紅 - 詩人・童謡作家
- 伊藤海彦 - 詩人・放送作家

#### 放送作家
- 高田文夫 （芸術学部） - 放送作家
- 元祖爆笑王 （芸術学部） - 放送作家
- 小山薫堂 （芸術学部） - 放送作家
- オークラ （理工学部中退） - 放送作家
- クリタヤスシ - 放送作家
- 松岡孝 （芸術学部） - 放送作家
- 菊原共基（芸術学部）- 放送作家
- 天野慎也 （経済学部） - 放送作家
- 正岡謙一郎（芸術学部）- 放送作家、脚本家
- 小林順（芸術学部）- 放送作家
- 小西杏奈（K・杏奈, 芸術学部） - 構成作家・脚本家・リポーター
- 高橋秀樹(博士前期課程) - 放送作家、著述家、教育評論家、自閉症研究者、心理学者。日本放送作家協会常務理事
- 石田章洋（法学部中退）- 放送作家、プランナー。元落語家
- 常倉十紀二（商学部）- 放送作家、ラジオパーソナリティー
- 田原弘毅（構成T、構成丁、芸術学部中退）- 構成作家・脚本家・小説家
- 田口成光（芸術学部） - 構成作家・脚本家・プロデューサー

#### 脚本家・劇作家
- 稲田和浩 (芸術学部) - 演芸作家、落語評論家
- 岡本螢 （芸術学部） - 脚本家
- 吉田恵里香（芸術学部）- 脚本家、構成作家
- 鳥海尽三（芸術学部）- 脚本家、小説家。シナリオサークル鳳工房主幹、早稲田シナリオ義塾講師、代々木アニメーション学院講師、日本シナリオ作家協会会員、日本放送作家協会会員
- 高橋知由（芸術学部）- 脚本家
- 村上信夫 (脚本家)（法学部）- 茨城大学人文学部教授
- 藤井邦夫（芸術学部）- 脚本家、小説家、元映画監督
- 皐月彩（芸術学部） - 脚本家、漫画原作者、小説家。
- 阿部桂一（旧工学部） - 脚本家
- 倉光泰子（芸術学部） - 脚本家
- 丸山昇一（芸術学部）- 脚本家
- 石川孝人（芸術学部） - 脚本家
- 笠原和夫 (脚本家)（予科・法学部中退） - 脚本家
- 伴一彦（芸術学部） - 脚本家
- 南川泰三（芸術学部）- 脚本家
- 石森史郎（芸術学部） - 脚本家
- 市川森一（芸術学部） - 脚本家
- 野沢尚（芸術学部） - 脚本家、推理作家
- 三村渉（芸術学部） - 脚本家
- 三谷幸喜（芸術学部） - 脚本家
- 田中孝治 (芸術学部) - 脚本家
- 吉川次郎（芸術学部）- 脚本家
- 村山功 (芸術学部) - 脚本家
- 酒井雅秋 (芸術学部) - 脚本家
- 君塚良一 （芸術学部） - 脚本家、放送作家
- 青島利幸（文理学部） - 脚本家、放送作家
- 中園ミホ （芸術学部） - 脚本家、日本大学芸術学部客員教授
- 宮藤官九郎（芸術学部中退） - 脚本家、俳優
- キノトール（芸術学部） - 脚本家
- 杉山義法（芸術学部） - 脚本家
- 鈴木尚之（芸術学部） - 脚本家
- 笠原良三（芸術学部） - 脚本家
- 坪田文（大学院芸術学) - 脚本家
- 西田大輔（芸術学部） - 脚本家、俳優
- きだつよし（芸術学部） - 脚本家、俳優
- 加納幸和（芸術学部） - 脚本家、俳優
- 天沢彰 - 脚本家、小説家
- 松崎史也（芸術学部）- 脚本家、演出家、俳優
- 金子ありさ（芸術学部) - 脚本家、小説家
- 小林雄次（芸術学部）- 脚本家
- 小山正太（芸術学部）- 脚本家
- 縞田七重（芸術学部）- 脚本家、小説家
- 白柳力（芸術学部）- 脚本家、演出家、俳優。劇団主宰
- 高野水登（芸術学部）- 脚本家
- 田村竜（芸術学部）- 脚本家
- 永原秀一（芸術学部）- 脚本家。株式会社ラグス元代表取締役
- 鷺山京子（芸術学部）- 映画・テレビドラマ作品の脚本家・小説家
- 御荘金吾（法文学部）- 脚本家、映画監督、劇作家、放送作家
- 中谷まゆみ（芸術学部) - 脚本家、劇作家
- 長谷川圭一（芸術学部）- 脚本家
- 成沢昌茂（芸術学部）- 脚本家、映画監督
- 峯尾基三（芸術学部中退）- 脚本家
- 秋田佐知子（芸術学部）- 脚本家
- いながわ亜美（芸術学部）- 脚本家
- 米内義人（芸術学部）- 脚本家・演出家、シナリオライター、教育映画・文化映画監督
- 福田哲平 (脚本家)（芸術学部中退）- 脚本家
- 森永直人（芸術学部中退）- 脚本家
- 原田ゆう（大学院芸術学研究科） - 劇作家、脚本家
- 羽原大介（芸術学部） - 劇作家、脚本家、演出家
- 福田卓郎（芸術学部）ｰ 脚本家、劇作家、演出家
- 吉田康一（芸術学部）- 劇作家
- 山口敦史 (演劇人)(中退) - 演劇作家、演出家、脚本家、俳優
- 清水マリコ（芸術学部) - 劇作家、演出家、ライトノベル作家
- 高橋いさを（芸術学部）- 劇作家・演出家
- 三浦直之（芸術学部中退）- 劇作家・演出家・脚本家。劇団「ロロ」主宰
- 春陽漁介（芸術学部中退）- 劇作家、演出家、俳優
- 十菱愛彦（トービス・星図、専門部中退）- 戯曲作家、小説家、占星術研究家
- 多田淳之介（芸術学部中退）- 演劇作家、演出家、俳優。東京デスロック主宰
- 石山英憲（芸術学部）- 演出家、劇作家
- 隈部雅則（文理学部、博士後期課程満期）- 演出家、劇作家
- 下亜友美（芸術学部）- 脚本家、劇作家
- 香坂隆史（法学部）- テレビドラマの脚本家
- 岩本真耶（芸術学部）- 脚本家
- 豊田百香 (芸術学部) - 脚本家
- 齊藤珠緒 (芸術学部) - 脚本家

### 評論・ジャーナリズム

#### 評論家･ライター･編集者
- 西村誠（芸術学部）- 歴史作家
- おおしまりえ (芸術学部) - 芸能コラムニスト、エッセイスト、イラストレーター、恋愛ジャーナリスト
- 山谷親平（法文学部） - 新聞記者、ラジオパーソナリティ、山谷えり子の実父
- イアン・ブルマ（芸術学部） - 評論家
- 赤塚行雄（大学院芸術学研究科） - 評論家、元長野大学教授、中部大学名誉教授
- 渡邉哲也（法学部） - 経済評論家
- 武部力也（法学部） - 経済解説者
- 浜崎洋介（芸術学部） - 文芸評論家、京都大学准教授
- 十返肇（芸術学部）- 文芸評論家
- 佐古純一郎（法文学部）- 文芸評論家
- 笠原伸夫 (文学部) - 文芸評論家
- 清水正 (芸術学部) - 文芸評論家、日本大学芸術学部教授
- 伊藤秀雄 (文理学部) - 文芸評論家
- 湧田佑 (文理学部) - 文芸評論家
- 竹内良夫 (経済科) - 文芸評論家
- 伊藤氏貴 (大学院) - 文芸評論家 明治大学文学部文芸メディア専攻准教授
- 鹿野司 (文理学部) - 文芸評論家 サイエンスライター、SF評論家。宇宙作家クラブ会員
- 桜井勝美 (文学部) - 詩人、文芸評論家
- 中山善三郎（塩谷国四郎）- ジャーナリスト、劇作家
- 淀川長治（中退） - 映画評論家
- 西脇英夫 (芸術学部) - 映画評論家、漫画原作者、小説家、脚本家
- 児玉数夫 (専門部経済科) - 映画評論家
- 吉田真由美 (DJ) (芸術学部) - 映画評論家、DJ
- 岡田晋 (芸術学部) - 映画評論家 九州芸術工科大学画像設計学科教授 神戸芸術工科大学教授
- 春日太一 (芸術学部) - 映画評論家 映画史・時代劇研究家
- 秦早穂子 (芸術学部) - 映画評論家、随筆家
- 清水節 (中退) - 編集者、映画評論家、映画ジャーナリスト、コラムニスト、クリエイティブディレクター
- 高橋博 (旧文学部）- 芸能評論家、話芸家、アナウンサー
- 岡田則夫（文理学部）- 芸能史研究者
- 河崎眞澄（芸術学部）- ジャーナリスト、政治学者、東京国際大学国際関係学部教授
- 三田和夫 (芸術科) - フリージャーナリスト 正論新聞主宰。元読売新聞記者
- 肥留間正明（法学部）- ジャーナリスト、芸能評論家、出版プロデューサー、著作家
- 塩沢実信（法学部）- 出版ジャーナリスト、ノンフィクション作家
- 福田一郎 - 音楽評論家
- 飯塚恆雄 (芸術学部) - 音楽評論家  音楽プロデューサー  作家、エッセイスト
- 近藤積 - 演出家、音楽評論家。元NHKディレクター・プロデューサー、音楽部長。
- 皆川弘至 - 音楽ジャーナリスト、音楽プロデューサー、実業家。上野学園大学学長、尚美学園大学名誉教授
- 飯沢耕太郎 - 写真評論家
- 両角岳彦 (大学院) - 自動車評論家
- 舘内端 (理工学部) - 自動車評論家、レーシングエンジニア
- 牧野茂雄 (芸術学部) - 自動車評論家
- 田辺憲一 - 自動車評論家
- 岡崎宏司 (芸術学部) - 自動車評論家
- 今井亮一 (文理学部中退) - 自動車評論家、 交通ジャーナリスト
- 河口まなぶ (芸術学部) - 自動車評論家
- 飯田章 (農獣医学部) - 自動車評論家、元レーシングドライバー
- 河口学（芸術学部） - モータージャーナリスト
- 長須祥行 - 農業評論家
- 山崎照朝（農獣医学部）- 格闘技評論家
- 堀内泰夫 (芸術学部) - 競馬評論家
- 星敬 (文理学部) - SF研究家
- 京谷和央（法学部） - 報道記者、キャスター。北海道文化放送報道制作局報道部担当部長
- 池上正樹（法学部）- 社会ジャーナリスト
- 綿井健陽（芸術学部）- フリージャーナリスト、映画監督
- 伊達宗克 (法学部）- ジャーナリスト
- 多田文明 (法学部） - ルポライター、ジャーナリスト
- 白沢みき (芸術学部) - フリージャーナリスト
- 木野龍逸（経済学部） - フリーランスのジャーナリスト
- 蟹瀬誠一（中退） - ジャーナリスト、ニュースキャスター、明治大学教授
- 須田慎一郎（経済学部） - ジャーナリスト
- 平井美帆（法務研究科) - ノンフィクション作家、ジャーナリスト
- 鈴木エイト（経済学部）- フリーライター、ジャーナリスト。ニュースサイト「やや日刊カルト新聞（Almost Daily Cult News）」では主筆
- 穀田慎也 - 報道記者、山梨放送（YBS）ディレクターで元アナウンサー
- 杉浦健（芸術学部）- 報道記者。新潟放送に所属 元アナウンサー
- 角谷浩一（法学部） - 政治ジャーナリスト、ラジオパーソナリティ
- 宮嶋茂樹 (芸術学部) - 報道カメラマン、ジャーナリスト
- 二宮清純 (商学部) - スポーツジャーナリスト
- 小関順二 (芸術学部) - スポーツライター
- 出光ケイ (芸術学部) - スポーツジャーナリスト スポーツキャスター
- 門馬忠雄 (芸術学部) - スポーツジャーナリスト、プロレス評論家
- 西尾克洋（生物資源科学部） - 相撲ライター
- 桜林美佐（芸術学部） - 防衛問題研究家・作家、フリーアナウンサー
- 原功 (ボクシング) (法学部) - スポーツライター・プロボクシング解説者
- 吉本誠 (芸術学部) - スポーツライター、評論家
- 田口周 - スポーツライター、高校野球指導者、プロ野球監督・球団経営者
- 葉室鐵夫 (予科) - スポーツライター 競泳選手
- 湯沢直哉（文理学部） - スポーツライター 雑誌編集者、週刊プロレス編集長
- 青山綾里 (経済学部) - スポーツライター 競泳選手
- 室井昌也 (芸術学部) - スポーツライター ジャーナリスト
- 田中ウルヴェ京（文理学部）- スポーツライター、元シンクロナイズドスイミング選手
- 小島克典 (芸術学部) - スポーツライター、実業家、教育者、通訳者。立命館大学客員教授、尚美学園大学准教授
- 横見浩彦 (法学部) - トラベルライター
- 石原里紗（文理学部） - フリーライター
- 加藤芳一（芸術学部）- ライター、放送作家、演出家、インタビュアー
- 望月倫彦 (芸術学部) - イベンター・ライター
- 牛窪恵 (芸術学部) - マーケティングライター
- 倉部史記（理工学部）- 著作家。高大共創コーディネーター、進路指導アドバイザー。追手門学院大学客員教授、情報経営イノベーション専門職大学客員教授
- 島崎博（法学部）- 編集者、評論家、書誌研究者
- 塩沢実信（法学部） - 「週刊大衆」編集長、双葉社取締役編集局長、フリーライター
- ガイガン山崎（芸術学部）- フリーライター、編集者
- 原田常治 - 出版事業家
- 岸田一郎（経済学部） - 編集者
- 野村芳夫（文理学部）- 編集者、翻訳家
- 新井敏記 (芸術学部) - 編集者、インタビュアー。スイッチ・パブリッシング代表取締役社長
- 坂本一亀（法文学部） - 河出書房編集者、坂本龍一の実父
- 山本順也（芸術学部）- 漫画編集者
- 和田哲 (編集者)（法学部）- 編集者
- 大川慎太郎（法学部）- 将棋観戦記者.  雑誌『将棋世界』編集者
- 内田みえ（法学部）- 編集者。有限会社サイレントオフィス 代表
- 関智（芸術学部）- 編集者、プロデューサー
- 豊田俊一 - メディアプロデューサー

### アナウンサー
- 畠山智之（農獣医学部） - NHKアナウンサー
- 澤岸隆幸（法学部） - NHKシニアアナウンサー
- 佐々木芳史 - NHKアナウンサー
- 増子有人 - NHKアナウンサー
- 後藤繁榮（芸術学部） - NHKアナウンサー
- 高橋秀和 - NHKアナウンサー
- 斎康敬 - NHKアナウンサー
- 熊井幹 - NHKのアナウンサー
- 道谷眞平（農獣医学部） - NHKアナウンサー
- 石川光太郎（芸術学部） - 元NHKアナウンサー、現・81プロデュース所属。コミュー取締役
- 昼間敬仁（文理学部） - NHKアナウンサー
- 高橋篤史（法学部） - NHKアナウンサー
- 深川仁志（経済学部） - NHKアナウンサー
- 徳田章（法学部） - 元 NHKアナウンサー、玉川大学客員教授
- 藤沢武 - 元 NHKエグゼクティブアナウンサー
- 土門正夫（専門部機械科） - 元 NHKアナウンサー
- 大出岳史 - NHK元チーフアナウンサー、NHK北見放送局局長歴任
- 二見和男（芸術学部） - 元 NHKアナウンサー
- 山形定房 - 元 NHKアナウンサー → 日本教育テレビ（現テレビ朝日）設立時に移籍
- 工藤紋子（芸術学部） - 元 NHK契約アナウンサー・現フリーアナウンサー
- 三須亜希子（農獣医学部） - 元 NHKさいたま放送局契約アナウンサー・現フリーアナウンサー
- 柴田秀一（法学部） - 元 TBSアナウンサー、日本大学法学部新聞学科教授
- 松宮一彦（芸術学部） - 元 TBSアナウンサー
- 菅原牧子（芸術学部） - 元 TBSアナウンサー、日本大学芸術学部放送学科特任教授
- 小島一慶（芸術学部） - 元TBS → テレビ朝日局契約アナウンサー・現フリーアナウンサー
- 升田尚宏（芸術学部） - TBS財務戦略局員、元 TBSアナウンサー、元NHKアナウンサー
- 塚越孝（芸術学部） - フジテレビアナウンサー、元 ニッポン放送アナウンサー
- 桜庭亮平（芸術学部） - フジテレビアナウンサー、元 ニッポン放送アナウンサー
- 小穴浩司（法学部） - フジテレビアナウンサー
- 倉田大誠（芸術学部） - フジテレビアナウンサー
- 中井美穂（芸術学部） - 元 フジテレビアナウンサー・現フリーアナウンサー
- 吉沢孝明（法学部） - 元 フジテレビアナウンサー・現フリーアナウンサー
- 近藤サト（芸術学部） - 元 フジテレビアナウンサー・現フリーアナウンサー
- 田畑祐一（商学部） - テレビ朝日アナウンサー
- 北村元 - 元 日本教育テレビ・テレビ朝日アナウンサー、フリージャーナリスト
- 高井正憲（芸術学部） - 元 テレビ朝日、番組審査室長歴任アナウンサー・現フリーアナウンサー
- 山崎正（経済学部） - 元 テレビ朝日アナウンサー、相撲評論家
- 長島三奈（文理学部） - 元 テレビ朝日スポーツキャスター
- 杉浦滋男（法学部） - 日本科学技術振興財団テレビ事業本部（現在のテレビ東京）アナウンサー、元 北海道放送アナウンサー
- 上田万由子（芸術学部） - 元TOKYO FMアナウンサー、現・フリーランス
- 長谷川太（芸術学部） - 文化放送アナウンサー
- 岩上和代（芸術学部） - 元 ニッポン放送アナウンサー
- 小口絵理子（芸術学部） - 元ニッポン放送アナウンサー・現フリーアナウンサー
- 堂尾弘子（芸術学部） - 元 ニッポン放送アナウンサー・現フリーアナウンサー
- 内藤博之（芸術学部） - 元ラジオ日本アナウンサー
- 内藤幸位（芸術学部） - 元 ラジオ日本アナウンサー
- 白川次郎 - 元 ラジオNIKKEIアナウンサー・現フリーアナウンサー
- 横内洋樹 - WOWOWアナウンサー、元 山梨放送アナウンサー・元 フリーアナウンサー
- 波多野裕太（法学部） - 北海道放送アナウンサー
- 大栗麻未（商学部） - 元 北海道放送アナウンサー・現フリーアナウンサー
- 森中慎也（芸術学部） - 元 札幌テレビ放送アナウンサー 日本大学藝術学部放送学科教授
- 神崎寿美代（芸術学部） - 元 札幌テレビ放送アナウンサー・現フリーアナウンサー
- 長南敏雄（文理学部） - 元 札幌テレビアナウンサー、メディア・プロデューサー
- 春日和彦（芸術学部） - 元 札幌テレビアナウンサー
- 山上淳子（芸術学部） - 元札幌テレビ放送アナウンサー、フリーアナウンサー
- 吉田みどり（芸術学部） - 元 北海道テレビ放送アナウンサー
- 中田有紀（芸術学部） - 元 青森放送アナウンサー・現フリーアナウンサー
- 小林あずさ - 元 青森放送アナウンサー・現フリーアナウンサー
- 橋口侑佳（文理学部） - 元 青森テレビ・熊本朝日放送・名古屋テレビ放送・宮崎放送アナウンサー・現フリーアナウンサー
- 川口浩一（文理学部） - 元 青森テレビアナウンサー・現フリーアナウンサー
- 木邨将太（芸術学部） - 青森朝日放送アナウンサー
- 坂口千夏（芸術学部） - 元 青森朝日放送アナウンサー、フリーアナウンサー
- 平井雅幸（大学院法学研究科） - テレビ岩手アナウンサー
- 関口伸（芸術学部） - 元 テレビ岩手アナウンサー・現フリーアナウンサー、俳優、声優、ナレーター
- 高橋比奈子（芸術学部） - 元 テレビ岩手アナウンサー・現フリーアナウンサー
- 浅見智（法学部） - IBC岩手放送アナウンサー
- 岩下賢一郎（商学部） - 元IBC岩手放送アナウンサー・現フリーアナウンサー
- 加藤裕（芸術学部） - 元 エフエム岩手アナウンサー・現フリーアナウンサー
- 松尾武（法学部） - 東北放送アナウンサー
- 鈴木俊光（文理学部） - 元 東北放送アナウンサー
- 盛朋子（芸術学部） - ミヤギテレビアナウンサー
- 白壁里沙子（芸術学部） - ミヤギテレビアナウンサー
- 加川潤 - 東日本放送アナウンサー
- 牧広大（法学部） - 仙台放送アナウンサー
- 小林ベイカー央子（芸術学部） - 元 仙台放送アナウンサー。フリーキャスター、十和田市現代美術館顧問
- 佐藤美知子（芸術学部） - 元 秋田放送アナウンサー・現フリーアナウンサー
- 塩田耕一 - 元 秋田テレビアナウンサー・現フリーアナウンサー
- 高橋正和（文理学部） - 元 秋田朝日放送、現在新潟総合テレビアナウンサー
- 黒須英之 - 元 山形テレビアナウンサー、現・同局編成制作局長兼編成部長
- 宮本賢一（芸術学部） - 元 山形テレビアナウンサー・現フリーアナウンサー
- 芳賀道也（文理学部） - 元 山形放送アナウンサー、同社報道制作局制作部専任部長
- 中根幹夫 - 元 山形放送 (YBC)・元日本短波放送アナウンサー、現在はフリーアナウンサー
- 鈴木竜弘（法学部） - テレビユー山形アナウンサー
- むかいさとこ（芸術学部） - 元 福島テレビ（ライターズカンパニー所属）アナウンサー・現フリーアナウンサー。女優
- 吉田暁央（法学部） - 元 ラジオ福島アナウンサー・現フリーアナウンサー
- 古賀徹（芸術学部） - エフエム福島アナウンサー、ディレクター
- 宮田英里（芸術学部） - 元 茨城放送、 NHK水戸放送局契約アナウンサー・現フリーアナウンサー
- 野村邦丸（野村邦夫、法学部） - 元 茨城放送、文化放送アナウンサー・現在はフリーアナウンサー
- 高瀬美子（芸術学部） - 元 栃木放送アナウンサー・現フリーアナウンサー
- 石井力（芸術学部） - 元 千葉テレビ放送（チバテレ）アナウンサー・フリーアナウンサー
- 駒井亜由美（芸術学部） - 千葉テレビ放送アナウンサー、元青森テレビアナウンサー。
- 根津ゆかり（芸術学部） - 元 NST新潟総合テレビアナウンサー・現フリーアナウンサー、テレビショッピングチャンネル・ショップチャンネルのキャスト
- 棚橋美稚誉（法学部） - 元 新潟テレビ21アナウンサー・現フリーアナウンサー
- 石塚かおり（芸術学部） - 新潟放送アナウンサー
- 増山由美子（芸術学部） - 元 新潟放送アナウンサー、現・同局編成局次長兼考査広報部長
- 三石佳那（法学部） - 新潟放送アナウンサー
- 林妙（芸術学部） - 元 テレビ新潟アナウンサー・現フリーアナウンサー
- 淵澤由樹（芸術学部） - 元 富山テレビアナウンサー・現フリーアナウンサー
- 牧内直哉（芸術学部） - 元 富山エフエム放送アナウンサー・現フリーアナウンサー、ラジオパーソナリティ、タレント
- 日比あゆみ（芸術学部） - チューリップテレビアナウンサー
- 平体好孝（芸術学部） - テレビ金沢制作担当部長、元アナウンサー
- 河内孝博（芸術学部） - 元 北陸放送アナウンサー・現フリーアナウンサー、声優、ナレーター
- 大熊砂絵子（芸術学部） - 元 北陸朝日放送アナウンサー。日本短波放送（現在のラジオNIKKEI）の元ディレクター、ラジオパーソナリティ
- 森本茂樹（芸術学部） - 福井放送アナウンサー
- 鈴木理香（芸術学部） - 元 福井テレビアナウンサー・現フリーアナウンサー
- 田辺真南葉（芸術学部） - 福井テレビアナウンサー
- 前田真宏（法学部） - 元山梨放送アナウンサー、現・編成局テレビ制作部長
- 山ノ井友司（芸術学部） - 元 山梨放送 → FMヨコハマアナウンサー
- 佐藤泰男（文理学部） - 元 テレビ山梨アナウンサー
- 千枝奈々 - 元 長野放送アナウンサー・現フリーアナウンサー
- 小野英美（文理学部） - 元 長野放送（スターダストプロモーション所属）アナウンサー・現フリーアナウンサー
- 稲葉陽子（工学部） - 元テレビ信州アナウンサー
- 那須重信 - 元 信越放送アナウンサー
- 堀内由香 - 元 信越放送・現フリーアナウンサー
- 古畑あずみ（芸術学部） - 信越放送アナウンサー
- 冨岡美希（理工学部） - 元 長野朝日放送アナウンサー・現フリーアナウンサー
- 伊藤久朗 - 元 静岡第一テレビアナウンサー
- 橋本恵子（芸術学部） - 静岡第一テレビアナウンサー
- 北嶋興（芸術学部） - 元 静岡第一テレビアナウンサー。オフィス・ケイ・ステーション代表
- 片山真人（法学部） - 静岡朝日テレビアナウンサー、元福島放送・文化放送アナウンサー
- 林輝彦（法学部） - 静岡朝日テレビアナウンサー
- 中澤志月（大学院） - 元 静岡放送アナウンサー
- 小澤一彦（芸術学部） - テレビ静岡記者、元アナウンサー
- 磯野正典 - 元 東海テレビアナウンサー、金城学院大学教授
- 田口豊太郎 - 元 CBCアナウンサー
- 桜沢信司 - 元 CBCアナウンサー・現フリーアナウンサー、気象予報士
- 本多小百合（国際関係学部） - 元 中京テレビ放送アナウンサー・現フリーアナウンサー
- 山田享司（芸術学部） - 元三重テレビアナウンサー、現・同局放送取締役報道制作局長
- 石巻ゆうすけ - 元関西テレビアナウンサー
- 梅田淳（芸術学部） - 元 関西テレビアナウンサー・現フリーアナウンサー
- 桐田穣 - RKB毎日放送アナウンサー
- 斎藤努（芸術学部） - 元 毎日放送アナウンサー・現フリーアナウンサー・羽衣国際大学教授
- 阪本時彦 - 元 毎日放送アナウンサー・現フリーアナウンサー
- 馬野雅行（芸術学部） - 毎日放送アナウンサー
- 道上洋三（法学部） - 元ABCテレビアナウンサー、同局常勤顧問・エグゼクティブ
- 芦沢誠（法学部） - ABCアナウンサー
- 松原宏樹（芸術学部） - ABCアナウンサー
- 喜多ゆかり（芸術学部） - ABCアナウンサー
- 岩原大起（法学部） - 読売テレビアナウンサー
- 小浜英博 - サンテレビジョンアナウンサー
- 三上公也（芸術学部） - ラジオ関西アナウンサー
- 竹内こまえ（芸術学部） - 元 山陰中央テレビジョン放送アナウンサー・現フリーアナウンサー
- 滝沢忠孝 - 山陽放送アナウンサー
- 上野隆紘（芸術学部） - 元 中国放送アナウンサー・現フリーアナウンサー
- 田中俊雄（芸術学部） - 元 中国放送アナウンサー・現フリーアナウンサー
- 馬場のぶえ（芸術学部） - 元 広島テレビアナウンサー
- 冨田奈央子（芸術学部） - 広島ホームテレビ、元IBC岩手放送アナウンサー
- 佐藤けい（法学部） - 元 テレビ山口アナウンサー、現・フリーアナウンサー
- 池田賢（法学部） - 元 四国放送アナウンサー
- 戒田節子（芸術学部） - 元 南海放送アナウンサー
- 保持卓一郎（芸術学部） - 元 南海放送アナウンサー
- 林暁代（芸術学部） - 元 愛媛朝日テレビアナウンサー・現フリーアナウンサー
- 浦本可奈子 (文理学部) - 元 愛媛朝日テレビ・広島ホームテレビ・北海道放送アナウンサー
- 竹内一政（国際関係学部） - 元 テレビ高知アナウンサー、現・同局報道記者
- 京面龍太郎（法学部） - テレビ高知アナウンサー
- 石川愛（法学部） - 元 福岡放送アナウンサー
- 小林徹夫（法学部） - 九州朝日放送アナウンサー
- 富田薫（商学部） - 元 九州朝日放送アナウンサー・現フリーアナウンサー
- 大岡千嘉子（法学部） - 元 九州朝日放送アナウンサー・現フリーアナウンサー
- 月俣幸三 - 元 九州朝日放送アナウンサー、現編成局アナウンス部長
- 仁多田まゆみ（芸術学部） - 西日本放送アナウンサー
- 植松おさみ - 元 西日本放送アナウンサー・現フリーアナウンサー
- 村山仁志（芸術学部） - 長崎放送アナウンサー
- 山本耕一（文理学部） - 元 テレビ長崎アナウンサー・現フリーアナウンサー、気象予報士
- 細谷英宣（文理学部） - 熊本朝日放送アナウンサー
- 福田浩一（芸術学部） - 元 テレビ熊本アナウンサー、フリーアナウンサー
- 原田多美子（芸術学部） - 元 大分朝日放送アナウンサー・現フリーアナウンサー
- 伊賀透浩（文理学部） - 宮崎放送アナウンサー・同局アナウンス部長（元 テレビ山口・共同テレビジョン・テレビ長崎）
- 東治男（芸術学部） - 元 宮崎放送アナウンサー
- 樫元洋（芸術学部） - 元 宮崎放送アナウンサー・現フリーアナウンサー、ラジオパーソナリティ
- 赤間瞳（法学部） - 元 テレビ宮崎アナウンサー・現フリーアナウンサー、ラジオパーソナリティ
- 坪内一樹（芸術学部） - 鹿児島テレビアナウンサー
- 古井千佳夫（芸術学部） - 元 鹿児島テレビアナウンサー
- 中西沙綾（芸術学部） - 鹿児島読売テレビアナウンサー
- 高橋友希 (芸術学部） - 元 鹿児島読売テレビアナウンサー・現フリーアナウンサー
- 宮田佳代子（芸術学部） - ニュースキャスター
- 泉悠介（法学部） - 競馬実況アナウンサー
- 多田羅理加（里見結花）（経済学部） - フリーアナウンサー
- 吉村真理子（芸術学部） - フリーアナウンサー、中京テレビ契約アナウンサー
- 蓮井梨花（文理学部） - フリーアナウンサー
- 猪野又紀子（法学部） - フリーアナウンサー
- 徳光正行（芸術学部） - フリーアナウンサー、キャスター、タレント
- 藤田ゆみこ（芸術学部） - フリーアナウンサー
- 沢木美佳子（大学院理工学研究科） - タレント・フリーアナウンサー
- 大澤亜季子（文理学部） - フリーアナウンサー
- 瀬川慶（芸術学部） - フリーアナウンサー
- 松澤千晶（芸術学部） - フリーアナウンサー
- 佐々野宏美（短期大学部） - フリーアナウンサー
- 安田美香（大学院芸術学研究科） - フリーアナウンサー、タレント、女優
- 土屋和彦（文理学部） - フリーアナウンサー/司会者
- 深澤慶 (生物資源科学部) - フリーアナウンサー、ナレーター、司会者

### 芸能

#### 落語家・講談師
- 三遊亭圓輔 (3代目)(芸術学部中退) - 落語家
- 三遊亭圓左衛門 (法学部中退) - 落語家
- 古今亭右朝 (芸術学部) - 落語家
- 林家正雀(文理学部) - 落語家
- 三遊亭笑遊 (文理学部中退) - 落語家
- 古今亭菊寿 (文理学部) - 落語家
- 桂幸丸 (文理学部) - 落語家
- 柳家さん生 (芸術学部中退) - 落語家
- 古今亭志ん馬 (7代目)（中退） - 落語家
- 三遊亭白鳥 (芸術学部) - 落語家
- 柳家喬太郎 (商学部) - 落語家
- 立川志らく (芸術学部) - 落語家
- 春風亭柳之助 - 落語家
- 春風亭柳朝 (6代目) (法学部) - 落語家
- 金原亭龍馬 (経済学部) - 落語家
- 金原亭馬治 (生物資源科学部) - 落語家
- 瀧川鯉橋（文理学部中退） - 落語家
- 春風亭笑好 (経済学部) - 落語家
- 春風亭小柳 (文理学部) - 落語家
- 笑福亭里光 (文理学部) - 落語家
- 昔昔亭桃之助 (文理学部) - 落語家
- 立川志らべ (法学部) - 落語家
- 柳家東三楼 (3代目)(芸術学部中退) - 落語家
- 春風亭一之輔 (芸術学部) - 落語家
- 柳家わさび (芸術学部) - 落語家
- 入船亭小辰（芸術学部）- 落語家
- 林家ぼたん (生産工学部) - 落語家
- 立川志の彦 (文理学部) - 落語家
- 立川志の太郎 (経済学部) - 落語家
- 入舟辰乃助（芸術学部） - 落語家
- 柳亭市若（大学院生物資源科学研究科） - 落語家
- 三遊亭仁之吉（文理学部）- 落語家
- 神田京子 - 講談師
- 神田阿久鯉 - 講談師
- 神田陽乃丸 (芸術学部) - 日本講談協会に所属する女流講談師
- 邑井操 (中退) - 講談師、評論家
- 斎東満 (中退) - 浪曲師。浪曲親友協会元理事長
- 正岡容 (中退) - 落語・寄席研究家。歌舞伎座付作者
- 柳亭市若（農獣医学部）- 落語家
- 三遊亭朝三（文理学部中退）- 落語家

#### 歌舞伎役者
- 12代目市川團十郎 - 歌舞伎役者
- 2代目中村獅童（中退） - 歌舞伎役者、俳優
- 市川猿弥 (2代目) - 歌舞伎役者
- 嵐徳三郎 (7代目) - 歌舞伎役者
- 中村吉三郎（芸術学部中退）- 歌舞伎俳優

#### 俳優・タレント
- あおい輝彦（芸術学部） - 俳優、歌手
- ベンガル（商学部） - 俳優
- 安井昌二（法文学部） - 俳優
- 伊藤俊人（芸術学部） - 俳優
- 井原幹雄（芸術学部）- 俳優
- 井之脇海（芸術学部）- 俳優
- 稲葉義男（専門部芸術科）- 俳優
- 宇野重吉（芸術科）- 俳優
- 遠藤誠（芸術学部）- 俳優、スーツアクター
- 大倉士門（法学部）- 俳優、モデル・タレント
- 奥野瑛太（芸術学部）- 俳優
- 岡部正（芸術科）- 俳優
- 加藤慶祐（法学部）- 俳優、株式会社スターリアン代表取締役
- 加藤靖久（芸術学部）- 俳優
- 加茂喜久（芸術学部中退）- 俳優、声優、イラストレーター、装丁家
- 加納明（芸術学部中退）- 俳優、声優
- 河野宏紀（商学部中退）- 俳優、映画監督
- 笠原秀幸（芸術学部中退）- 俳優
- 丸岡奨詞（芸術学部中退) - 俳優
- 岩上瑛 - 俳優
- 吉田豊明（芸術学部）- 俳優
- 橘輝（芸術学部）- 俳優
- 久須美欽一（文理学部）- 俳優
- 宮口二郎（芸術学部中退）- 俳優
- 宮川賢（経済学部）- 俳優、ラジオパーソナリティ
- 宮内洋（商学部）- 俳優
- 橋爪淳（芸術学部）- 俳優
- 橋本一（芸術学部）- 俳優
- 芹澤名人 - 俳優
- 近藤宏（専門部芸術科）- 俳優
- 児島武彦（中退）- 俳優
- 金子裕（芸術学部）- 俳優
- 駒木根隆介（芸術学部中退）- 俳優
- 熊面鯉（芸術学部）- 俳優
- 結城一朗（旧芸名は結城一郎、夜間部商科）- 俳優
- 原田健二（芸術学部）- 俳優
- 高山象三（芸術科）- 新劇俳優
- 高橋英樹（芸術学部中退）- 俳優
- 高月忠（芸術学部）- 俳優
- 高崎隆二（芸術学部）- 俳優
- 高城淳一（芸術科中退）- 俳優
- 高杉哲平 - 俳優
- 高木公佑（芸術学部）- 俳優
- 高土新太郎（経済学部）- 俳優、お笑い芸人、漫談家
- 高野力哉（工学部）- 俳優
- 竹内靖司 (芸術学部) - 元俳優、元声優
- 佐藤隆太（芸術学部）- 俳優
- 佐野浅夫（芸術学部）- 俳優
- 佐々木一哲（中退）- 俳優
- 逗子とんぼ（芸術学部）- 俳優、コメディアン
- 砂塚秀夫（芸術学部）- 俳優
- 斎藤清六（法学部）- 俳優、お笑いタレント
- 細井学（商学部）- 俳優
- 細山田隆人（芸術学部）- 俳優
- 坂井太陽（芸術学研究科）- 俳優
- 坂東工（芸術学部）- 俳優、アーティスト
- 笹野高史（芸術学部中退）- 俳優
- 三夏紳（芸術学部）- 俳優、歌手
- 三田村元（法学部）- 俳優
- 三田隆（専門部芸術科）- 俳優
- 山口正義（芸術学部）- 俳優
- 山口雅史（芸術学部）- 俳優、レポーター
- 山崎海童（芸術学部）- 俳優
- 山崎純資（芸術学部）- 俳優
- 山崎猛（芸術学部）- 俳優
- 山西道広 - 俳優
- 山本紀彦 - 俳優
- 山野史人（芸術学部）- 俳優
- 市川好郎（芸術学部中退、別名は市川好朗）- 俳優
- 志垣太郎（芸術学部）- 俳優
- 宍戸錠（芸術学部中退）- 俳優
- 篠井英介（芸術学部）- 俳優
- 篠原悠伸（芸術学部) - 俳優、ミュージシャン、映画監督
- 柴田恭兵（経済学部）- 俳優
- 若松武史（芸術学部）- 俳優
- 守屋文雄（芸術学部）- 俳優、脚本家、映画監督
- 秋野太作（法学部中退）- 俳優
- 春日俊二（芸術学部）- 俳優
- 勝部義夫（芸術学部）- 俳優
- 勝木敏之（芸術学部）- 俳優
- 小磯勝弥（芸術学部）- 俳優
- 小佐川源次郎（芸術学部）- 俳優
- 小沢重雄（芸術学部）- 俳優
- 小田崎諒平（芸術学部）- 俳優
- 小林桂樹（専門部芸術科中退）- 俳優
- 小林顕作（芸術学部）- 俳優
- 小林昭二（芸術学部中退）- 俳優
- 小林正寛（芸術学部）- 俳優、声優
- 松井薫平（芸術学部）- 俳優
- 松熊信義（芸術学部）- 俳優
- 松村達雄（専門部芸術科）- 俳優
- 松田章（旧芸名は松田章生）- 俳優
- 松本敏男 - 俳優
- 沼田曜一（専門部映画科中退）- 俳優
- 上野山功一（芸術学部中退）- 俳優
- 森田順平（芸術学部）- 俳優、声優
- 森本レオ（芸術学部）- 俳優、ナレーター
- 森本華（芸術学部）- 俳優
- 森宮隆（芸術学部中退）- 俳優
- 真弓田一夫（旧工学部中退）- 俳優
- 真山譲次 - 俳優、実業家
- 真田健一郎（芸術学部）- 俳優
- 真田広之（芸術学部）- 俳優
- 須田邦裕（芸術学部）- 俳優
- 杉浦直樹（芸術学部中退） - 俳優
- 杉山裕右（生産工学部）- 俳優
- 杉義一（旧文学部中退）- 俳優
- 菅野浩司（生産工学部）- 俳優
- 菅野菜保之（芸術学部）- 俳優
- 世古峻佑（芸術学部）- 俳優
- 清水章吾（農獣医学部中退）- 俳優
- 清水善三（経済学部中退）- 俳優
- 西村晃（専門部芸術科）- 俳優
- 西村和彦（芸術学部中退）- 俳優
- 西田聖志郎（芸術学部）- 俳優
- 西本裕行（東京獣医畜産大学出）- 俳優
- 石丸謙二郎（芸術学部中退）- 俳優
- 石橋雅史（芸術学部）- 俳優、空手家
- 石橋蓮司（芸術学部中退）- 俳優
- 石川實（芸術学部）- 俳優、ラジオパーソナリティ
- 赤星昇一郎（芸術学部中退）- 俳優、声優
- 千代將太（芸術学部）- 俳優
- 川部修詩（旧法文学部芸術科）- 俳優、脚本家、映画評論家、雑誌編集者
- 船越英一郎（芸術学部）- 俳優
- 倉石功（芸術学部中退）- 俳優
- 倉沢学（芸術学部）- 俳優
- 倉田保昭（芸術学部）- 俳優
- 相原巨典（芸術学部中退）- 俳優
- 草薙幸二郎（旧文学部中退）- 俳優
- 多賀啓史（芸術学部）- 俳優
- 太宰久雄（商学部中退）- 俳優
- 大田黒武生（芸術学部）- 俳優、声優
- 大宮悌二（文理学部中退）- 俳優、声優
- 大橋一元（芸術学部）- 俳優
- 大出俊 - 俳優
- 大澄賢也（芸術学部）- 俳優、ダンサー
- 大槻修治（文理学部中退）- 俳優
- 大浜詩郎（芸術学部中退）- 俳優
- 大原和彦（芸術学部)  - 俳優
- 大和田健介（芸術学部）- 俳優
- 大鶴義丹（芸術学部中退）- 俳優、小説家
- 沢本忠雄（芸術学部）- 俳優
- 池松壮亮（芸術学部）- 俳優
- 中井啓輔 - 俳優
- 中山豊（芸術学部）- 俳優
- 中村祐志（経済学部） - 俳優
- 中田弘二（専門部芸術科）- 俳優、元長崎県議会議員
- 中田博久（芸術学部）- 俳優
- 中島歩（芸術学部）- 俳優
- 中島陽典（芸術学部中退）- 俳優、演出家
- 仲雅美（農獣医学部中退）- 俳優、歌手
- 田村邦男（専門部商科）- 俳優
- 田中哲司（芸術学部）- 俳優
- 田島義文（芸術学部中退）- 俳優
- 渡辺篤史（文理学部中退）- 俳優
- 土門廣（芸術学部）- 元俳優
- 筒井万央（芸術学部）- 俳優
- 藤波晟 - 俳優
- 藤尾厚弥（芸術学部）- 俳優
- 藤竜也（芸術学部中退）- 俳優
- 内田直哉（芸術学部中退）- 俳優
- 内藤剛志（芸術学部中退）- 俳優
- 内藤武敏（予科）- 俳優
- 南城竜也（法学部）- 俳優
- 南部彰三（商学部予科）- 俳優
- 日吉としやす（芸術学部）- 俳優
- 梅宮辰夫（法学部中退） - 俳優
- 八嶋智人（文理学部） - 俳優
- 八木橋修（経済学部）- 俳優・演出家、劇団スーパー・エキセントリック・シアター創立メンバーで株式会社スーパーエキセントリックシアター代表取締役
- 半海一晃（芸術学部）- 俳優
- ハント敬士（芸術学部) - 俳優
- 波多伸二（芸術学部中退）- 俳優
- 浜田光夫（芸術学部中退）- 俳優
- 武内文平 - 俳優
- 平光琢也（芸術学部）- 俳優
- 平野稔（医学部中退）- 俳優
- 平山祐介（生産工学部）- 俳優、ファッションモデル
- 深見亮介（芸術学部）- 俳優
- 草見潤平（芸術学部中退）- 俳優
- 山田辰夫（商学部中退）- 俳優
- 三浦浩一（芸術学部中退）- 俳優
- 綿引勝彦（芸術学部中退）- 俳優
- 北浦昭義（芸術学部）- 俳優
- 北村和夫（予科出身）- 俳優
- 北代高士（芸術学部）- 俳優
- 北川陽一郎（芸術学部中退）- 俳優
- 北原義郎（旧工学部）- 俳優、声優
- 本郷奏多（芸術学部）- 俳優
- 本田博太郎 - 俳優
- 妹尾和夫（文理学部）- 俳優、ラジオパーソナリティ
- 名川貞郎（芸術学部）- 俳優
- 名和宏（芸術学部）- 俳優
- 木原実（芸術学部）- 俳優、気象予報士
- 木村昇 - 元俳優
- 門田宗大（芸術学部）- 俳優
- 葉山良二（経済学部）- 俳優
- 立花直樹（芸術学部中退）- 元俳優
- 竜雷太（芸術学部中退）- 俳優
- 雷太（芸術学部）- 俳優
- 鈴木祐真（芸術学部）- 俳優
- 和田光司（芸術学部）- 俳優
- 和田正人[8]（文理学部） - 俳優
- 神田正輝（芸術学部）- 俳優
- 神林茂典（法学部）- 俳優、モデル
- 松崎謙二（農獣医学部中退）- 俳優
- 丈(小野寺丈)（芸術学部中退） - 俳優
- 長谷有洋（芸術学部）- 俳優
- 平田康之（芸術学部中退） - 俳優
- 福田豊土（旧・文学部中退） - 俳優
- 中山卓也（芸術学部）- 俳優
- 立澤真明（芸術学部）- 俳優
- 田中伸彦（芸術学部中退）- 俳優
- 佐藤幹雄（商学部）- 俳優、ウェブデザイナー
- 森宮隆（芸術学部中退）- 俳優
- 水澤紳吾（芸術学部中退） - 俳優
- 杉山ひこひこ（旧芸名は杉山彦々） - 俳優
- 坂本新兵（法学部中退）- 俳優、声優、歌手、保護司
- 飯田惣一郎（芸術学部）- 俳優・演出家
- 柴田侊彦（芸術学部）- 舞台俳優、声優
- 野沢聡（芸術学部）- 舞台俳優、声優
- 野々浩介（専門部芸術科）- 俳優、声優
- 野口オリジナル（文理学部）- 舞台俳優
- 安井邦彦（芸術学部）- 舞台俳優、声優、ナレーター
- 川原和久（芸術学部）- 舞台俳優、声優
- 鷲尾英彰（理工学部）- 舞台俳優
- 笹山栄一（芸術学部）- 舞台俳優、声優
- 中村彰男（芸術学部）- 舞台俳優、声優
- 原川浩明（芸術学部）- 舞台俳優、声優
- 関時男（芸術学部）- 舞台俳優、声優
- 鵜澤秀行 - 舞台俳優
- 池田生二（経済学部） - 舞台俳優
- 杉浦理史（ピエール杉浦、芸術学部）- 俳優。放送作家・脚本・演出・ダンス振り付け師
- 望月太郎 - 俳優指導者
- 佐藤祐一（芸術学部）- 俳優指導者
- いまむらのりお（芸術学部）- 舞台俳優、声優、コラムニスト
- 飯野おさみ（芸術学部）- 舞台俳優
- 永石匠（芸術学部）- 舞台俳優
- 三森千愛 (芸術学部) - ミュージカル俳優、フォトグラファー
- 沖田愛（芸術学部）- 舞台女優、
- 吉川亜紀子（芸術学部）- 舞台女優、声優
- 高山佳音里（芸術学部）- 舞台女優
- 清水みさと（芸術学部）- 舞台女優、元グラビアアイドル
- 西慶子（芸術学部）- 舞台女優
- 前沢保美（芸術学部）- 舞台女優
- 内田慈（芸術学部中退）- 舞台女優
- 本間理紗（文理学部中退) - 舞台女優
- 木村智早（芸術学部中退）- 舞台女優
- 藤谷理子（芸術学部中退）- 舞台女優
- 灯敦生（芸術学部）- 女優・脚本家
- 金井あや（芸術学部中退） - 女優、グラビアアイドル、アダルトモデル
- ナカヤマミチコ（短期大学文学科） - 女優
- 阿部みさと（国際関係学部） - 女優、タレント
- 伊藤未希（芸術学部）- 女優
- 伊藤蘭（芸術学部中退）- 女優
- 磯辺万沙子（芸術学部）- 女優、声優
- 永江榛野（芸術学部）- 女優
- 岡崎友紀（芸術学部中退）- 女優、歌手
- 沖わか子（芸術学部）- 女優
- 加藤美津子（芸術学部）- 女優
- 河村舞子（農獣医学部）- 女優、タレント
- 岩本えり（芸術学部）- 女優
- 吉谷彩子（芸術学部）- 女優
- 久永れいは（芸術学部）- 女優
- 宮沢紗恵子（芸術学部）- 女優
- 宮地雅子（芸術学部）- 女優
- 宮本裕子（芸術学部）- 女優
- 橋本美和 - 女優
- 幸田直子（芸術学部）- 女優
- 広山詞葉（芸術学部）- 女優
- 広川碧（芸術学部中退）- 女優
- 江口千夏（芸術学部中退）- 女優
- 荒井修子（芸術学部）- 女優
- 高山佳音里（芸術学部）- 女優
- 高畑こと美（芸術学部）- 女優
- 高野あゆ美（芸術学部）- 女優、タレント
- 藤堂光結（芸術学部）- 女優、ダンサー
- 黒島結菜（芸術学部中退）- 女優
- 佐藤蛍（芸術学部）- 女優
- 佐藤玲（芸術学部）- 女優
- 斉藤瑞季（芸術学部）- 女優
- 坂田麻衣（芸術学部）- 女優
- 三戸部スエ（文学部芸術科中退） - 女優
- 山田茉亜紗（芸術学部）- 女優
- 篠原愛実（芸術学部）- 女優
- 秋山桃子（芸術学部）- 女優
- 秋元紀子（芸術学部）- 女優、演技講師
- 小倉百代（芸術学部）- 女優
- 松村裕美（芸術学部中退） - 女優、殺陣師
- 松田かほり（芸術学部）- 女優
- 森本華（芸術学部）- 女優
- 真瀬樹里（芸術学部）- 女優
- 水上京香（芸術学部）- 女優
- 水上亜弓（芸術学部）- 女優
- 杉もとみな子（芸術学部）- 女優、振付師
- 杉田友里（芸術学部）- 女優
- 西慶子（芸術学部）- 女優
- 千歳ゆう（芸術学部）- 女優
- 浅川稚広（芸術学部）- 女優
- 浅利香津代（芸術学部）- 女優
- 相沢恵子（芸術学部）- 女優
- 蒼井優（芸術学部中退）- 女優、モデル
- 村田唯（芸術学部）- 女優
- 大原櫻子（芸術学部）- 、歌手、ラジオパーソナリティ
- 大塚寧々（芸術学部）- 女優
- 中村れい子（芸術学部）- 女優
- 中島葵（芸術学部中退）- 女優
- 町本絵里（経済学部）- モデル、歌手、女優
- 長澤つぐみ（芸術学部）- 女優、タレント
- 椎名まこ（芸術学部）- 女優・タレント・MC・歌手
- 田中千代（法学部）- 女優
- 田島令子（芸術学部）- 女優、声優、ナレーター
- 田野聖子（芸術学部中退）- 女優
- 土井玲奈（芸術学部）- 女優
- 内田理央（法学部）- 女優、モデル
- 萩原佐代子（経済学部）- 女優
- 鉢嶺杏奈（芸術学部）- 女優
- 柊瑠美（芸術学部）- 女優
- 富山えり子（芸術学部）- 女優
- 福間美里（文理学部）- 女優
- 福田温子（文理学部）- 女優
- 北河多香子（商学部）- 女優
- 北原文枝（芸術学部）- 女優、声優
- 堀口幸恵（文理学部）- 女優
- 本仮屋ユイカ（芸術学部）- 女優
- 本間千代子（大学院博士前期課程）- 女優
- 本多加奈（芸術学部）- 女優
- 木ノ葉のこ（芸術学部）- 女優
- 木暮実千代（芸術学部）- 女優
- 木原実優（芸術学部）- 女優・タレント
- 李千鶴（芸術学部）- 女優
- 李丹（芸術学部）- 女優
- 龍野りな（芸術学部）- 女優
- 澤真希（芸術学部）- 女優
- 岡本玲（芸術学部）- 女優、モデル
- 今村美歩（芸術学部中退）- 女優
- 桜井泉 (芸術学部) - 女優、ナレーター
- 結（芸術学部）- 女優、ファッションモデル、タレント
- 渡邉りか子（芸術学部）- 女優、映画監督
- 宇野愛海（芸術学部）- 女優、元アイドル（私立恵比寿中学）
- かざり（芸術学部）- タレント、女優
- 秋葉里枝 - タレント、女優
- 小代恵子（生産工学部） - タレント、女優
- 菊池梨沙（芸術学部） - タレント、女優
- 福山理子（文理学部）- タレント、キャットファイター。プロ雀士。
- 五十嵐希 (モデル)（工学部中退）
- 星野昇子（法学部） - モデル
- 美馬寛子（文理学部） - モデル
- 石坂友里（芸術学部) - ファッションモデル、女優
- 細川真奈（法学部) - ファッションモデル
- 中田みのり（生物資源科学部) - ファッションモデル
- 平山祐介（生産工学部) - ファッションモデル、俳優
- 本城結実（芸術学部）- タレント、モデル、MC、ナレーター
- 弓あきら（芸術学部) - ファッションモデル
- Kumi (モデル)（芸術学部) - ファッションモデル
- 伊藤もなみ（生物資源科学部中退）- ファッションモデル
- 窪寺昭（農獣医学部) - ファッションモデル、俳優
- 松永かなみ (芸術学部) - タレント、女優
- 八波一起（経済学部) - 司会者、タレント
- 山崎いさお（芸術学部) - タレント
- 菊田あや子（芸術学部) - タレント・レポーター
- 窪真理（芸術学部) - タレント、女優
- 鈴木涼子（芸術学部) - タレント
- 西井里佳 (芸術学部) - タレント/フリーランスアナウンサー/レポーター
- ゴージャス松野（経済学部) - タレント、AV男優、ホスト、プロレスラー
- 大友さゆり（芸術学部) - タレント、グラビアアイドル、レースクイーン
- 黒江美咲（芸術学部) - タレント、ラジオパーソナリティー
- 大平直子（芸術学部) - タレント
- 和泉美沙希（芸術学部) - タレント、グラビアアイドル
- 下嶋兄（文理学部中退） - タレント、スポーツリポーター、俳優
- なかねかな（芸術学部中退） - タレント、女優、歌手
- 大和田美帆（藝術学部) - タレント、女優
- DON(ドン川上) - タレント、元ものまねタレント
- 鈴木ふみ奈（芸術学部) - グラビアアイドル、レースクイーン、女優
- 粕谷幸司（芸術学部) - タレント・エンターテイナー
- 筑間はこべ (文理学部) - タレント・モデル、元レースクイーン
- 山口めろん（芸術学部）- タレント、アイドル
- 西井綾音（芸術学部）- レースクイーン、ストリーマー、コスプレイヤー
- 一条さゆり (2代目) - ストリッパー、ポルノ女優ほか
- 丸田佳奈（医学部) - 産婦人科医・モデル・タレント
- 荒川愛（大学院） -  タレント、元グラビアアイドル
- 水瀬葵（芸術学部) - グラビアアイドル
- 石川野乃花（芸術学部）- アイドル、女優、映画監督
- 山下莉奈(芸術学部) - 元議員秘書、元グラビアアイドル
- 和泉美沙希 (芸術学部) - タレント、グラビアアイドル
- 若木萌（文理学部) - タレント、グラビアアイドル
- 小田飛鳥（法学部) - グラビアアイドル、女優、タレント
- 柳野玲子 - タレント、元グラビアアイドル
- 川島絢子（文理学部) - モデル、元タレント
- 北川えり（短期大学部） - タレント
- 山口めろん(芸術学部) - タレント
- 小森谷徹（芸術学部) - タレント、リポーター、ニュースキャスター、ラジオパーソナリティ、俳優
- 宮嶋千佳子（芸術学部）- タレント、リポーター
- 大胡菜夕（芸術学部) - フリーパーソナリティ、タレント
- 川村亜未 - ラジオパーソナリティー
- 青木小夜子（芸術学部) - ラジオパーソナリティ
- 牧泰昌 - ラジオパーソナリティ
- 江崎エツコ（法学部) - パーソナリティ
- 荒戸完（芸術学部）- ディスクジョッキー (DJ)、ナレーター
- 鈴木ダイ (ディスクジョッキー)（芸術学部）
- 矢村貴子（文理学部）- ラジオパーソナリティ
- ふれさわひろみつ（芸術学部中退）- ローカルタレント
- 田辺真南葉（芸術学部） - 女性タレント、元アイドル
- ライ・チャン（文理学部）- タレント、モデル
- 小坂田純奈（文理学部）- グラビアアイドル、タレント
- ホームランなみち（芸術学部）- 女性アイドル、歌手、タレント、女優
- 瀬名ちひろ（芸術学部）- アイドル、プロデューサー、モデル、インフルエンサー

#### お笑い芸人
- 毒蝮三太夫 (芸術学部） - コメディアン、タレント、聖徳大学短期大学部客員教授
- 三木のり平 (法文学部) - コメディアン
- 三波伸介 (初代)（芸術学部中退） - コメディアン、喜劇役者
- 三波伸介 (2代目) (芸術学部） - お笑い芸人、コメディアン、俳優
- 昭和こいる（芸術学部） - 漫才師
- 坊屋三郎（宗教学部→芸術学科）- お笑い芸人（あきれたぼういず）、俳優
- 山根伸介（芸術学部中退）- お笑い芸人（チャンバラトリオ）
- 内藤陳（芸術学部中退） - コメディアン、書評家
- 関根勤（法学部) - お笑いタレント、コメディアン、歌手、司会者
- 勝俣州和（文理学部中退） - お笑いタレント
- ぶるうたす（芸術学部) - お笑いタレント、俳優、放送作家
- テツandトモ (芸術学部） - お笑いコンビ
- 春日俊彰 - お笑い芸人（オードリー）ボディービルダー、元キックボクサー、フィンスイミング選手、エアロビクス競技者
- やるせなす (経済学部） - お笑いコンビ
- 菊地秀規 (法学部）お笑い芸人（いつもここから）
- 小原正子 (芸術学部）- お笑い芸人（クワバタオハラ）
- 天野ひろゆき (国際関係学部） - お笑い芸人（キャイ〜ン）
- ゴリ（芸術学部中退） - お笑い芸人（ガレッジセール）
- 太田光（芸術学部中退） - お笑い芸人（爆笑問題）
- 田中裕二（芸術学部中退） - お笑い芸人（爆笑問題）
- 坂本ちゃん（文理学部中退） - お笑い芸人（アルカリ三世）
- 西村ヒロチョ (芸術学部） - お笑い芸人
- ティーチャ (理工学部） - お笑いタレント（めいどのみやげ）
- サッチィー (文理学部） - お笑いタレント（めいどのみやげ）
- ふるやいなや (芸術学部） - お笑いタレント（スーパーニュウニュウ）
- まとばゆう (芸術学部） - お笑いタレント、作曲家、ピアニスト
- 中村まいこ (薬学部） - 元お笑い芸人（法薬女子大学）、薬剤師
- 上仲誠彦 (生物資源科学部）- お笑い芸人（横浜ヨコハマ)
- 新村晋 (文理学部）- お笑い芸人（横浜ヨコハマ)
- 姉御ぉゆりか（文理学部) - 元お笑い芸人
- さんきゅう倉田（理工学部) - お笑い芸人、ファイナンシャルプランナー
- 炭水化物 (お笑い)（商学部) - お笑いコンビ
- へらちょんぺ（芸術学部) - お笑いタレント
- 光永（芸術学部) - お笑いタレント（吉本坂46）
- 吉田ウーロン太（経済学部) - お笑いタレント、俳優、声優、脚本家、演出家
- 増井歩(ぺよん潤)（芸術学部) - お笑い芸人
- Ryu (ものまねタレント)（法学部) - ものまねタレント、茨城県取手市議会議員
- 斎藤司 (お笑い芸人)（商学部) - お笑いタレント（トレンディエンジェル）
- 桜塚やっくん（芸術学部) - お笑いタレント、声優、俳優、歌手
- 白鳥久美子（芸術学部) - お笑い芸人・女優（たんぽぽ)
- 笈川幸司（文理学部) - 漫才師、日本語教育家
- ケーシー高峰（医学部→芸術学部） - 漫談家
- 横山あきお - 俳優、コメディアン（「大空はるか・かなた」「青空はるお・あきお」）
- らりるRIE（芸術学部) - お笑いタレント、ものまねタレント
- キック（芸術学部) - お笑い芸人、占い師。元・フジテレビジョン社員
- ラブレターズ（芸術学部）- お笑いコンビ
- EE男（法学部）- お笑いコンビ
- 竹内一希（芸術学部）- お笑い芸人（まんじゅう大帝国）
- 松崎菊也（芸術学部）- 戯作家、お笑い芸人（キモサベ社中、キャラバン、ザ・ニュースペーパー）
- 八木隆宜（経済学部）- お笑い芸人（レオン）
- ヤス（法学部）- お笑い芸人（ナイチンゲールダンス）
- 大和田匠（生物資源科学部中退）- お笑い芸人（ピテカントロプス）
- ユウキ - お笑い芸人（ADVANCE）
- ブラゴーリ（法学部） - お笑いコンビ
- ロマンチックセクシー（芸術学部）- お笑いコンビ
- 赤羽健一（経済学部中退) - お笑い芸人（サルゴリラ）
- 勝又:（ani、芸術学部）- お笑い芸人（マチコ (お笑い)、勝又）
- まぐろ（経済学部中退）- お笑い芸人（バーニーズ、モシモシ）
- あきちゃん（芸術学部中退）- お笑い芸人（モシモシ）
- 板垣まみ（経済学部）- お笑い芸人（Mサイズ）
- 本間キッド（国際関係学部）- お笑い芸人（や団）
- 中嶋亨（理工学部）- お笑い芸人（や団）
- タカガキ（芸術学部）- お笑い芸人
- 大島雅斗（生物資源科学部）- お笑い芸人（セパ）
- 本田静丸（芸術学部）- お笑い芸人（SMA HEET Project）
- 室伏基裕- 元お笑い芸人
- コンプライアンス小松崎（法学部）- お笑い芸人（ハナイチゴ、朝倉小松崎）
- 市村雄介（商学部）- お笑い芸人（がっつきたいか）
- くらっちゃん（法学部）- お笑い芸人（がっつきたいか）
- フランスピアノ（文理学部）- お笑いコンビ
- ホリ (タレント)（法学部）- ものまねタレント
- よしき（生産工学部）- お笑い芸人（3段5段）
- タイ（法学部）- お笑い芸人（やさしいズ）
- 早野凡平（芸術学部中退）- 大道芸人、ボードビリアン、タレント
- 青空千風（工学部）- お笑い芸人（青空一風・千風）
- 大桶純一（芸術学部）- お笑い芸人（パップコーン）
- 山口いく（文理学部）- お笑い芸人（アントワネット）
- 阿部未来（理工学部） - お笑い芸人（じぐざぐ）
- 江澤伸行（文理学部）- お笑い芸人（カントリーズ）
- ワイワイキング（レオナルドカズ、苔むし地蔵、文理学部中退）- お笑いコンビ
- 上村典弘（文理学部）- お笑い芸人（青色1号 (お笑いトリオ))
- 高野正成（経済学部）- お笑い芸人（きしたかの）
- サンタモニカ (お笑いコンビ) - お笑い芸人（マイム：芸術学部、ポール：芸術学部中退）
- 高城元（芸術学部）- お笑い芸人、YouTuber
- タクトOK!! - お笑い芸人（Everybody)

#### 声優
- 青山穣（芸術学部） - 声優、ナレーター
- 相沢恵子（芸術学部） - 声優、俳優
- 安西正弘（芸術学部） - 声優、俳優
- 安達勇人（経済学部） - 声優、俳優。アーティスト
- 雨森雅司（芸術学部中退） - 声優、俳優
- 赤木美絵（芸術学部） - 声優、ナレーター
- 池田秀一（芸術学部中退） - 声優、俳優、ナレーター
- 石森達幸 - 声優、俳優、ナレーター
- 石田彰（芸術学部） - 声優
- 伊藤富美也（農獣医学部） - 声優、ナレーター
- 飯塚昭三（芸術学部） - 声優
- 飯島晶子（芸術学部） - 声優
- 磯辺万沙子（芸術学部） - 声優、女優
- 岩崎征実（芸術学部） - 声優
- 上村典子（芸術学部） - 声優、女優、ナレーター
- 上田みゆき（芸術学部） - 声優、女優
- 円谷文彦（芸術学部） - 声優、俳優
- 恵比寿まさ子（芸術学部） - 声優、女優
- 沖田愛（芸術学部） - 声優
- 江森浩子（芸術学部中退） - 声優、ナレーター
- 御崎朱美（芸術学部） - 声優、ナレーター
- 大宮悌二（文理学部中退） - 声優、俳優
- 大川透（芸術学部中退） - 声優
- 大和田仁美（芸術学部） - 声優
- 小原雅人（芸術学部） - 声優、俳優
- 小口久仁子（法学部） - 声優、ナレーター
- 小田果林（芸術学部） - 声優
- 小野大輔（芸術学部） - 声優、歌手、ナレーター
- 加藤治（芸術学部中退） - 声優、俳優
- 加藤忠可（芸術学部中退） - 声優、俳優
- 加良まゆみ（芸術学部） - 声優
- 河合紗希子（芸術学部） - 声優
- 梶原岳人（芸術学部） - 声優、歌手
- 亀山助清（芸術学部） - 声優、俳優
- 北原文枝（芸術学部） - 声優、女優
- 桑野晃輔（芸術学部） - 声優、俳優
- 黒羽保（芸術学部） - 声優
- 倉口佳三（芸術学部）- 声優、舞台俳優
- 倉田雅世（文理学部）- 声優
- 小林清志（芸術学部） - 声優、ナレーター
- 小日向えり（芸術学部） - 声優、ナレーター
- 小松由佳（芸術学部） - 声優、舞台女優、ナレーター
- 小森まなみ（芸術学部） - 声優、ラジオ番組パーソナリティ、歌手、エッセイスト
- 小杉十郎太（芸術学部） - 声優、ナレーター、歌手
- 幸田直子（芸術学部） - 声優、女優
- 櫻庭裕士（芸術学部） - 声優
- 沢田和猫（理工学部薬学科） - 声優
- 侍コータロー（芸術学部） - 声優、ナレーター
- 坂口哲夫（芸術学部） - 声優、俳優、ナレーター
- 柴田秀勝（芸術学部） - 声優、俳優、ナレーター、演出家
- 柴田侊彦（芸術学部） - 声優、舞台俳優
- 塩沢兼人（芸術学部） - 声優、俳優
- 城岡祐介 （理工学部） - 声優
- 塾一久（芸術学部） - 声優、舞台俳優、ナレーター
- 仁内建之 - 声優、俳優
- 鈴木ヤスシ（経済学部） - 声優、歌手、俳優、タレント
- 鈴木泰明 - 声優、俳優、ナレーター
- 鈴木裕美子(芸術学部) - 声優、気象予報士
- 関口伸（芸術学部） - 声優、俳優、ナレーター
- 世古陽丸（芸術学部） - 声優、俳優
- たてかべ和也（芸術学部） - 声優
- 田中康郎（芸術学部） - 声優
- 高山佳音里（芸術学部） - 声優
- 高松由香（法学部） - 声優
- 竹内幸輔（芸術学部中退） - 声優、ナレーター、元芸人
- 竹内順子（芸術学部中退） - 声優、舞台女優
- 千葉耕市 - 声優、俳優、音響監督
- 千葉進歩（経済学部）- 声優
- 鳥海勝美（文理学部） - 声優、俳優、ナレーター
- 津久井教生（文理学部中退） - 声優、俳優、音響監督、ミュージシャン、司会者
- 十日市秀悦（芸術学部） - 声優、俳優、ナレーター
- 東地宏樹（芸術学部） - 声優、ナレーター、舞台俳優
- 東内マリ子（芸術学部） - 声優
- 富山敬（芸術学部中退） - 声優
- 冨永みーな（芸術学部） - 声優、タレント
- 中村育二（芸術学部） - 声優、俳優、演出家、劇作家
- 中村正（芸術学部中退） - 声優、俳優、ナレーター
- 中田祐矢（芸術学部） - 声優、俳優
- 中尾衣里（芸術学部） - 声優
- 中澤まさとも（芸術学部中退） - 声優、俳優
- 西村知道（芸術学部） - 声優、ナレーター
- 西島麻紘（芸術学部） - 声優
- 野中希（芸術学部） - 声優、ナレーター
- 長谷美希 - 声優、舞台女優
- 原ミユキ（農獣医学部） - 声優、ナレーター、朗読家
- 半田裕典 - 声優
- 潘めぐみ（芸術学部） - 声優
- 潘恵子（芸術学部） - 声優、女優、西洋占星術師
- 広川太一郎（芸術学部） - 声優、俳優、司会者、ラジオDJ
- 広中雅志（芸術学部） - 声優、ナレーター
- 氷青（芸術学部） - 声優、シンガーソングライター
- 平居正行（芸術学部） - 声優、俳優、ナレーター
- ブリドカットセーラ恵美（芸術学部） - 声優
- 古川登志夫（芸術学部） - 声優、俳優、ナレーター。元大阪芸術大学短期大学部教授
- 渕崎ゆり子（芸術学部）- 声優、舞台女優
- 藤井剛（法学部） - 声優、俳優
- 藤城裕士（芸術学部） - 声優、俳優、演出家
- 福田亨（芸術学部） - 声優、ナレーター
- 松岡文雄（芸術学部） - 声優、舞台俳優
- 増田順司（専門部文科中退） - 声優、俳優
- 前田剛（芸術学部） - 声優、俳優
- 水島裕（芸術学部） - 声優、俳優、タレント、ナレーター、司会者
- 皆瀬まりか（水瀬まり香、芸術学部） - 声優
- 御友公喜（芸術学部） - 声優、俳優
- 森山周一郎（芸術学部中退） - 声優、ナレーター、俳優
- 山岡葉子 - 声優
- 山田寛人（芸術学部） - 声優、俳優
- 山本郁子（芸術学部） - 声優、女優
- 山本嘉子 - 声優
- 柳沢三千代（芸術学部） - 声優、ナレーター
- よこざわけい子（文理学部中退） - 声優、女優、ナレーター
- よのひかり（芸術学部） - 声優、ナレーター
- 吉岡ふみお（文理学部） - 声優、俳優、声優、ナレーター
- 吉岡麻耶（文理学部） - 声優
- 渡部龍朗（芸術学部） - 声優、ナレーター
- 渡辺菜生子（芸術学部） - 声優
- 和井みずき（芸術学部） - 声優
- 和久井節緒（芸術学部） - 声優、俳優

#### 奇術・マジシャン
- 引田天功 (初代) (旧工学部) -奇術師
- YUSHI (芸術学部) - 奇術師
- トニー・ジャン (芸術学部) - 奇術師、マインドハッカ
- 山上佳之介 (芸術学部) - 奇術師、イリュージョニスト
- 藤山新太郎 (芸術学部) - マジシャン。日本奇術協会理事
- 熊野利哉 (芸術学部中退) - 俳優、マジシャン
- 木本秀和 (文理学部) - マジシャン

#### 殺陣・スタント
- きくち英一 (芸術学部) - 殺陣師、俳優、スタントマン、司会者
- 島口哲朗 (芸術学部) - 俳優・殺陣師・ソードアーティスト
- 五代新一 (芸術学部) - 殺陣師、俳優、パフォーマー
- 内堀克利 (芸術学部) - 俳優、演出家、殺陣師、振付師
- 宗像拓郎 (芸術学部) - 俳優・殺陣師
- 遠矢孝信 (芸術学部) - 元俳優、スタントマン。東映テレビ・プロダクション事業部次長
- 小池達朗 - スタントマン、アルファスタント社長
- 矢部大 (芸術学部) - スタントマンプロダクション経営、経営コンサルタント、映画製作・プロデューサー

### 音楽
- 亜紀（芸術学部）- ア・カペラヴォーカリスト（チュチュチュファミリー）、ラジオ番組パーソナリティ
- 浅井幸司（商学部）- 音楽プロデューサー、ライブハウス『Zepp』立ち上げ統括者、元ソニー社員
- 荒木とよひさ (芸術学部) - 作詞家
- 朝倉紀行（芸術学部）- 作曲家・ギタリスト・ボーカリスト。株式会社メガアルファ代表。JASRACメンバー
- 赤城忠治 (芸術学部) - ミュージシャン・音楽プロデューサー
- 青山孝史（芸術学部中退）- 歌手、俳優、タレント（フォーリーブス）
- 有賀啓雄 (芸術学部) - シンガーソングライター、音楽プロデューサー、ベーシスト
- 綾部薫 (芸術学部中退) - 作曲家、編曲家、音楽プロデューサー
- 秋山勝彦 (歯学部中退) - ミュージシャン（元P-MODEL）
- 有安杏果（芸術学部）[9] - 元ももいろクローバーZ
- 幾田りら (芸術学部) - シンガーソングライター、「YOASOBI」ボーカル（ikura名義）
- 池田大介 (編曲家) (芸術学部) - 編曲家、レコーディングディレクター、キーボーディスト
- 猪俣公章 (芸術学部) - 作曲家、作詞家
- 祝勝 - 実業家、元ミュージシャン（ベーシスト、ドラマー）（ドンキーカルテット）
- 岩崎太整 (芸術学部) - ミュージシャン、作曲家、劇伴作家
- 石塚徹（芸術学部） - 作曲家
- 井上大輔（芸術学部） - 作曲家
- 伊東たけし(芸術学部) - ミュージシャン（T-SQUARE）
- 池田聡 (理工学部) - シンガーソングライター・俳優
- 井上輝彦（経済学部） - 作詞家、作曲家、音楽プロデューサー
- 井上昌己 (文理学部) - 歌手、シンガーソングライター
- 内田正人 (ミュージシャン)(法学部) - ミュージシャン・歌手。音楽家、作詞家、作曲家、詩人　ザ・キング・トーンズリーダー
- 内田裕也（法学部第二部を中退） - ミュージシャン。俳優
- 上野耕路（芸術学部除籍）- 作曲家、編曲家
- 上野旬也（芸術学部中退） - 歌手（ロス・プリモス）、シンガーソングライター、作曲家
- 歌広場淳（芸術学部) - エアベーシスト（ゴールデンボンバー）
- ugazin（芸術学部）- ミュージシャン、ギタリスト、音楽プロデューサー
- 江崎健次郎（芸術学部) - 作曲家
- Ak (シンガーソングライター) (芸術学部) - シンガーソングライター
- 小田切大（芸術学部中退) - 作曲家、編曲家、音楽プロデューサー、シンガーソングライター
- 小川類（藝術学部）- 作曲家
- 岡本おさみ - 作詞家
- 岡宏（芸術学部） - バンドマスター、指揮者、作曲家、テナーサックス奏者
- 大田祐歌（芸術学部) - 歌手、元タレント
- 大沢健 (芸術学部) - 声楽家
- 大谷幸 (芸術学部) - 作曲家
- 大竹徹夫 (芸術学部) - 作曲家、編曲家、キーボーディスト、シンセサイザープログラマー
- 大森俊之（芸術学部中退）- 作曲家、編曲家、音楽プロデューサー
- 小平加奈 - シンガーソングライター
- 小原慶子（芸術学部）- 歌手
- 小倉久佳 (文理学部) - ゲームミュージック作曲家
- 小川紀美代 (芸術学部) - バンドネオン奏者
- 角舘健悟 (芸術学部) - ミュージシャン（Yogee New Waves）
- かぜ耕士 (芸術学部) - 作詞家・放送作家・ラジオパーソナリティ
- 榊みちこ (芸術学部) - 作詞家・美容研究家。元アイドル歌手。元女優
- 河合孝治 (大学院) - 音楽家、サウンドビジュアルアーチスト、学際芸術研究家、仏教美学者。編集者
- 片岡俊治 (芸術学部) - 吹奏楽作曲家・編曲家
- 角松敏生 (文理学部) - シンガーソングライター、ミュージシャン、音楽プロデューサー
- 加藤一華 (芸術学部) - 歌手、女優、タレント、YouTuber
- 金子隆博（理工学部中退） - ミュージシャン
- 金村美玖 (芸術学部) - 日向坂46
- 川口雅代 (芸術学部) - シンガーソングライター、歌手、タレント、DJ、声優。フリージャーナリスト、レポーター、女優
- 川島茂（理工学部）- ジャズピアニスト
- KangNam（法学部中退）- 歌手
- 叶高（芸術学部）- 歌手（サーカス (歌手)リーダー）
- 構康憲 (生産工学部) - シンガーソングライター
- 木森敏之（芸術学部） - 作曲家・編曲家
- 清浦夏実（芸術学部) - 歌手、女優、バンドTWEEDEESのボーカル
- 菊地英昭 (文理学部) - ギタリスト（THE YELLOW MONKEY）
- 菊池俊輔 (芸術学部) - 作曲家、音楽家
- 貴島清彦 (芸術科) - 作曲家
- 草柳俊一（芸術学部） - 録音エンジニア
- 久米大作（芸術学部中退） - キーボーディスト（T-SQUARE）、作曲家、音楽家
- 久保田光太郎 (芸術学部) - ミュージシャン、音楽プロデューサー、ギタリスト
- 日下貴博 (芸術学部) - ハワイアンミュージシャン、日本ハワイアン音楽協会理事
- 高英男 (芸術学部) - シャンソン歌手、俳優
- 洪栄龍 (芸術学部) - ギタリスト
- 今藤長十郎 (4代目) (芸術学部) - 長唄三味線奏者
- 光増ハジメ (経済学部) - 作曲家
- 小杉保夫（芸術学部中退）- 作曲家、編曲家、作詞家、歌手
- 郷ひろみ（法学部中退） - 歌手、俳優
- 権藤知彦（ゴンドウトモヒコ, 芸術学部）- ミュージシャン
- XAI (芸術学部) - 歌手
- さくらまや（法学部）- 演歌歌手、タレント
- 斉藤美和子（芸術学部）- 歌手
- 佐藤和哉 (文理学部) - 篠笛奏者、作曲家
- 佐瀬寿一 (芸術学部) - 作曲家
- 座光寺公明（芸術学部) - 作曲家
- 坂本英三（文理学部中退) - 歌手（アニメタル、ANTHEM）
- 坂上領 (芸術学部) - フルート奏者
- 定成クンゴ（芸術学部）- ドラマー、パーカッショニスト、音楽講師、ラジオパーソナリティー
- 崎谷健次郎（芸術学部中退) - シンガーソングライター、キーボーディスト、音楽プロデューサー
- 佐良直美 (芸術学部) - 歌手、作曲家、女優、タレント、実業家
- 佐々木亮介 (芸術学部) - ミュージシャン、作詞家、作曲家、A flood of circleギタリスト
- 佐々倉有吾 (芸術学部) - 作曲家、編曲家、作詞家
- 斉藤恒夫（芸術学部）- 作曲家・編曲家
- 齊藤義典（芸術学部）- 作曲家、DJ
- 茂野雅道（芸術学部）- 作曲家
- 庄武憲太郎 - 作詞家、歌人、旧制中学校教諭
- 新川博（芸術学部）- 作曲家・編曲家・キーボーディスト
- 柴田直人（芸術学部） - ミュージシャン、作詞家、作曲家、ベーシスト（ANTHEM）
- ジャイアント吉田 (経済学部) - ボーカリスト、ギタリスト、ベーシスト（ドンキーカルテット）
- ジェイムス下地（芸術学部）- 作曲家、編曲家、音楽プロデューサー
- 鈴木KC（芸術学部中退）- 作曲家、編曲家、キーボード奏者、ダンサー
- 須藤まゆみ（芸術学部) - 歌手、作詞家
- 周防義和 (商学部) - 作曲家、編曲家、音楽家
- 関野直樹 (芸術学部) - ピアニスト、芸術博士
- 曽根幸明 (文学部中退) - 作曲家、アレンジャー
- 高城晶平 (芸術学部) - シンガーソングライター、カフェバー経営者
- 橘上 (芸術学部) - シンガーソングライター、詩人
- 谷康一 (芸術学部) - スタジオ・ミュージシャン／アコースティック・ギタリスト
- 瀧田敏広 - キーボーディスト、作曲家、編曲家
- 武村八重子(大学院) - ピアニスト、作曲家
- 田中丸善威 (文理学部) - 実業家、元ミュージシャン（ベーシスト）
- 只野通泰(芸術学部）- 作曲家、編曲家
- 高橋繁男(芸術学部）- ミュージシャン。元うみのて、現在はゲスバンド、SuiseiNoboAzのギタリスト
- 高瀬愛虹(芸術学部）- 作詞家
- 高田智彰（文理学部）- 音響効果・テレビ番組・映画・CM音楽制作者
- 多田彰文（文理学部）- ミュージシャン・作曲家・編曲家・シンセサイザープログラマー
- 檀雄二（理工学部）- 作曲家、シンガーソングライター
- 知里（芸術学部・大学院）- 歌手
- CHANNEL（中退）- ラッパー
- DJ TSUYOSHI (芸術学部) - テクノミュージシャン、DJ
- 津島利章 (芸術学部) - 作曲家, 映画音楽家
- 土屋昌巳（芸術学部）- ミュージシャン、音楽プロデューサー、ギタリスト、「一風堂」リーダー（エレキギター兼ボーカリスト）
- TSAN (芸術学部) - エレクトロニカ、IDMミュージシャン
- 鶴田六郎 (芸術科) - 歌手
- 坪井伸親（芸術学部）- 音楽家、作曲家、音楽プロデューサー、音楽教育者
- 寺本幸司（芸術学部中退）- 音楽プロデューサー
- 富岡博志 (芸術学部) - 作曲家
- 富田義助 (芸術科) - バリトン歌手、元東邦音楽短期大学教授
- 時雨音羽 (法科) - 作詞家
- 外崎幹二 (芸術学部) - 作曲家・音楽理論家
- TOMZUIN H (芸術学部) - 音楽家、音楽プロデューサー、作曲家、編曲家、エレクトロニック音楽演奏家
- 敏いとう (農獣医学部) - ムード歌謡歌手(敏いとうとハッピー&ブルー)
- 渡久地政信（芸術学部）- 歌手、作曲家
- 長澤勝俊 (芸術学部) - 作曲家
- 中西圭三 (経済学部) - シンガーソングライター、作曲家
- 中村寛（文学研究科）現代音楽作曲家
- 中村彩子 (芸術学部) - 作曲家
- 中森泰弘（芸術学部）- ギタリスト。フォトグラファー
- 中島ノブユキ (芸術学部) - ミュージシャン、作曲家、編曲家、ピアニスト
- TOSHIKI NAGASAWA（芸術学部）- 音楽家、作曲家、編曲家、作詞家、音楽プロデューサー
- 永井隆雄 (歯学部) - ジャズ・ピアニスト, 歯学博士
- 永山マキ (芸術学部) - シンガーソングライター、ボーカリスト
- 西ノ園達大 (芸術学部) - 俳優・ナレーター・シンガーソングライター
- 西村英将 (芸術学部) - 声楽家、合唱指揮者、作曲家
- 西村宜隆 (生物資源科学部) - ゲームミュージック作曲家
- 根本要（芸術学部中退）- シンガーソングライター、歌手（スターダストレビュー）
- NORA（芸術学部) - 歌手（オルケスタ・デ・ラ・ルス）
- 野崎美波 (芸術学部) - 作曲家、ピアニスト
- 橋元恵一(法学部) - 音楽プロデューサー、イベントプロデューサー
- パラダイス山元 (芸術学部) -  マンボミュージシャン
- 林哲司 (商学部) - 作曲家・編曲家・シンガーソングライター
- 花本彰（芸術学部）- ミュージシャン、映像作家
- hitomi（生産工学部中退） - 歌手、シンガーソングライタ
- 氷青 (芸術学部) - 声優、シンガーソングライター
- 廣瀬洋一 (経済学部中退) - ロックミュージシャン、ベーシスト（THE YELLOW MONKEY）
- 服部和彦 (第二工学部) - 音楽家・音楽批評家・音楽プロデューサー・作曲家・朗読演出家
- 浜崎大地 (芸術学部) - ミュージシャン。ドラマー。編曲家
- 羽岡佳 (芸術学部) - 作曲家、編曲家
- 八反ふじを (医学部中退) - 作詞家
- 箱崎晋一朗（農獣医学部）- 歌手
- 藤原いくろう (芸術学部) - ミュージシャン
- 平田輝 (工学部) - シンガーソングライター、作曲家
- 日高富明 (芸術学部) - シンガーソングライター
- 日野悠平 (芸術学部) - ミュージシャン、作曲家、編曲家、ピアニスト、クラシックギタリスト
- デイヴ平尾 - ミュージシャン、俳優
- 深沢敦（芸術学部) - 声楽家、タレント
- 古沢賢太郎 (農獣医学部) - 音楽プロデューサー
- 藤公之介 (芸術学部) - 作詞家、詩人、放送作家
- 藤林聖子 (短期大学部) - 作詞家
- 藤田真由美（商学部）- 歌手
- ブラザー・コーン（文理学部中退） - 歌手（バブルガム・ブラザーズ）
- ベートーベン鈴木 (中退) - シンガーソングライター、ギター漫談家
- 穂口雄右（芸術学部中退）- 作詞家・作曲家
- 松本直祐樹（芸術学部) - 作曲家
- 松島庄五郎 (芸術学部) - 長唄名跡
- 宮城マリオ (芸術学部) - エアギタリスト
- まさごろ (芸術学部) - シンガーソングライター、画家、詩人
- 松尾レミ (芸術学部) - シンガーソングライター、ボーカル、ギター
- マイク眞木 (芸術学部) - シンガーソングライター、俳優、フォーク歌手
- 松崎しげる (芸術学部) - 歌手、俳優、タレント
- 松本茜 (芸術学部) - ジャズピアニスト
- 松本裕（生産工学部）- レコーディング・エンジニア。株式会社ビークル代表取締役社長
- 松山祐士 (芸術学部) - 作曲家、編曲家
- マコト (ドラムンベース) (芸術学部) - 作曲家、DJ
- 三宅由佳莉 (芸術学部) - 海上自衛官・海上自衛隊東京音楽隊所属ソプラノ歌手
- 美樹克彦 (芸術学部中退) - シンガーソングライター・音楽プロデューサー
- 三澤康広（芸術学部）- 作曲家
- MIKAKO（芸術学部）- シャンソン歌手
- 森田公一 (芸術学部) - 作曲家、歌手
- 柳ジョージ (法学部) - ミュージシャン
- 柳沢剛 (音楽家) (芸術学部) - 作曲家
- 山内盛彬 (文学部) -音楽学者、沖縄音楽の音楽家
- 山田ひろし(芸術学部) - 作詞家
- 山根美和子（芸術学部）- 作曲家、シンガーソングライター
- 夢虹二（商学科中退）- 作詞家
- 湯浅篤（芸術学部) - 作曲家、編曲家、音楽プロデューサー
- 湯原昌幸（芸術学部中退） - 歌手、俳優
- Yurica (歌手)（法学部) - -歌手、作詞家、作曲家
- 吉住小貴三郎 (芸術学部) - 長唄の唄方
- 米村裕美 (芸術学部) - シンガーソングライター、作曲家
- ラブリーサマーちゃん（芸術学部）- シンガーソングライター
- 若田部誠（芸術学部）- 作詞家、作曲家、編曲家、音楽プロデューサー
- 割田康彦 (芸術学部) - 作曲家、作詞家、編曲家、音楽プロデューサー

### 映画・映像・テレビ番組制作
アニメ
- 芦名みのる（生物資源科学部） - アニメ監督、獣医師、スタジオぷYUKAI運営
- 石黒昇 （芸術学部） - アニメ監督
- 寺本幸代（国際関係学部） - アニメ監督
- 佐々木勝利（芸術学部中退） - アニメ演出家、監督
- 佐藤順一（芸術学部中退） - アニメ監督
- 桜井弘明（文理学部） - アニメ監督
- 富野由悠季（芸術学部） - アニメ監督
- 富田祐弘（芸術学部） - アニメーション脚本家
- 長浜忠夫（芸術学部） - アニメ監督、人形劇演出家
- 宮地昌幸（芸術学部中退） - アニメ監督
- 谷田部勝義（芸術学部中退） - アニメ監督
- 片渕須直（芸術学部） - アニメ監督
- 矢野博之（芸術学部） - アニメ監督
- 今西隆志（芸術学部）- アニメ監督、演出家、プロデューサー
- 立川譲（芸術学部）- アニメーション監督、アニメーション演出家、脚本家
- 高木淳（芸術学部）- アニメーション監督、演出家
- 増井壮一（中退） - アニメ演出家・アニメ映画監督
- 須藤典彦(芸術学部）- アニメーション演出家、アニメーション監督
- 西崎義展（芸術学部） - アニメプロデューサー
- 大月俊倫（農獣医学部） - アニメプロデューサー
- 植田益朗 (芸術学部) - アニメプロデューサー
- 落合茂一（芸術学部） - アニメーションプロデューサー
- 坂本佳栄子（芸術学部） - アニメプロデューサー、音響監督、バングズーム! エンタテイメント副社長
- 葛西治 (芸術学部) - アニメディレクター
- 明比正行 (芸術学部) - アニメーション演出家、映画監督
- 八鍬新之介 (芸術学部) - アニメーション演出家、アニメーション監督。
- 浦上靖夫 (芸術学部) - アニメーション音響監督
- 設楽博 (芸術学部) - アニメーション演出家、アニメーション監督
- 勝間田具治 (芸術学部) - アニメーション演出家・アニメーション監督
- 西沢信孝 (芸術学部) - アニメーション監督・アニメプロデューサー
- 伊平崇耶（芸術学部）- アニメプロデューサー、作詞家、ラジオパーソナリティ兼構成作家
- 中島順三（芸術学部）- アニメーションプロデューサー。公益財団法人徳間記念アニメーション文化財団評議員
- 岡本忠成 (芸術学部) - アニメーション作家
- 安藤雅司（芸術学部中退） - アニメーター、スタジオジブリ作画監督
- 安田現象（芸術学部）- アニメーション作家、3DCGアニメーター

映像
- 高城剛 （芸術学部） - 映像作家、ハイパーメディア・クリエイター
- 萩原朔美（芸術学部中退）- 映像作家、演出家、エッセイスト。多摩美術大学名誉教授。前橋文学館館長
- 手塚眞（芸術学部中退） - 映像作家
- 太田貴寛（芸術学部）- VFX Supervisor、映像監督
- 田邊雅章（芸術学部）- 映像作家, ナック映像センター代表取締役
- 森澤透馬 (芸術学部) - 映像作家、映画監督
- 山田智和（芸術学部）- 映像作家・映画監督。写真家
- 井上邦彦（芸術学部） - 映像プロデューサー
- 楢木野礼 (芸術学部) - 映像ディレクター
- 釘宮陽一郎 (生産工学部) - 映像ディレクター、プロデューサー、有限会社トラッシュスタジオ代表取締役
- 久保茂昭 (芸術学部) - ミュージック・ビデオ・ディレクター、映像ディレクター、映画監督
- 土屋隆俊 (芸術学部) - ミュージック・ビデオ・ディレクター, 映像ディレクター
- 前嶋輝 (芸術学部) - ミュージック・ビデオ・ディレクター 映像ディレクター
- 須永秀明 (理工学部）- ミュージック・ビデオ・ディレクター, 映画監督
- 高橋栄樹  （芸術学部） - PVディレクター、映画監督
- 塚岡雄太 (芸術学部) - 広告プロデューサー、編集者
- 山崎隆明 (芸術学部・大学院) - クリエイティブディレクター・CMプランナー・コピーライター
- 杉山登志 （芸術学部） - CMディレクター
- 髙橋直樹 - CMディレクター
- 中尾浩之 (芸術学部）- CMディレクター、映画監督、脚本家、テレビディレクター
- 荒木保夫 (芸術学部）- CMディレクター
- サヤママコト (芸術学部）- PVやCFのディレクター
- 高橋典 (芸術学部）- CMディレクター
- 新川修 (芸術学部）- CMディレクター、映像作家
- 浅川順 (芸術学部）- CMディレクター、映画監督。ゲームムービー監督
- 赤坂勇 (芸術学部）- CMディレクター、クリエイティブ・ディレクター。CMプランナー。コピーライター
- 清水りょう (芸術学部中退）- CMディレクター、映像作家、ミュージック・ビデオディレクター、映画監督、脚本家など

映画
- 深作欣二（芸術学部） - 映画監督
- 志真健太郎（芸術学部） - 映画監督、映像作家
- 本多猪四郎 （芸術学部） - 映画監督
- 猪崎宣昭（芸術学部）- 映画監督
- 小山幹夫（芸術学部）- 映画監督
- 伊賀山正光（法文学部美学科）- 映画監督
- 水野洽（法文学部美学科）- 映画監督
- 坂本太郎 （芸術学部） - 映画監督、特撮監督
- 山中瑶子 （芸術学部中退） - 映画監督
- 東條昭平 （芸術学部） - 映画監督、特撮監督
- 小林義明 （芸術学部） - 映画監督、特撮監督
- 塚本晋也（芸術学部） - 映画監督、俳優
- 古澤憲吾 （専門部美術科） - 映画監督
- 松岡錠司（芸術学部） - 映画監督、俳優
- 李闘士男 （芸術学部） - 映画監督、テレビディレクター
- 田代廣孝 （芸術学部） - 映画監督
- 田中征爾（芸術学部中退）映画監督
- 山本晋也 （芸術学部） - 映画監督
- 西河克己 （芸術学部） - 映画監督、芸術学部教授
- 羽住英一郎 （芸術学部） - 映画監督、テレビドラマ演出家
- 松林宗恵 （芸術学部） - 映画監督
- 蔵原惟繕 （芸術学部） - 映画監督
- 蔵原惟二 （芸術学部） - 映画監督
- 倉田準二 （芸術学部） - 映画監督
- 山根成之 （芸術学部） - 映画監督
- 森田芳光 （芸術学部） - 映画監督
- 平山秀幸 （芸術学部） - 映画監督
- 手塚昌明 （芸術学部） - 映画監督
- 足立正生 （芸術学部中退） - 映画監督
- 船原長生（芸術学部） - 映画監督、映画プロデューサー
- 若松節朗 （芸術学部） - 映画監督、テレビドラマ演出家
- 古厩智之 （芸術学部） - 映画監督
- 塚本連平 （芸術学部） - 映画監督、テレビドラマ演出家
- 長崎俊一（芸術学部） - 映画監督
- 吉岡敏朗（芸術学部） - 映画監督
- 堀内甲 （芸術科）- 映画監督
- 沖田修一 - 映画監督
- 石井岳龍（石井聰亙、芸術学部中退）- 映画監督。神戸芸術工科大学教授
- 今関あきよし（経済学部中退）- 映画監督、演出家
- 松生秀二（芸術学部中退）- 映画監督
- 小水一男（芸術学部中退）- 映画監督、脚本家、俳優、写真家
- 小倉泰美（芸術学部中退）- 映画監督
- 金井勝 （芸術学部） - 映画監督
- 神山征二郎（芸術学部中退） - 映画監督
- 金澤克次（商学部） - 映画監督
- 宮本正樹 （芸術学部） - 映画監督
- 新藤孝衛（新船澄孝・南雲孝）（経済学部） - 映画監督
- 四ノ宮浩（経済学部中退） - 映画監督
- 石井裕也（大学院芸術学研究科） - 映画監督
- 頃安祐良（大学院芸術学研究科） - 映画監督
- 山﨑達璽（大学院芸術学研究科） - 映画監督
- 藤井道人（芸術学部） - 映画監督、脚本家
- 堀江慶 - 映画監督
- アンドリヤナ・ツヴェトコビッチ(芸術学部) - 映画監督、大使
- 入江悠（芸術学部) - 映画監督・映像作家。脚本家
- 辻理（芸術学部) - タレント養成所講師 元映画監督、元テレビドラマ演出家、元ゲームクリエイター
- 小沢茂弘（芸術科専門部）- 映画監督・脚本家・易者・山伏
- 加藤彰 (映画監督) （芸術学部）
- 小沼勝（芸術学部） - 映画監督
- 市川徹 - 映画監督
- 芳賀俊（芸術学部）- 映画監督
- 鈴木英夫 (芸術学部）- 映画監督
- 山本邦彦 (芸術学部) - 映画監督、脚本家
- 印南弘 - 映画監督、脚本家
- 小林恒夫（芸術科） - 映画監督・脚本家。
- 関喜誉仁(法文学部芸術科）- 映画監督、脚本家
- 関根和美(芸術学部）- 映画監督、脚本家、映画プロデューサー
- 猪俣勝人（芸術学部） - 脚本家、映画監督
- 伊藤良一（芸術学部）- テレビドラマ・映画監督
- 奥村正彦（芸術学部） - 演出家、映画監督
- 柏原寛司（芸術学部）- 脚本家、映画監督
- 片野満（芸術学部）- 映画脚本家・演出家・監督・プロデューサー
- 喜多一郎（芸術学部）- 映画監督
- ヤング・ポール（芸術学部）- 映画監督
- 河合勇人（芸術学部） - 映画監督､テレビドラマ演出家。
- 笹木恵水（芸術学部）- 映画監督
- 谷口正晃（芸術学部）- 映画監督
- 冨永昌敬（芸術学部）- 映画監督
- 千葉茂樹（芸術学部）- 映画監督、脚本家、教育者。市民グループ「地球家族の会」代表、日本映画学校校長、日本映画大学特任教授
- 冨田義治（芸術学部）- 映画監督、助監督、脚本家
- 下手大輔（芸術学部）- 映画監督、脚本家
- 継田淳（芸術学部）- 映画監督、脚本家
- 西條雅俊（芸術学部）- 映画監督
- 西村元男（芸術学部）- 映画監督、脚本家
- 花堂純次（芸術学部）- 映画監督
- 春本雄二郎（芸術学部）- 映画監督
- 日向朝子（芸術学部）- 映画監督・脚本家
- 日向寺太郎（芸術学部）- 映画監督
- 福田純（芸術学部）- 映画監督、脚本家
- 本田隆一（芸術学部, 大学院）- 映画監督
- 深町章（芸術学部）- 映画監督、脚本家、映画プロデューサー
- 南野梅雄（芸術学部）- 映画監督
- 光石富士朗（文理学部）- 映画監督、脚本家、演出家。
- 村橋明郎（芸術学部）- 映画監督、シナリオライター。
- 矢崎仁司（芸術学部）- 映画監督、脚本家
- 石川義寛（法文学部）- 映画監督
- 高橋名月（芸術学部）- 映画監督、脚本家
- 市川徹（農獣医学部）- 映画監督、脚本家
- 新生璃人（芸術学部）- 映画監督・作家・映像作家。
- 亀山睦木（芸術学部）- 映画監督
- 小川深彩（芸術学部）- 映画監督、俳優、モデル、映画字幕翻訳家
- 永野靖忠 (芸術学部) - 映画監督、テレビ演出家
- 大谷健児（経済学部）- 映画監督、詩人、シンガーソングライター、ラジオパーソナリティー
- 原廣利（芸術学部）- 映画監督
- 川崎郷太（芸術学部）- 特撮監督、映画監督、脚本家。
- 古谷巧（芸術学部中退）- 撮影監督
- 佐川和夫（芸術学部） - 特撮監督
- 有川貞昌（旧工学部）- 撮影技師、特撮監督
- 中野昭慶（芸術学部）- 特技監督
- 石原興（芸術学部中退） - 撮影監督、映画監督
- 原田雄一（芸術学部中退） - テレビドラマ・映像監督
- 山崎裕 (撮影監督)（芸術学部）
- 北村秀敏（芸術学部中退）- 東映特撮監督
- 谷川創平（芸術学部）- 撮影監督
- 蓑輪雅夫（芸術学部）- 撮影監督
- 三村和弘（芸術学部）- 撮影監督
- 月永雄太（芸術学部）- 撮影監督、カメラマン
- 中堀正夫（芸術学部）- 撮影監督
- 笠松則通（芸術学部）- 撮影監督
- 瀬尾脩（芸術学部中退） - 撮影監督
- 阪本善尚 （芸術学部） - 撮影監督
- 藤石修（芸術学部）- 撮影監督（カメラマン）日本映画撮影監督協会（J.S.C.）会員
- 篠田昇 （芸術学部） - 撮影監督、映画カメラマン
- 鈴木昭彦（芸術学部）- 撮影監督、録音技師
- 小川ミキ(芸術学部) - CM/映画の撮影監督またはカメラマン
- 清川耕史（芸術学部）- 撮影監督、カメラマン
- 石井勲（芸術学部）- 撮影監督
- 柴崎幸三（芸術学部）- 撮影技師。日本映画撮影監督協会所属
- 大重裕二（芸術学部） - 編集技師
- 中野稔（芸術学部・大学院芸術学研究科） - 光学合成技師
- 小堀由起子 - 編集技師。日本映画・テレビ編集協会（J.S.E.）所属
- 佐藤武光（旧文学部）- 映画プロデューサー
- 黒井和男（芸術学部） - 映画プロデューサー。キネマ旬報社、角川映画の元社長、シネマ・インヴェストメントの元会長。黒井オフィス代表
- 越智貞夫（芸術学部）- 映画プロデューサー、テレビプロデューサー
- 芥川保志 （芸術学部） - 映画プロデューサー
- 新田博邦 (芸術学部) - 映画プロデューサー。ミューズ・プランニング代表取締役
- 原藤一輝（芸術学部）- 映画プロデューサー
- 山田典吾（芸術学部）- 映画プロデューサー、映画監督、脚本家。現代ぷろだくしょん創設者。
- 公野勉（大学院）- 事業家・映画プロデューサー。日本大学講師, 文京学院大学教授。元東京大学大学院情報学環特任准教授
- 遠藤雅也 (映画プロデューサー)（芸術学部）
- 佐倉寛二郎（芸術学部）- 映画プロデューサー。株式会社クロスメディア代表取締役
- 蔡瀾（芸術学部) - 映画製作者、コラムニスト、作家、美食家
- 筧昌也（芸術学部） - 映画監督、映像ディレクター、イラストレーター
- 嶋澤みどり（芸術学部） - 音響監督
- 田島荘三（芸術学部） - 音響監督
- 吉田啓介（芸術学部） - 音響監督
- 冨田和彦（芸術学部） - 録音技師
- 友田直孝（芸術学部） - 照明技師

テレビ他
- 小高文夫（芸術学部） - テレビカメラマン
- 森谷雄（芸術学部）- テレビ・映画プロデューサー、映画監督
- 上野修 (ラジオプロデューサー) （法学部）
- 川口俊介（芸術学部）- 日本放送協会のテレビプロデューサー
- 五味一男 （芸術学部） - テレビプロデューサー（日本テレビ）
- 菅賢治 （芸術学部） - テレビプロデューサー（日本テレビ）
- 梅原幹 （芸術学部） - テレビプロデューサー（日本テレビ）
- 水田伸生 （芸術学部） - テレビプロデューサー（日本テレビ）、映画監督
- 石田弘 （芸術学部） - テレビプロデューサー（フジテレビ）
- 小林俊一 - テレビプロデューサー、演出家（元フジテレビ）
- 近藤洲弘（中退）- テレビプロデューサー（元テレビ朝日）
- 疋田拓 （芸術学部） - テレビプロデューサー
- 桂邦彦 （芸術学部） - テレビプロデューサー
- 牛丸謙壱 (文理学部) - テレビプロデューサー
- 中込卓也（芸術学部）- テレビプロデューサー
- 仲川利久（芸術学部）- テレビプロデューサー
- 河角直樹（芸術学部）- テレビプロデューサー
- 山守文雄（芸術学部）- テレビプロデューサー、作家、漫画原作者、元鉄道チャンネル放送局長
- 新井正明 (芸術学部) - テレビ番組プロデューサー
- 戸田幸宏（芸術学部）- テレビプロデューサー、テレビディレクター、漫画原作者、脚本家、映画監督。NHKエンタープライズ情報文化番組チーフ・プロデューサー
- 森澤広明（芸術学部）- テレビプロデューサー。日本映像事業協会会長。
- 三宅優樹（経済学部）- テレビプロデューサー、テレビ東京の局員
- 名城ラリータ (芸術学部) - テレビプロデューサー、ディレクター
- 光野道夫  （芸術学部） - テレビディレクター（フジテレビ）、映画監督
- 仁木啓介  （芸術学部） -　テレビディレクター、演出家
- 宮越澄 (芸術学部）- テレビディレクター テレビドラマ専任の映画監督
- 波多野貴文 (生産工学部) - テレビディレクター、テレビドラマの演出家、映画監督
- 香坂信之 (芸術学部）- テレビディレクター
- 吉川一義 (テレビドラマ監督) (芸術学部）- テレビディレクター, 映画監督
- 宮木正悟 (芸術学部) - テレビディレクター(フジテレビ)
- 落合正幸 (芸術学部) - テレビディレクター, テレビドラマ演出家、脚本家、映画監督
- 荻野繁 (芸術学部) - テレビディレクター・プロデューサー（元フジテレビ）
- 都築政昭 (芸術学部) - テレビディレクター（元NHK）
- 朝妻一 (法学部) - テレビディレクタ(フジテレビ)
- 三ツ村鐵治 (芸術学部) - 特撮テレビドラマ作品の元演出家
- 穀田慎也 - テレビ局記者、ディレクター
- ナカムラクニオ - テレビディレクター
- 長久弦（芸術学部）- 演出家、テレビディレクター
- 重富浩二（芸術学部）テレビディレクター
- 山縣慎司 (芸術学部) - 番組ディレクター
- 野長瀬三摩地 （芸術学部） - テレビドラマ監督
- 居川靖彦（芸術学部中退） - テレビドラマ演出家
- 鈴木一平 (演出家) (芸術学部) - テレビドラマ演出家
- 田口勝彦 (監督) (芸術学部) - テレビドラマ演出家、アニメーション監督、映画監督、脚本家。
- 岡田寧（芸術学部） - テレビドラマ演出家、プロデューサー
- 南雲聖一（芸術学部） - ドラマ演出家（日本テレビ放送網）
- 松田礼人（芸術学部）- テレビ演出家。TBSスパークルエンタテインメント本部アニメ部兼ドラマ映画部所属
- 内海昇（法学部） - テレビ番組・イベントのディレクター、プロデューサー
- 荻野友大（芸術学部）- 映像プロデューサー・ディレクター・作家
- テリー伊藤（経済学部） - 演出家、タレント
- 植田泰史 (芸術学部) - 演出家, 番組ディレクター
- 横澤丈二 (芸術学部)  - 演出家・脚本家・監督・俳優・歌手
- 多田忠弘 (芸術学部) - テレビ舞台美術家。 元 特定非営利活動法人ペタアートネットジャパン常務理事、特定非営利活動法人テレビ日本美術家協会常任理事、特定非営利活動法人日本アマチュア演劇連盟副理事長
- 板垣恭一（芸術学部中退）- 演出家。日本劇団協議会・「日本の劇」戯曲賞最終選考委員
- 佐山泰三（芸術学部中退）- 演出家・脚本家、元俳優・元声優、サンモールスタジオ 代表取締役
- 山田和也 (芸術学部)  - 演出家
- 荒井遼（芸術学部）- 演出家
- 葉方丹（芸術学部）- 演出家、脚本家、作家、作詞家
- 神佑輔（芸術学部中退）- 演出家、脚本家、俳優
- 喰始（芸術学部）- 舞台演出家、劇団WAHAHA本舗主宰、ワハハ本舗株式会社代表取締役社長、放送作家、文化人
- 古市馨（芸術学部）- 舞台演出家　劇団カッパ座主宰
- 正塚晴彦 (芸術学部)  - 演出家（宝塚歌劇団所属）
- 谷正純（芸術学部）- 宝塚歌劇団の演出家
- 藤井大介（芸術学部）- 宝塚歌劇団所属の演出家
- 宮脇学（芸術学部）- 舞台監督。日本舞台監督協会会員。主に宝塚歌劇団の公演に携わる
- 串田和美（芸術学部中退） - 演出家、俳優、日本大学藝術学部特任教授
- 成瀬昌彦（専門部芸術科）演出家・俳優
- 天野利彦 (芸術学部)  - 演出家
- 菊池准 (芸術学部)- 演出家、作家。
- 藤森一朗（農獣医学部）- 演出家・脚本家。
- 菊地ヒロユキ(芸術学部) - 振付師。HK-グラウンド代表取締役
- 本間憲一（文理学部）- 演出家、振付家、俳優
- 四戸賢治（芸術学部）- 振付家・ダンサー。大東京舞踊団、ELTEN主宰
- 島田廣（法文学部芸術科）バレエダンサー、振付家、バレエ指導者
- 前田清実（芸術学部）- 舞踊家、振付家
- 佐々木忠次（芸術学部）- インプレサリオ、著作家。東京バレエ団総監督、日本舞台芸術振興会（略称NBS）専務理事
- 舘形比呂一 (芸術学部）- 舞踊家、振付家、俳優。THE CONVOY(ザ・コンボイ）のメンバー
- 元藤燁子（芸術科）- 舞踏家、土方巽記念資料館館長、アスベスト館館長
- 三浦亨（芸術学部）- 振付師、ダンサー
- 岡田辰夫（文理学部）- 舞台音響技術者、音響講師、PAエンジニア
- 大山豊 (音響効果)
- 赤塚不二夫 (音響技術者) （芸術学部）
- 柏原満（芸術学部）- 音響効果技師。東京演劇音響研究所所属
- 加藤敏 (音響監督)（芸術学部）
- 志村明（芸術学部）- PAエンジニア
- 阿部作二 - 録音効果技師
- 金子正男（芸術学部） - メディアプロデューサー

### 写真
- 飯沢耕太郎（芸術学部） - 写真評論家
- 一ノ瀬泰造（芸術学部） - 写真家
- 岩合徳光（中退、芸術学部）- 写真家
- 石川賢治（芸術学部）- 写真家
- 石田晃久（芸術学部）- 写真家
- 井上宗和（拓殖学部）- 写真家　城郭・ワイン研究・評論家
- 上原ゼンジ (経済学部）- 写真家
- 植田信（芸術学部）- 写真家
- 小野隆弘（中退、芸術学部）- 写真家
- 大久保通方（中退、芸術学部）- 写真家
- 岡村崔（旧工学部中退）- 写真家
- 小神野真弘（芸術学部）- 写真家、ジャーナリスト、ウェブディレクター
- 大森克己（中退、芸術学部）- 写真家
- 大石芳野（芸術学部）- 写真家 土門拳賞受賞
- 小川重雄（芸術学部）- 建築写真家
- 小沢健志 (法文学部) - 写真評論家、写真研究家
- 神立尚紀（芸術学部）- 写真家、ノンフィクション作家
- 加藤雅昭（芸術学部）- 写真家
- 甲斐彰（芸術学部）- 写真家、フービズム(HOOBISM)作家
- 金丸重嶺（芸術学部）- 写真家
- 金沢靖 (法学部）- 建築写真家
- 河合孝雄（芸術学部）- 写真家
- 河合蘭（中退、芸術学部） - 写真家　ジャーナリスト、評論家
- 行田哲夫（中退、芸術学部） - 写真家
- 木津智史（芸術学部）- 写真家
- 木村仲久（旧工学部）- 写真家
- 杵島隆（芸術学部） - 写真家
- 北井一夫（中退、芸術学部） - 写真家
- 熊切圭介（芸術学部） - 写真家
- 久保田昭人（芸術学部）- 写真家
- 久我秀樹（芸術学部） - 写真家
- 後藤鉄郎（芸術学部）- 写真家
- 五味彬（芸術学部）- 写真家
- 小池潜（理工学部）- 山岳写真家
- 小平尚典（芸術学部）- 写真家
- 小林稔（芸術学部） - 自動車写真家
- 沢渡朔（芸術学部）- 写真家
- 坂田栄一郎（芸術学部） - 写真家、土門拳賞受賞
- 櫻井寛（芸術学部） - 鉄道写真家
- 齋藤康一（芸術学部） - 写真家
- 佐藤秀明（芸術学部）- 写真家
- 佐伯泰英（芸術学部）- 小説家、写真家
- 佐久間里美（中退、芸術学部） - 写真家
- 柴田秀一郎 (法学部）- 建築写真家
- 塩谷定好（芸術学部）- 写真家
- 篠山紀信（芸術学部）- 写真家
- 白川義員（芸術学部）- 写真家
- 杉山宣嗣（芸術学部）- 写真家
- 杉山慧（芸術学部）- 鉄道写真家
- 須田慎太郎（芸術学部）- 写真家
- 須崎祐次（芸術学部）- 写真家
- 諏訪光二（中退、芸術学部） - 写真家
- 鈴木智彦（中退、芸術学部） - 写真家
- 妹尾三郎（芸術学部） - 写真家
- 田中長徳（芸術学部） - 写真家・カメラ評論家
- 田中欣一（芸術学部）- 写真家
- 竹脇献（芸術学部）- 写真家
- 丹野章（芸術学部）- 写真家
- 武内俊明（芸術学部中退）- 写真家
- 高梨豊（芸術学部） - 写真家
- 高嶋ちぐさ（芸術学部）- 舞台写真家、トラベルジャーナリスト
- 竹見脩吾（芸術学部） - 写真家
- 坪内隆直（芸術学部）- 写真家
- 土門拳（専門部法科中退）- 写真家
- 並河萬里（芸術学部）- 写真家
- 中井幸一 (芸術学部）-　写真評論家、広告評論家
- 中平穂積 (芸術学部）- ジャズ・フォトグラファー
- 中村昇（芸術学部）- 写真家
- 野口里佳（芸術学部） - 写真家
- 野村貞方（芸術学部）- 写真家。アーティスト
- 野上透（芸術学部）- 写真家
- 橋本雅司（芸術学部）- 写真家
- 早見紀章（芸術学部）- 写真家
- 広部俊明（文理学部） - 水中カメラマン・水中探検家、ミュージシャン
- 平間至（芸術学部） - 写真家
- 平地勲（中退、芸術学部） - 写真家
- 深瀬昌久（芸術学部） - 写真家
- 藤井秀樹（芸術学部）- 写真家
- 福田幸広（農獣医学部）- 動物写真家
- 細倉真弓（芸術学部）- 写真家
- ホンマタカシ（芸術学部） - 写真家
- 増田彰久（芸術学部）- 写真家
- 松本徳彦（芸術学部）- 写真評論家、写真家
- 宮澤正明（芸術学部）- 写真家
- 宮嶋茂樹（芸術学部）- 報道カメラマン
- 宮本敬文（芸術学部）- 写真家・映画監督・小説家。
- 三留理男（芸術学部）- 報道カメラマン
- 三橋純（芸術学部）- 写真家
- 三好耕三（芸術学部）- 写真家
- 緑川洋一 (専門部歯科医学校） - 写真家、歯科医師
- 諸河久（経済学部） - 鉄道写真家
- 毛利甚八（芸術学部）- 写真家、フリーライター
- 森永純 (芸術学部) - 写真家
- 安村崇（芸術学部） - 写真家
- 山崎友也（芸術学部）- 鉄道写真家
- 山村雅昭（芸術学部）- 写真家
- 横須賀功光（芸術学部） - 写真家
- 横木安良夫（芸術学部）- 写真家
- 横江文憲（芸術学部）- 写真評論家
- 吉村朗（芸術学部）- 写真家
- 脇リギオ（芸術学部） - 写真家
- 渡辺典博（芸術学部）- 写真家

### 建築
- 黒沢隆（理工学部経営工学科） - 建築家・建築評論家
- 荒知幾（芸術学部） - 建築家・インテリアデザイナー
- 安達守弘（旧工学部）- 建築構造家。長崎総合科学大学名誉教授。元同大学工学部長
- 安藤暢彦（大学院）- 建築家
- 安部貞司（理工学研究科）- 建築家
- 天野彰（理工学部経営工学科）- 建築家
- 上利益弘（理工学部） - 建築家
- 青沼克明（理工学部） - 建築家
- 秋元和雄（旧工学部） - 建築家
- 秋月直道（理工学部） - 建築家
- 赤羽輝臣（理工学部）- 建築家
- 芦屋真人（生産工学部）- 建築家
- 飯山千里（理工学部）- 建築家
- 飯嶋義一（理工学部）- 建築家
- 飯塚章（理工学部） - 建築家
- 磯﨑洋才（理工学部）- 建築家
- 今川憲英（理工学部） - 建築家、構造家、東京電機大学教授
- 今井徹也（短期大学部） - 建築家
- 今井秀明（生産工学部） - 建築家
- 今村雅樹（理工学部） - 建築家、日本大学理工学部教授
- 泉幸甫（生産工学部） - 建築家、日本大学生産工学部教授
- 入之内瑛（理工学部） - 建築家
- 岩川卓也（理工学部） - 建築家
- 岩重昌興（理工学部） - 建築家
- 岩﨑孝一（理工学部）- 建築家
- 岩井光男（理工学部） - 建築家
- 岩本弘光（理工学部） - 建築家
- 石田壽一（理工学部） - 建築家、建築学者、東北大学大学院教授
- 石山幸夫（芸術学部） - 建築家
- 石崎哲也（理工学部）- 建築家
- 伊藤喜三郎（旧工学部） - 建築家
- 井上博明（生産工学部）- 建築家
- 五十嵐正（旧工学部） - 建築家
- 市村博（理工学部） - 建築家
- 市川三千男（工学部） - 建築家
- 浦進悟（理工学部）- 建築技術者、大林組取締役
- 内村綾乃（生産工学部） - 建築家
- 梅沢良三（理工学部） - 構造家
- 江口征男（理工学部） - 建築家
- 江泉光哲（理工学部）- 建築家
- 榎本雅夫（理工学部） - 建築家
- 遠藤誠（理工学部）- 建築家
- 緒方理一郎（理工学部） - 建築家
- 大野博史（理工学部） - 建築構造家
- 大木雅彦（理工学部） - 建築構造家
- 大野二郎（理工学部） - 建築家
- 大杉喜彦（芸術学部） - 建築家
- 大西正紀（理工学部）- 編集者／建築家
- 大平貴臣（大学院）- 建築家
- 大河原淳一郎（理工学部） - 建築家
- 大谷浩一郎 - 建築家
- 大内達史 - 建築家
- 大内宏友（生産工学部、大学院）- 建築家、建築学者、日本大学教授
- 大角雄三（理工学部）- 建築家
- 小山文雄（理工学部） - 建築家
- 小川晋一（芸術学部） - 建築家、近畿大学工学部建築学科教授
- 小井義信（理工学部） - 建築家
- 小川広次（理工学部） - 建築家
- 小野隆生（工学部） - 建築家
- 小野正弘（旧工学部） - 建築家
- 小野志門（理工学部）- 建築家
- 小町幸生（理工学部）- 建築家
- 岡野栄一（理工学部） - 建築家
- 奥村三男（理工学部） - 建築家
- 奥村徹（工学部）- 建築家
- 落合正行（理工学部）- 建築家
- 押田洋治（理工学部） - 建築家
- 押川照三（大学院芸術学研究科）- 建築家
- 川越裕章（理工学部）- 建築家
- 川手昭二（旧工学部） - 建築家、都市計画家、研究者、筑波大学名誉教授、芝浦工業大学教授
- 川上堅次（理工学部） - 建築家
- 川原秀仁（理工学部） - 建築家
- 川又哲也（理工学部）- 構造家
- 川島啓道（理工学部） - 建築家
- 川島茂（理工学部）- 建築家
- 川口とし子（理工学部） - 建築家、長岡造形大学教授
- 川手謙介（生産工学部）- 建築家
- 陰山日出也（理工学部）- 建築家
- 加藤昇（生産工学部）- 建築家
- 神子久忠（理工学部） - 建築家
- 金子修司（理工学部） - 建築家
- 金井直（理工学部）- 建築家
- 金田勝徳（理工学部） - 建築構造家、芝浦工業大学特任教授
- 亀井幸次郎（旧工学部） - 都市計画家、都市計画学者、建築防災学者
- 片渕重幸（理工学部） - 建築家
- 香川昌美（理工学部） - 建築家
- 笠嶋淑恵（理工学部） - 建築家
- 笠井一郎（理工学部） - 建築家
- 菅野龍（工学部）- 建築家
- 清孝英（理工学部） - 建築家
- 城戸崎博孝（理工学部） - 建築家
- 木内厚子（理工学部） - 建築家
- 岸田佳晃（理工学部）- 建築家
- 北村直也（理工学部）- 建築家
- 北川健太（理工学部）- 建築家
- 金正熙（旧工学部) - 都市計画家・建築家
- 栗山政雄（工学部） - 建築家
- 郡山貞子（生産工学部） - 建築家
- 黒木実（短期大学部） - 建築家
- 黒川泰孝（理工学部） - 建築家
- 工藤晃一（理工学部） - 建築構造家
- 熊谷平一郎（理工学部） - 建築家
- 窪田勝文（工学部） - 建築家
- 古河原美津子（理工学部） - 建築家
- 國武陽一郎（理工学部） - 建築家
- 國眼一成（理工学部）- 建築家
- 國分守（理工学部）- 建築家
- 小島健志（生産工学部）- 建築技術者
- 小平惠一（理工学部） - 建築家
- 小玉功（理工学部） - 建築家
- 小林恒 - 建築家
- 小林美夫（旧工学部） - 建築家、日本大学名誉教授
- 小西泰孝（大学院）- 建築構造家。武蔵野美術大学教授
- 齋藤由和（生産工学部） - 建築家
- 佐藤浩平（理工学部） - 建築家
- 佐藤信博（理工学部） - 建築家
- 佐藤文（理工学部） - 建築家
- 佐藤光彦（理工学部） - 建築家、日本大学大学院教授
- 佐川旭（工学部） - 建築家
- 坂倉竹之助（理工学部） - 建築家
- 境沢孝（理工学部） - 建築家
- 白井誠（理工学部） - 建築家
- 白井功（理工学部） - 建築家
- 白江龍三（理工学部） - 建築家
- 清水公夫（理工学部） - 建築家
- 繁野繁造（高等工学校）- 建築家
- 椎名英三（理工学部） - 建築家
- 末松政孝（旧工学部） - 建築家
- 菅原大輔（理工学部） - 建築家
- 菅哲生（理工学部） - 建築家
- 杉浦定雄 (理工学部経営工学科) - 建築家
- 杉浦洋平（理工学部）- 建築家
- 荘司孝衛（理工学部） - 建築家
- 徐光（理工学部） - 建築家
- 嶋田幸男（理工学部）- 建築家
- 鈴木清次（旧工学部） - 建築家
- 鈴木実（理工学部） - 建築家
- 鈴木智香子（理工学部）- 建築家
- 鈴木俊作（理工学部）- 建築家
- 関本竜太（理工学部） - 建築家
- 染谷正弘（理工学部） - 建築家
- 瀬尾敏明（理工学部Ⅱ部中退）- 建築家
- 園田邦之（理工学部）- 建築技術者、元大成建設取締役
- 高橋武士（専門部） - 建築家
- 高橋邦明（生産工学部） - 建築家
- 髙橋敏彦（理工学部） - 建築家、政治家（北上市長）
- 高橋修（理工学部）- 建築家
- 高階澄人（理工学部）- 建築家
- 高宮眞介（理工学部） - 建築家、元日本大学理工学部教授
- 田島達也（理工学部） - 建築家
- 田井勝馬（理工学部） - 建築家
- 田辺恵一（芸術学部） - 建築家
- 田中雅美（理工学部） - 建築家
- 田島正陽（理工学部） - 建築家
- 多田脩二（理工学部） - 建築構造家、千葉工業大学准教授
- 夛田吉宏（理工学部）- 建築家
- 竹ノ内洋一郎（理工学部） - 建築家
- 竹松和利（法学部）- 建築家
- 津村栄一（理工学部） - 構造家
- 坪井善道（理工学部） - 建築家・都市計画家及研究者。日本大学名誉教授
- 土屋毅（法学部）- 建築家
- 常川貴扶（理工学部） - 建築家
- 都祭芳明（理工学部） - 建築構造家
- 鍋島千恵（生産工学部） - 建築家
- 仲亀清進（理工学部） - 建築家
- 仲條雪（理工学部） - 建築家
- 永山正博（理工学部） - 建築家
- 長岐侃（理工学部） - 建築家
- 長井義紀（理工学部） - 建築家
- 成川正明（理工学部） - 建築家
- 成瀬嘉一（旧工学部） - 建築家
- 中野好文（理工学部） - 建築行政職、特別区建築主事、東京都足立区助役
- 中田捷夫（理工学部） - 構造家、東京理科大学教授
- 中村和基（理工学部） - 建築家
- 中村八郎（理工学研究科） - 都市計画家、都市防災対策専門家
- 中平勝（生産工学部） - 建築家
- 中林仁子（理工学部）- 建築家
- 西見高明（理工学部） - 建築家
- 西倉努（工学部） - 建築家
- 西崎暢仁（理工学部）- 建築家
- 根來宏典（理工学部） - 建築家
- 野沢誠（理工学部） - 建築家
- 野老正昭（旧工学部） - 建築家
- 播繁（理工学部） - 建築構造家
- 橋本功（理工学部） - 建築家
- 服部力（理工学部） - 建築家
- 馬場兼伸（理工学部） - 建築家
- 平賀国夫（理工学部）建築家
- 平川國一（理工学部） - 建築家
- 平松良洋（理工学部）- 建築家
- 樋口修（理工学部） - 建築家
- 久田基治（理工学部） - 構造家
- 久冨敏明（理工学部）- 建築家、摂南大学教授
- 日比生寛史（生産工学部） - 建築家
- 廣部剛司（理工学部） - 建築家
- 福田昭一（理工学部） - 建築家
- 藤田雄介（生産工学部）- 建築家
- 藤井純子（理工学部） - 建築家
- 藤原保夫（理工学部） - 建築家
- 藤下高士（理工学部）- 構造設計士
- 藤山哲朗（理工学部） - 建築家、神戸芸術工科大学環境・建築デザイン学科准教授
- 藤居秀男（理工学部） - 建築家
- 福島賢哉（理工学部） - 建築家
- 福島孝志（理工学部）- 構造家
- 福田創（理工学部） - 建築家
- 福井啓介（理工学部）- 建築家
- 藤村勝（理工学部）- 構造家
- 古田秀行（生産工学部）- 建築家
- 堀部安嗣（理工学部） - 建築家
- 堀越義章（第二工学部）- まちづくり専門家
- 堀尾浩（理工学部） - 建築家
- 細田雅春（理工学部） - 建築家
- 前田敦（理工学部） - 建築家
- 前田光一（芸術学部） - 建築家
- 松崎正寿（理工学部） - 建築家
- 松本清（理工学部） - 建築家
- 松永務（理工学部） - 建築家
- 松川昌弘（理工学部）- 建築家
- 間田真矢（工学部）- 建築家
- 間藤早太（理工学部）- 建築構造家、ものつくり大学教授
- 宮川英二（旧工学部）建築家。日本大学名誉教授
- 宮崎隆光（理工学部）- 建築技術者、清水建設顧問
- 宮崎均（理工学部） - 建築家、工学博士、前橋工科大学大学院工学研究科教授
- 宮﨑勲（生産工学部）- 建築家
- 南谷修（理工学部）- 建築技術者、元鹿島建設取締役
- 三浦周治（理工学部） - 建築家
- 三浦敏伸（工学部） - 建築家
- 三好礼益（理工学部）- 建築家
- 水谷硯之（理工学部） - 建築家
- 水野吉樹（理工学部）- 建築家
- 蓑原敬（理工学部） - 都市計画家
- 森勢郁生（理工学部） - 都市計画家、都市防災対策専門家
- 森川啓介（理工学部）- 建築家
- 山梨清松（理工学部）- 建築家
- 山口省一（理工学部） - 建築家
- 山口幹幸（理工学部） - 建築家
- 山下登（理工学部）- 建築家
- 山﨑栄介（理工学部）- 建築家
- 山中新太郎（理工学部） - 建築家、日本大学理工学部教授
- 山本長水（旧工学部） - 建築家、高知工科大学客員教授
- 山本洋二郎（芸術学部） - 建築家、日本大学理工学部准教授
- 山本理顕（理工学部） - 建築家、元工学院大学教授、元Y-GSA校長・横浜国立大学大学院教授、日本大学大学院特任教授、名古屋造形大学学長、プリツカー賞受賞者
- 山田達也（理工学部）- 構造家
- 矢作昌生（理工学部） - 建築家
- 矢﨑博一（生産工学部）- 建築家
- 矢沢秀周（理工学部） - 建築構造家
- 横河健（芸術学部） - 建築家、日本大学理工学部教授
- 横須賀満夫（理工学部） - 建築家
- 横堀将之（理工学部）- 建築家
- 横村隆子（理工学部）- 建築家
- 横井創馬（理工学部）- 建築家
- 米村和夫（理工学部） - 建築家
- 吉野誠一（理工学部）- 構造家
- 吉田明弘（工学部） - 建築家
- 吉岡三樹（旧工学部）- 建築家
- 若木滋 (旧工学部) - 建築家、日本大学名誉教授
- 渡辺岳彦（生産工学部）- 建築家
- 渡辺明（理工学部工業経営学科） - 建築家
- 渡辺邦夫（理工学部） - 建築構造家
- 渡辺真元（理工学部）- 建築家

### 美術・技芸/デザイナー・クリエイター
- 毛利隆雄 (法学部) - バーテンダー
- 亀井忠雄（芸術学部）- 能楽師（葛野流大鼓方）人間国宝（重要無形文化財保持者各個認定)
- 草場一壽 - 陶彩画作家、芸術家、絵本作家、映画監督
- 天野安喜子（文理学部、大学院芸術学）- 女性花火師鍵屋15代目宗家。元柔道選手、国際柔道連盟審判員
- 小堀文雄（専門部国文学科）- 茶道家、小堀遠州流第15世家元。号は「宗通」
- 小堀健作（文理学部）- 茶道家、小堀遠州流第16世家元。号は「宗圓」
- 橘右龍（文理学部）- 橘流寄席文字書家。寄席文字橘会理事
- 石井満隆（芸術学部）- 舞踏家、舞台芸術家
- 蜷川式胤（法学部）- 古美術研究家
- 荒井良二（芸術学部）- 絵本作家
- 武田美穂（中退、芸術学部） - 絵本作家
- 宮西達也（芸術学部）- 絵本作家
- 高田ひろお (法学部）- 絵本作家
- なかえよしを（芸術学部）- 絵本作家
- 梶山俊夫（芸術学部）- 絵本作家
- 上野紀子（芸術学部）- 絵本作家
- 松本えつを（芸術学部）- 絵本作家
- 土田義晴（芸術学部）- 絵本作家
- 永山マキ（芸術学部）- 絵本作家　シンガーソングライター
- 山本真嗣（芸術学部）- 絵本作家
- 笠原邦彦（芸術学部）- 折り紙作家
- 森佐一（芸術学部）- 造形作家
- 太田隆司（芸術学部）- ペーパークラフト作家
- 川瀬敏郎（芸術学部）- 花人
- 星進（芸術学部) - 造園家・作庭家
- 金綱重治（文理学部) - 造園家・作庭家
- 高田和己（生産工学部) - 造園家、東武緑地支店長
- 吉谷桂子（芸術学部) - 園芸家・ガーデンデザイナー
- 石見茂夫（農獣医学部）- ランドスケープアーキテクト、フィンランド健康福祉センター東京事務所代表
- 石内展行（高等工学校）- 造園家。多摩動物公園長、恩賜上野動物園長、東京都造園緑化業協会専務理事等歴任
- 雨宮淳（芸術学部）- 彫刻家
- 雨宮敬子（芸術学部）- 彫刻家
- 内山翔二郎（芸術学部）- 彫刻家
- 鞍掛純一（芸術学部）- 彫刻家、日本大学教授
- 岡孝博（芸術学部）- 彫刻家
- 田中治彦 (農獣医学部) - 彫刻家、ジュエリーアーティスト
- 大成哲（芸術学部）- 彫刻家
- 土屋公雄（芸術学部）- 彫刻家　環境造形アーティスト。愛知県立芸術大学美術学部教授、武蔵野美術大学建築学科客員教授、日本大学芸術学部客員教授
- 月形那比古（芸術学部）- 陶芸家
- 今野安健（芸術学部）- 陶芸家
- 尾前喜八郎（芸術学部）- 陶芸家
- 井上辰夫（専門部中退）- 画家
- 中村宏（芸術学部）- 画家
- 金子國義（芸術学部）- 画家
- 福井爽人（中退）- 日本画家
- 小谷津任牛（中退）- 日本画家
- 小杉小二郎（芸術学部）- 洋画家
- 井上秀樹（芸術学部）- 洋画家
- 前原冬樹（芸術学部中退）- 洋画家
- 金煥基（美術科）- 洋画家、元ソウル大学校美術大学、弘益大学校美術大学教授
- 菊谷栄（法文学部）- 画家、喜劇作家
- 大場伸之（芸術学部）- 画家、旅行作家
- 具本雄 - 画家、彫刻家、美術評論家
- 田中岑(芸術科) - 洋画家
- 西村元三朗(専門部芸術科) - 洋画家
- 廣幡憲 (中退）- 洋画家
- 井出岳水（芸術学部）- 版画家、日本画家
- 辻田邦夫（芸術学部中退）- アニメーションの色彩設定者
- オノサト・トシノブ（旧工学部）- 抽象画家、芸術家
- 五十嵐仁之（芸術学部）- 画家、イラストレーター
- たなかみさき（芸術学部）- イラストレーター
- 安西水丸（芸術学部）- イラストレーター
- 石原豪人（芸術学部）- イラストレーター, グラフィックデザイナー
- ウラケン・ボルボックス（芸術学部） - イラストレーター、漫画家
- おおたうに（芸術学部） - イラストレーター
- なかだえり（生産工学部） - イラストレーター
- 小塚類子（芸術学部） - イラストレーター
- 大矢正和（理工学部） - イラストレーター
- 佐野川暢（商学部） - イラストレーター
- 田村映二（芸術学部）- 立体イラストレーター
- 百井紘子（理工学部）- ポップアップアーティスト
- 山口勝弘（工学部予科→法学部）- 前衛芸術家。筑波大学名誉教授、神戸芸術工科大学名誉教授
- 池田光宏（芸術学部）- 美術家
- 原口典之（芸術学部）- 美術家
- 沼田識史(法学部) - 現代美術家
- 李禹煥 - 現代美術家、多摩美術大学名誉教授
- 木村俊幸（芸術学部）- 現代美術家、VFXクリエーター
- 飯田高誉（法学部）- キュレーター
- 水之江忠臣 - 家具デザイナー
- 大石一雄（芸術学部）- 玩具デザイナー
- 藤城嘘（芸術学部）- アーティスト
- カブ（芸術学部）- アーティスト
- 藤川靖彦 (芸術学部) - アートディレクター。エフェメラル・アーティスト
- 対比地一正（芸術学部）- 美術家、コンテンポラリー・アーティスト、アートディレクター
- 小林崇（芸術学部）- ツリーハウスクリエーター
- 宮口明子（芸術学部）- クリエーター（mi-ri meter）
- 笠置秀紀（芸術学部）- クリエーター（mi-ri meter）
- 杉本伸 - イベントプロデューサーエグゼクティブ・プロデューサー 京都造形芸術大学客員教授
- 大西藍（芸術学部）- クリエイティブディレクター
- 柴田浩一 (法学部）- ジャズイベントプロデューサー
- 井上泰幸（芸術学部）- キャラクターデザイナー
- 熊谷健（芸術学部）- キャラクターデザイナー、プロデューサー、アートクリエイター
- 入江義夫（芸術学部）- 美術デザイナー、造形家
- 秋山具義（芸術学部） - アートディレクター
- 大平貴之（理工学部） - プラネタリウムクリエイター、メガスター開発者
- 大石一雄（芸術学部）- メカニックデザイナー
- 岡田有章（文理学部）- アニメーション美術監督、メカニカルデザイナー
- 片岡哲（芸術学部）- プロダクトデザイナー
- 角舘政英（理工学部） - 照明デザイナー
- 日下部みどり子（法学部中退） - マルチクリエイター
- 小泉貴之（理工学部）- アートディレクター、グラフィックデザイナー
- 古賀祐三（理工学部） - エンジニア・クリエイター。有限会社遊造代表。オーロラ中継プロジェクト「Live!オーロラ」の主宰
- 加藤眞（理工学部旧工業経営学科） - レーシングカー・デザイナー
- 園勲夫（芸術学部） - カーデザイナー
- 中村至男（芸術学部）- グラフィックデザイナー
- 柳原慧（芸術学部）- グラフィックデザイナー、小説家、推理作家
- 森啓 (グラフィックデザイナー)（芸術学部）- グラフィックデザイナー 女子美術大学大学院客員教授。
- 中西忠司（芸術学部）- セットデザイナー 美術プロデューサー
- 西尾有未（芸術学部）- デザイナー、アートディレクター
- 原田恭明（藝術学部）- セットデザイナー, 美術監督
- ほうとうひろし（芸術学部）- エディトリアルデザイナー
- 松井龍哉（芸術学部）- ロボットデザイナー
- 水口哲也（芸術学部）- ゲームクリエイター　慶應義塾大学大学院特任教授
- 飯島多紀哉（芸術学部）- ゲームクリエイター、小説家
- 小高和剛 (芸術学部) - ゲームクリエイター、作家
- 山名学（生産工学部）- ゲームクリエイター、プログラマ（ドラゴンクエストなど）
- 河野力（工学部）　ゲームクリエイター
- 坂本正吾 (芸術学部) - ゲームシナリオライター、声優
- 北瀬佳範（芸術学部）- ゲームプロデューサー
- 市村龍太郎（法学部) - ゲームプロデューサー
- 杉山芳樹 - ゲームプロデューサー
- 山本寛斎（文理学部中退） - ファッションデザイナー
- 福冨芳美（芸術学部）- ファッションデザイナー、教育者
- 山崎春美（芸術学部中退）- クリエイター、ロックミュージシャン、編集者、ライター
- 高杉弾（芸術学部文芸学科中退）- クリエイター、編集者、文筆家、AV監督
- 浜野安宏（芸術学部）- ライフスタイルプロデューサー
- 山口明（理工学部）- 技能者・左官職人

### 漫画
- 杉浦日向子（芸術学部中退） - 漫画家（『百日紅』など）、江戸風俗研究家
- 青山剛昌（芸術学部）- 漫画家（『名探偵コナン』など）
- 阿部ゆたか（芸術学部中退） - 漫画家
- 伊藤逸平（芸術学部）- 写真・漫画評論家。
- 井上三太（商学部） - 漫画家
- 井上ポルノ（生物資源科学部）- 漫画家、イラストレーター
- 板井れんたろう(商学部) - 漫画家
- 永久保貴一（文理学部） - 漫画家（『カルラ舞う!-変幻退魔夜行-』など）
- 大倉第（森々れもん）（芸術学部） - 児童漫画家、イラストレーター
- 大山海（芸術学部）- 漫画家
- 沖野ヨーコ（芸術学部）- 漫画家
- 尾上龍太郎（芸術学部）- 漫画家
- 神田正宏（文理学部） - 漫画家（『新武者ガンダム 七人の超将軍』など）
- 小林銅蟲（生物資源科学部）- 漫画家
- 小出真朱（芸術学部）- 漫画家、ライター、実業家。
- 好美のぼる - 漫画家
- 志水圭（芸術学部）- 漫画家
- 鈴木ともこ（芸術学部）- 漫画家、エッセイスト
- 末松正博（法学部） - 漫画家（『右曲がりのダンディー』など）
- そらあすか（芸術学部）- 漫画家、イラストレーター
- 曽田正人（中退） - 漫画家（『め組の大吾』など）
- 立原あゆみ（芸術学部）- 漫画家（『本気!』など）
- たけやまたけを（芸術学部）- 漫画家（『桜2号』など）
- 竹本泉（経済学部） - 漫画家（『あおいちゃんパニック!』など）
- 瀧波ユカリ（芸術学部）- 漫画家（『臨死!!江古田ちゃん』など）
- ツジトモ（芸術学部）- 漫画家、イラストレーター
- 乃木坂太郎（芸術学部）- 漫画家（『医龍-Team Medical Dragon-』など）
- 荻野眞弓（芸術学部）- 漫画家
- 林正之（文理学部） - 漫画家
- 比古地朔弥（芸術学部）- 漫画家
- 福元一義（芸術学部）- 漫画家、漫画編集者
- 藤田和日郎（法学部） - 漫画家（『うしおととら』など）
- ほづみりや（生物資源科学部）- 漫画家
- まんきつ（芸術学部）- 漫画家
- 松林悟（法学部） - 漫画家
- 三浦建太郎（芸術学部）- 漫画家（『ベルセルク』など）
- 森恒二（芸術学部）- 漫画家
- 本山理咲(商学部) - 漫画家
- 水谷とおる（法学部） - 漫画家、イラストレーター（『同級生』『センチメンタルグラフィティ』など）
- もりたじゅん（芸術学部）- 漫画家、夫は漫画家の本宮ひろ志
- 須本壮一（本そういち） - 漫画家
- YASCORN（芸術学部） - 漫画家
- 山崎匡佑（芸術学部） - 漫画家
- 八津弘幸（芸術学部）- 漫画原作者、脚本家
- 中澤浩史（芸術学部中退）- 漫画原作者。構成作家

### 生活
- ドクター・コパ - 風水師、建築士、愛知工業大学客員教授
- 嶋田ちあき（芸術学部中退）- ヘアメイクアップアーティスト
- 小林ひろ美（芸術学部）- ビューティディレクター
- 佐藤由美子（芸術学部）
- 海老原美代子（文理学部）- 気象予報士
- 木村比査子 - 気象予報士
- 白石憲浩 (法学部）- 放送局員、気象予報士、元アナウンサー
- 桜沢信司 - 気象予報士・元アナウンサー
- 白井ゆかり (気象キャスター) (芸術学部) - 気象キャスター
- 小野恵美 (文理学部) - ウェザーキャスター
- 沢浩 (歯学部) - アマチュアマジシャン。本業は歯科医師
- 高木慎一朗 - 料理人。料亭「日本料理 銭屋」主人
- 結城貢（経済学部） - 料理研究家
- 吉田真希子（文理学部） - 料理研究家、タレント
- やすひさてっぺい（経済学部）- 料理研究家、実業家
- 田中京 (音楽評論家) (法学部)- 料理研究家、音楽評論家、音楽家、作家。田中角栄の長男
- 宮澤真理（芸術学部）- 料理研究家、お弁当アーティスト
- 多田羅りか（経済学部）- 雑穀料理研究家　フリーアナウンサー、スポーツキャスター
- 武内伸（理工学部）- ラーメン評論家
- 中島誠之助（農獣医学部） - 骨董鑑定士
- 山口節生 (法学研究科)  - 不動産鑑定士

### 医療・医学
- 相川佳之 (医学部) - 美容外科医、SBCメディカルグループ(湘南美容クリニック他)総括院長
- 池田優子 - 美容外科医
- 石井禮次郎 (医学部) - 医師。聖母幼稚園理事長
- 岡安大仁（医学部）- 医学者。医師、元日本大学医学部教授。元日本歯科大学客員教授
- 織田五二七（医学部）- 医師・作家
- 山形基夫（医学部）- 外科医師 元駿河台日本大学病院外科部長
- 深谷伊三郎 - 鍼灸師
- 柳谷素霊 - 鍼灸師
- 高柳信也 - 鍼灸師・柔道整復師。元トヨタ自動車女子バスケットボール部コンディショニングコーチ
- 久野秀隆（芸術学部）- 介護予防トレーナー、文化人。有限会社ビーアウェイク代表取締役。株式会社SDM所属
- 中山清 - 柔術家武道家、伝統医。日本武道医学会設立者、日本武道医学創始者
- 久野秀隆（芸術学部）- 高齢者介護予防専門運動指導者
- 小林篤史（文理学部）- 柔道整復師、鍼灸師、あん摩マッサージ指圧師
- 山口元紀（文理学部）- アスレティックトレーナー
- 大友哲(松戸歯学部) - 歯科医師、アマチュア天文家
- 大久保満男（歯学部) - 歯科医師。元日本歯科医師会会長
- 大野和彦(歯学部) - 歯科医師、日本総義歯補綴学会の会長。日本歯科臨床医学会創設者のひとり
- 片岡芳保(歯学部) - 歯科医師、歯学博士。日本歯科臨床医学会創設者のひとり
- 田沼敦子(博士課程）- 歯科医師、歯学博士、料理評論家
- 西田哲也(歯学部) - 歯科医師、歯学者。日本大学歯学部診療准教授。日本歯周病学会専門医/指導医
- 押鐘篤(専門部歯科) - 歯科医学者、性科学者。日本大学名誉教授。
- 柳澤宗光(歯学部) - 歯科医師、歯学博士、矯正歯科医
- 江澤庸博 (歯学者) - 歯学者、歯科医師
- 北原喜一（歯学部）- 歯科医師。医療法人社団交心会北原学院歯科衛生専門学校の設立者で、元理事長
- 若林健史(松戸歯学部) - 歯科医師。歯学博士。日本歯周病学会認定の歯周病専門医
- 有田博一(松戸歯学部) - 歯科医師。日本歯周病学会の理事
- 宇野澤元春（松戸歯学部） 歯科医師、医学博士、株式会社Dental Prediction代表取締役社長
- 今野裕之(医学部) - 精神科医
- 関口由紀 (医師)(医学部) - 医師
- 大城和恵(医学部) - アマチュア登山家、医師
- 築山節(医学部) - 脳神経外科専門医、北品川クリニック・予防医学センター所長
- 田中完一 (医学部) - 医師、自然保護運動家
- 宿南章 (農獣医学部）- 獣医師、作家
- 小宮山典寛(農獣医学部) - 獣医師
- 江本宏平 (生物資源科学部) - 獣医師

### スポーツ

#### 野球
- 阿井英二郎 - 元プロ野球選手、高校教諭（引退後に通信教育課程入学）
- 会田豊彦 - 元プロ野球選手
- 新井竜郎 - 元プロ野球選手（大映スターズ→大洋ホエールズ）
- 青山誠（経済学部） - 元プロ野球選手
- 赤星優志（スポーツ科学部） - プロ野球選手（読売ジャイアンツ）
- 麻生知史 - 元プロ野球選手（国際関係学部野球部）
- 秋元宏作（中退）- 元プロ野球選手（野球部には所属せず）
- 池田豪（中退）- 元プロ野球選手
- 石塚雅二（中退）- 元プロ野球選手
- 石井宏（文理学部）- 元プロ野球選手
- 石川賢 - 元プロ野球選手、高校教諭・監督
- 石田淳也（経済学部） - 元プロ野球選手
- 和泉貴樹 - 学生野球指導者、元野球部監督、元国際関係学部野球部監督
- 板倉寛樹（中退）- プロ野球選手
- 今泉幸雄 - 元プロ野球選手
- 植原修平 - 元プロ野球選手
- 梅沢直充 - 野球マネージャー
- 江崎照雄 - 元プロ野球選手
- 江村将也（経済学部） - 元プロ野球選手
- 大野隆治（経済学部） - 元プロ野球選手
- 尾形佳紀（経済学部） - 元プロ野球選手、現広島東洋カープスカウト
- 岡村俊昭 - 元プロ野球選手
- 落合英二（経済学部） - 元プロ野球選手、コーチ
- 小倉全由 - 学生野球指導者（野球部には所属せず）
- 大木貴将（中退）- 元プロ野球選手（千葉ロッテマリーンズ）
- 岡田幸文（中退）- 元プロ野球選手（東北楽天ゴールデンイーグルスコーチ）
- 柿沼友哉 - プロ野球選手（千葉ロッテマリーンズ）（国際関係学部野球部）
- 片岡昭吾（経済学部） - 元社会人野球選手、現野球部監督
- 加藤康介（商学部） - 元プロ野球選手
- 上川畑大悟（生産工学部） - プロ野球選手（北海道日本ハムファイターズ）
- 川崎徳次（夜間部）- 元プロ野球選手（読売ジャイアンツ→西鉄ライオンズ）。元・西鉄ライオンズ監督
- 衣川隆夫（文理学部） - 元社会人野球選手、元野球部監督
- 北川博敏（経済学部） - 元プロ野球選手、阪神タイガースコーチ
- 木村広 - 元プロ野球選手
- 京田陽太（法学部） - プロ野球選手（中日ドラゴンズ→横浜DeNAベイスターズ）
- 楠安夫（中退）- 元プロ野球選手
- 黒木基康 - 元プロ野球選手
- 桑原義行（経済学部） - 元プロ野球選手
- 小枝守（文理学部）- 高校野球指導者。元日本大学第三高等学校、拓殖大学紅陵高等学校野球部監督、日本高等学校野球連盟技術・振興委員
- 小林毅二 - プロ野球審判員、前セントラル・リーグ審判部長
- 小松時男 - 元プロ野球選手
- 金博昭（中退）- 元プロ野球選手
- 鬼頭数雄（中退）- 元プロ野球選手
- 栄村隆康 ｰ 元プロ野球審判員、現審判技術指導員
- 佐藤道郎 - 元プロ野球選手
- 佐藤義則 - 元プロ野球選手
- 篠田純平（経済学部） - 元プロ野球選手
- 清水貴之 - 元プロ野球選手（国際関係学部野球部）
- 清水直行（経済学部） - 元プロ野球選手（アテネオリンピック代表）
- 柴田民男 - 元プロ野球選手（横浜大洋ホエールズ）
- 縞田拓弥（文理学部） - 元プロ野球選手（オリックス・バファローズ）
- 下窪陽介（商学部） - 元プロ野球選手
- 白石勝巳（中退） - 元プロ野球選手
- 杉田健（国際関係学部）- プロ野球選手（広島東洋カープ）
- 煤孫伝 - 元プロ野球選手
- 高木時夫 - 元プロ野球選手
- 高根澤力（経済学部） - 元社会人野球選手
- 高畠導宏 - 元プロ野球選手、高校教諭（引退後に通信教育課程入学）
- 館山昌平（経済学部） - 元プロ野球選手（東京ヤクルトスワローズ）
- 田中美羽（文理学部）- 女子野球選手（埼玉西武ライオンズ→読売ジャイアンツ）、ベースボール5選手
- 田宮謙次郎 （中退） - 元プロ野球選手、元茨城県下館市議会議員
- 田村隆寿 - 高校野球指導者。第53回全国高等学校野球選手権大会準優勝投手（準硬式野球部出身）
- 千原陽三郎 - 元プロ野球選手
- 長野久義（生産工学部） - プロ野球選手（読売ジャイアンツ→広島東洋カープ→読売ジャイアンツ）
- 堤内健（商学部） - 元プロ野球選手
- 十亀剣（経済学部） - 元プロ野球選手
- 戸根千明（法学部） - プロ野球選手（読売ジャイアンツ→広島東洋カープ）
- 戸部浩（文理学部） - 元プロ野球選手
- 内藤重人 （中退） - 元プロ野球コーチ
- 長井功一 - プロ野球審判員
- 那須野巧（経済学部） - 元プロ野球選手
- 西沢道夫（中退） - 元プロ野球選手（中部日本軍→金星スターズ→中日ドラゴンズ）。元・中日ドラゴンズ監督
- 根本陸夫（予科出身） - 元プロ野球選手（近鉄パールス）。元・プロ野球監督（福岡ダイエーホークス、広島東洋カープ、西武ライオンズ）
- 野中寿人 - 野球監督、実業家。インドネシアやスリランカ代表監督を歴任
- 服部受弘 - 元プロ野球選手
- 畑野実 - 元プロ野球選手（阪急ブレーブス）
- 林勝 - 元高校野球指導者
- 人見武雄 - 元プロ野球選手
- 別所毅彦（中退）- 元プロ野球選手
- 松井淳 - 元プロ野球選手（国際関係学部野球部）
- 真中満（経済学部） - 元プロ野球選手、元東京ヤクルトスワローズ監督
- 正垣宏倫 - 元プロ野球選手（阪急ブレーブス→広島東洋カープ）
- 三浦真一郎 - 元プロ野球セントラル・リーグ審判員
- 宮田征典（経済学部）- 元プロ野球選手
- 三浦敏一（中退）- 元プロ野球選手
- 村田修一（経済学部） - 元プロ野球選手
- 村山太朗 - プロ野球審判員
- 門奈哲寛（文理学部） - 元プロ野球選手
- 森脇亮介（文理学部） - プロ野球選手（埼玉西武ライオンズに所属)
- 柳理菜（国際関係学部）- 元女子プロ野球選手（埼玉アストライアに所属） →国際関係学部女子硬式野球部監督
- 山崎晃大朗（経済学部） - プロ野球選手（東京ヤクルトスワローズ）
- 弓削隼人（生産工学部） - プロ野球選手（楽天イーグルスに所属）
- 横沢四郎 - 元プロ野球選手
- 吉田一将（法学部） - プロ野球選手（オリックス・バファローズ→オイシックス新潟）
- 吉村典男 - 元プロ野球選手
- 吉野誠（経済学部） - 元プロ野球選手
- 吉原道臣（経済学部） - 元プロ野球選手
- 和田豊（文理学部）- 元プロ野球選手、前阪神タイガース監督
- 渡辺英昭（経済学部） - 元プロ野球選手、現野球部コーチ
- 渡辺博敏 - 元プロ野球選手（西鉄ライオンズ→阪神タイガース）
- 渡邉博幸（経済学部） - 元プロ野球選手、現中日ドラゴンズ内野守備走塁コーチ

#### サッカー
サッカー部に所属していた人物については、Category:日本大学サッカー部の選手を参照のこと。
- 有馬賢二 - 元プロサッカー選手、ファジアーノ岡山FC監督
- 石井孝典 - サッカー指導者、藤枝MYFCフィジカルコーチ
- 岩倉三恵 - サッカー選手。(バレンシアCF・フェメニーノ)
- 石井肇 - 元サッカー選手
- 伊藤剛 (サッカー選手) （福島ユナイテッドFC）
- 植木繁晴 - 元サッカー選手、サッカー指導者
- 岡野雅行（中退） - 元プロサッカー選手、（ガイナーレ鳥取）GM、元日本代表
- 岡本享也 - プロサッカー選手（FC岐阜）
- 岡本隆吾 - 元プロサッカー選手（大宮アルディージャ）
- 小峯拓也 - 元サッカー選手（福島ユナイテッドFC）
- 小野貴裕 - 元サッカー選手、サッカー指導者
- 大塚智之 - 元プロサッカー選手
- 大沼歩加 - 女子サッカー選手（ASエルフェン埼玉）
- 加藤善之 - 元サッカー選手
- 金子拓郎 - サッカー選手
- 木村凌也 - サッカー選手
- キローラン裕人 - 元プロサッカー選手（東京ヴェルディ）
- 小林佑熙 - サッカー選手（AC長野パルセイロ）
- 古沼貞雄 - サッカー指導者
- 後藤純二 - 元サッカー選手
- 杉崎健 - サッカーアナリスト
- 杉本拓也 - プロサッカー選手（藤枝MYFC）
- 鈴木隣 -　サッカー指導者。元北マリアナ諸島代表監督他
- 舘幸希 - サッカー選手（湘南ベルマーレ）
- 谷俊勲 - サッカー選手（アルビレックス新潟シンガポール）
- 高田一美 - 元サッカー選手（元日本代表）
- 段原一詞 - 高校サッカー指導者
- 手塚貴子 - サッカー選手
- 永島昭浩 - 元サッカー選手、サッカー解説者、スポーツキャスター
- 長島裕明 - 元サッカー選手、FC岐阜ヘッドコーチ
- 長峯かおり - 元女子サッカー選手
- 中村直志 - 元プロサッカー選手（名古屋グランパスエイト）
- 根本望央 - 女子サッカー選手
- 長谷川唯 - サッカー選手（マンチェスター・シティWFC）
- 長谷川翔平 - サッカー選手（JFL・FC刈谷）
- 伴京次朗 - フットサル選手（FC.PLEDGE）
- 平川雅之 - サッカー指導者、柏レイソルテクニカルスタッフ
- 星龍太 - フットサル選手（フウガドールすみだ)
- 松林美久 - 女子サッカー選手（日テレ・ベレーザ）
- 松田岳夫 - 元サッカー選手、指導者。JFA 公認S級コーチ
- 牧野美優 - 女子サッカー選手（大宮アルディージャVENTUS）
- 三浦雄介 - サッカー選手 (鈴鹿ポイントゲッターズ)
- 南陽介 - サッカー選手
- 山岸範之 - 元サッカー選手、アビスパ福岡GKコーチ
- 山崎渡 - 元サッカー選手、ザスパクサツ群馬ユース監督
- 山本啓人 - 元プロサッカー選手
- 吉永大志 - サッカー選手 (福島ユナイテッドFC)
- 米田徹 - 元サッカー選手、徳島ヴォルティスコーチ
- 和田拓三 - 元サッカー選手

#### バスケットボール
- 安西智和 - バスケットボール選手・指導者
- 荒順一 - バスケットボール選手・指導者。元新潟アルビレックスBBラビッツヘッドコーチ
- 網野友雄 - 元プロバスケットボール選手、元日本代表
- 天野佳彦 - 元バスケットボール選手
- 井上公男 - バスケットボール指導者
- 石川海斗 - バスケットボール選手（仙台89ERS所属）
- 五十嵐清次 - 元バスケットボール選手、1967年世界選手権に出場
- 一色翔太 - プロバスケットボール選手（サイバーダイン茨城ロボッツ所属）
- 太田敦也 - プロバスケットボール選手（浜松・東三河フェニックス）、元日本代表
- 大場康弘 - 元プロバスケットボール選手、東京アパッチのアシスタントコーチ
- 岡村憲司 - バスケットボール選手・指導者（サイバーダイン茨城ロボッツ選手兼アシスタントヘッドコーチ）
- 折茂武彦 - プロバスケットボール選手（レバンガ北海道）、元日本代表
- 蒲谷正之 - プロバスケットボール選手（三菱電機ダイヤモンドドルフィンズ）、元U-18日本代表、元U-22日本代表
- 上江田勇樹 - プロバスケットボール選手（新潟アルビレックスBB所属）
- 上澤俊喜 - プロバスケットボール選手（広島ドラゴンフライズ所属）
- 梶山信吾 - 元バスケットボール選手。現名古屋ダイヤモンドドルフィンズヘッドコーチ
- 菊地祥平 - プロバスケットボール選手（アルバルク東京所属）
- 日下光 - プロバスケットボール選手（仙台89ers）
- 呉屋貴教 - プロバスケットボール選手（東京アパッチ）
- 栗原奨太 - バスケットボール選手（群馬クレインサンダーズ）
- 栗原貴宏 - バスケットボール選手（川崎ブレイブサンダース所属)
- 近忍 - 男子プロバスケットボール選手(香川ファイブアローズ)
- 駒沢颯 - バスケットボール選手（熊本ヴォルターズ)
- 佐藤清美 - 男子バスケットボール選手、バスケットボール指導者
- 齋藤崇人 - プロバスケットボール選手（新潟アルビレックスBB所属）
- 相楽幸城 - バスケットボール指導者
- 佐久本智 - バスケットボール選手（トヨタ自動車）、元日本代表、バスケットボール指導者（札幌大学ヘッドコーチ）
- 佐野吉宗 - プロバスケットボール選手（浜松・東三河フェニックス）
- 坂田央 - プロバスケットボール選手(島根スサノオマジック)
- 目由紀宏 - 元バスケットボール選手、バスケットボール指導者（東洋大学ヘッドコーチ）
- 塩屋清文 - 元バスケットボール選手
- 城間修平 - 元バスケットボール選手
- 篠山竜青 - バスケットボール選手
- ジャワラジョゼフ - プロバスケットボール選手（茨城ロボッツ所属）
- 新号健 - バスケットボール選手（東京ユナイテッドバスケットボールクラブ所属）
- 関口聡史 - バスケットボール選手 (ファミリーテンス東京所属)
- 杣友厚 - 元バスケットボール選手
- 高原純平 - 元バスケットボール選手
- 高橋耕陽 - バスケットボール選手。滋賀レイクスターズ所属。
- 田中恒利 - 元バスケットボール選手・指導者
- 田中輝明 - 元バスケットボール選手
- 種市幸祐 - 男子プロバスケットボール選手
- 玉田那奈 - 女子バスケットボール選手、アランマーレ秋田所属
- 富永啓之 (バスケットボール) - 元選手。息子は富永啓生
- 宮ノ腰達也 - バスケットボール選手
- 永山誠 - バスケットボール選手
- 仁平拓海 - バスケットボール選手、アースフレンズ東京Z所属
- 仲西翔自 - プロバスケットボール選手（bjリーグ・島根スサノオマジック）
- 長谷川誠 - プロバスケットボール選手（秋田ノーザンハピネッツ）、元日本代表
- 飛田浩明 - バスケットボール選手。ポジションはシューティングガード。豊通ファイティングイーグルス名古屋所属。
- 平山輝武 - 元バスケットボール選手・指導者
- 平岡富士貴 - 元バスケットボール選手
- 古牧昌也 - バスケットボール選手。群馬クレインサンダーズに所属。
- 三浦佑太 - バスケットボール選手
- 門馬圭二郎 - バスケットボール選手、青森ワッツ所属
- 本村亮輔 - バスケットボール選手。熊本ヴォルターズ所属
- 諸山文彦 - 元バスケットボール選手・指導者
- 山田大治 - バスケットボール選手（レラカムイ北海道）、日本代表
- 山根響 - バスケットボール選手、しながわシティ所属

#### バレーボール
- 大江芳弘 - 元選手・混合バレーボール考案者
- 御嶽和也 - 富士フイルム・プラネッツ元選手、コーチ、トレーナー
- 奥村航 - レーヴィス栃木所属
- 郡浩也 - 北海道イエロースターズ所属
- 髙橋塁 - サントリーサンバーズ大阪所属
- 渡邉かや - ヴィクトリーナ姫路所属

#### ハンドボール
- 門山哲也 - ハンドボール選手
- 川端勝茂 - ハンドボール選手
- 田中大介 - ハンドボール選手
- 原健也 - ハンドボール選手
- 松本雅史 - ハンドボール選手
- 水町孝太郎 - ハンドボール選手
- 渡部仁 - ハンドボール選手

#### ラグビー
- 山口良治（中退） - 元ラグビー選手、元日本代表、京都市立伏見工業高等学校ラグビー部元監督
- 安井慎太郎 - ラグビー選手（三菱重工相模原ダイナボアーズ）
- 三友良平 - ラグビー選手（キヤノンイーグルス）
- 松下馨 - 元ラグビー選手
- 馬渕武史 - ラグビー選手（リコーブラックラムズ）
- 細田佳也 - ラグビー選手（NECグリーンロケッツ）
- 藤原誠 - 元ラグビー選手（釜石シーウェイブス）
- 藤原丈嗣 - 元ラグビー選手（サントリーサンゴリアス）、7人制ラグビー元日本代表
- ルイ・ラターヘーパエア - 釜石シーウェイブス元選手
- 中村正寿 - ラグビー選手（リコーブラックラムズ）
- 仲村慎祐 - ラグビー選手（サントリーサンゴリアス）、元日本代表
- 豊田大樹 - ラグビー選手（近鉄ライナーズ）
- マイケル・バー・トロケ - ラグビー選手（NTTコミュニケーションズシャイニングアークス）
- 戸嶋秀夫 - 元ラグビー選手（秋田市役所）、元日本代表
- 手塚洋成 - ラグビー選手
- タウファ・タフィアイバハ優 - ラグビー選手
- タウファ統悦 - ラグビー選手（近鉄ライナーズ）日本代表
- 高橋英明 - 元ラグビー選手
- 武井敬司 - 元ラグビー選手
- 竹澤正祥 - ラグビー選手（日野レッドドルフィンズ）
- 孫昇己 - ラグビー選手（クボタスピアーズ）
- 下地大朋 - ラグビー選手
- 沢木敬介 - サンウルブズ・コーチング・コーディネーター。元ラグビー日本代表選手及び・コーチング・コーディネーター、サントリーサンゴリアス監督など歴任
- 窪田幸一郎 - 元ラグビー選手（NECグリーンロケッツ）、元日本代表
- 北條純一 - 元ラグビー選手（サントリーサンゴリアス）、元日本代表
- 金川禎臣 - ラグビー選手
- 河野好光 - 元ラグビー選手
- 大窪遥 - ラグビー選手
- 大山貴弘 - ラグビー選手（九州電力キューデンヴォルテクス）
- 大野均（工学部） - ラグビー選手（東芝ブレイブルーパス）、元日本代表
- 小川高廣 - ラグビー選手（東芝ブレイブルーパス）
- 庵奥翔太 - ラグビー選手（NTTコミュニケーションズシャイニングアークス）

#### アメリカンフットボール
- 篠竹幹夫 - 元アメリカンフットボール選手、日本大学アメリカンフットボール部元監督、元日本大学教授
- 内田正人 - 元アメリカンフットボール選手、日本大学フェニックス元監督、元日本大学常務理事、保健体育審議会事務局長、人事部長
- 小池大輔 - 元アメリカンフットボール選手、アメリカンフットボール指導者
- 安部奈知 - 元アメリカンフットボール選手、アメリカンフットボール解説者
- 井上奨 - 日本大学アメリカンフットボール部 (通称PHOENIX) の元コーチ及び日本大学豊山高等学校アメリカンフットボール同好会  元臨時コーチ。
- 松岡秀樹 (アメリカンフットボール)

#### ゴルフ
- 浅野慶一 - プロゴルファー
- 飯塚信太郎 - プロゴルファー
- 五十嵐将司 - プロゴルファー
- 池田力 - プロゴルファー
- 池田誠 - プロゴルファー
- 石井忍 - プロゴルファー
- 池原厚 - プロゴルファー
- 市川幹雄 - プロゴルファー
- 伊藤修司 - プロゴルファー
- 伊藤涼太（文理学部中退）- フリーゴルファー
- 今野大喜 - プロゴルファー
- 今野康晴 - プロゴルファー
- 岩崎亜久竜 - プロゴルファー
- 岩橋徹 - プロゴルファー
- 薄大勝 - プロゴルファー
- 大澤和也 - プロゴルファー
- 大西義宏 - レッスンプロゴルファー日本プロゴルフ協会A級ティーチングプロ、元俳優
- 大町昭義 - プロゴルファー
- 大屋和茂 - プロゴルファー
- 大山志保（中退） - プロゴルファー
- 岡地直紀 - プロゴルファー
- 小達敏昭 - プロゴルファー
- 片山晋呉 - プロゴルファー
- 金谷多一郎 - プロゴルファー
- 金子柱憲 - プロゴルファー
- 河井博大 - プロゴルファー
- 川岸良兼 - プロゴルファー
- 窪田茂 - プロゴルファー
- 倉本昌弘 - プロゴルファー
- 小平智 - プロゴルファー
- 小林正則 - プロゴルファー
- 清水大成 - プロゴルファー
- 杉浦悠太 - プロゴルファー
- 鈴木亨 - プロゴルファー
- 高橋勝成 - プロゴルファー
- 高橋竜彦 - プロゴルファー
- 田島創志 - プロゴルファー
- 田中泰二郎 - プロゴルファー
- 西田升平 - プロゴルファー
- 沼澤聖一 - プロゴルファー
- 原口鉄也 - プロゴルファー
- 東尾理子 - プロゴルファー
- 東聡 - プロゴルファー
- 藤木三郎 - プロゴルファー
- 藤間達雄 - プロゴルファー
- 堀川未来夢 - プロゴルファー
- 星野陸也（中退）- プロゴルファー
- 牧野裕 - プロゴルファー
- 松村道央 - プロゴルファー
- 丸山茂樹 - プロゴルファー
- 三橋達也 - プロゴルファー
- 宮本勝昌 - プロゴルファー
- 諸藤将次（中退） - プロゴルファー
- 矢野東 - プロゴルファー
- 山口隆三 - プロゴルファー
- 湯原信光 - プロゴルファー
- 横尾要 - プロゴルファー

#### 卓球
- 荻村伊智朗 - 元卓球選手、国際卓球連盟会長
- 坂田倫子 - 卓球選手、2000年シドニーオリンピック代表
- 田中利明 - 卓球選手
- 成田静司 - 元卓球選手、全日本卓球選手権シングルス優勝
- 福岡春菜 - 元卓球選手、北京オリンピック代表

#### バドミントン
- 早川賢一 - バドミントン選手、2016年リオデジャネイロオリンピック代表
- 早崎修平 - バドミントン選手
- 柏秀樹 (バドミントン選手)
- 川前直樹 - バドミントン選手
- 中西洋介 - 元バドミントン選手 元バドミントン日本代表。現在日本ユニシスバドミントン部コーチ。日本ナショナルチームコーチ
- 数野健太 - バドミントン選手、リオデジャネイロ五輪代表選手
- 佐伯浩一 - バドミントン選手
- 熊谷翔 - バドミントン選手

#### テニス
- 園田彩乃 - テニス選手

#### 陸上競技
- 青葉昌幸 - 陸上選手、1964年日本選手権3000mSC優勝・元日本記録保持者、元大東文化大学陸上競技部監督、現関東学生陸上競技連盟会長
- 阿久津尚二 - 長距離走選手、駅伝競走選手
- 井上悟 - 短距離選手、男子100m元日本記録保持者、1992年バルセロナオリンピックおよび1996年アトランタオリンピック日本代表
- 池島大介 - 競歩選手
- 岩井勇輝 - 元陸上競技選手。長距離種目
- 石田義久 - 砲丸投選手
- エドバー・イヨバ - 短距離走選手 リオデジャネイロオリンピック女子4×100mリレーの日本代表候補
- 宇佐美彰朗 - マラソン選手
- 梅津富浩 - 陸上競技選手。長距離種目
- 大垣崇 - 元陸上競技選手。砲丸投
- 大嶋健太 - 短距離走選手
- 大沢竜雄 - 昭和戦前期の陸上競技選手。長距離種目。箱根駅伝で活躍して日本大学の連覇に貢献
- 川元奨 - 中距離走陸上競技選手。800m日本記録保持者。800mと1000mの室内日本記録保持者。2016年リオデジャネイロオリンピック日本代表
- 金子宗平 - 円盤投選手、男子円盤投元日本記録保持者、1960年ローマオリンピックおよび東京オリンピック日本代表
- 北口榛花 - やり投選手、女子日本記録保持者、2023年世界陸上競技選手権大会および2024年パリオリンピック金メダリスト
- ケンブリッジ飛鳥 - 短距離選手、2016年リオデジャネイロオリンピック4×100mリレー銀メダリスト
- 小松隆志 - 陸上競技選手。三段跳1994年アジア競技大会銀メダリスト、2002年アジア競技大会銅メダリスト
- 小山裕三 - 砲丸投選手、元日本記録保持者  日本大学理工学部→スポーツ科学部教授
- 猿山力也 - 陸上競技選手。専門は走幅跳
- 澤野大地 - 棒高跳選手、日本記録保持者、2006年アジア競技大会金メダリスト
- 清水将也 - 陸上競技（長距離・マラソン）
- 神野正英 - 男子陸上競技選手。専門は短距離走
- 鈴木従道 - 元陸上選手で指導者。1968年メキシコシティオリンピック陸上競技男子10000メートル日本代表
- 田中宏昌 - 混成競技選手、2009年アジア陸上競技選手権大会および2004-2008年日本選手権十種競技優勝者
- 田中茂樹 - マラソン選手
- ギタウ・ダニエル - 陸上長距離走選手
- 谷井孝行 - 競歩選手、アテネオリンピックおよび北京オリンピック日本代表、男子50km競歩元日本記録保持者
- 田端健児 - 陸上競技選手。専門は400m。1996年アトランタオリンピック・2000年シドニーオリンピック日本代表
- 寺野伸一 - 走幅跳選手、アテネオリンピック日本代表
- 天摩由貴 - パラ陸上短距離走選手、ゴールボール選手、2012年ロンドンパラリンピック（陸上）・2016年リオデジャネイロパラリンピック・2020年東京パラリンピック（ゴールボール）日本代表
- 堂本尚寛 - 陸上競技選手。専門は長距離走
- 中道貴之-元陸上競技選手。高校ラグビー部時代100m日本記録。
- 西弘美 - 元陸上長距離選手、現指導者（スズキ元監督、日本大学元駅伝コーチ、明治大学元監督・現スーパーバイザー）
- 野口安忠 - 陸上競技選手。種目は砲丸投
- 野尻あずさ - マラソン選手、元クロスカントリースキー選手、世界陸上選手権大邱大会マラソン日本代表
- 畑瀬聡 - 砲丸投選手、男子砲丸投日本記録保持者、世界陸上競技選手権大阪大会日本代表
- 福井誠 (陸上選手) - 陸上長距離選手、マラソン選手
- 福田翔大 - ハンマー投選手
- 藤光謙司 - 短距離選手、世界陸上競技選手権ベルリン大会200m日本代表
- 笛木靖宏 - 陸上競技選手。専門は400mハードル走
- 藤井周一 - 男子陸上競技長距離選手。日清食品所属
- ガンドゥ・ベンジャミン - 陸上長距離走選手
- 丸山優真 - 十種競技選手[10]
- 宮田英明 - 短距離走陸上競技選手。元100m日本記録保持者。世界陸上選手権シュトゥットガルト大会男子陸上競技日本代表
- 宮内優 - 円盤投げ（夏季）ボブスレー（冬季）選手。バンクーバー五輪代表選手。
- 向井裕紀弘 - 400m走選手。2004年アテネオリンピック日本代表
- 村上幸史 - やり投選手、世界陸上競技選手権ベルリン大会銅メダリスト
- 室伏重信 - ハンマー投選手、元日本記録保持者
- 武者由幸 - 陸上競技選手、陸上競技指導者、日本大学陸上競技部駅伝監督
- 森長正樹 - 走幅跳選手、男子走幅跳日本記録保持者、1992年バルセロナオリンピックおよび2000年シドニーオリンピック日本代表
- 柳澤純希 - 短距離走選手
- 山内健次 - 短距離走選手。東京福祉大学短期大学部こども学科教授
- 山村貴彦 - 短距離走選手、2000年シドニーオリンピック男子400m日本代表
- 山崎謙吾 - 陸上競技選手。2013年モスクワ世界選手権男子4×400mリレーの日本代表
- 山本佑樹 - 元長距離走陸上競技選手、現指導者
- 渡辺大輔 - 元走幅跳選手、八王子学園八王子高等学校陸上競技部監督、シドニーオリンピック日本代表、2001年日本選手権走幅跳優勝

#### 体操
- 早田卓次 - 元体操選手、オリンピック体操金メダリスト。日本大学名誉教授
- 西川大輔 - 元体操競技選手（ソウル・1992年バルセロナオリンピック銅メダリスト）、日本大学スポーツ科学部教授
- 五十嵐久人 - 元体操選手, 新潟大学教授。1976年モントリオールオリンピック体操男子団体金メダリスト
- 岩井則賢 - 元体操選手、2008年北京オリンピックで - アメリカ体操男子チームにコーチ
- 梶山広司 - 元体操選手、日本大学監督。1976年モントリオールオリンピック体操男子団体金メダリスト
- 佐藤寿治 - 元体操選手。1988年ソウルオリンピック、1992年バルセロナオリンピック体操男子団体銅メダリスト
- 渋谷多喜 - 元女子体操競技選手。1964年東京五輪および1968年メキシコシティー五輪の日本代表選手
- 田中和仁 - 体操選手、オリンピック銀メダリスト(2012ロンドン団体総合）世界選手権銅(2009ロンドン、平行棒）銀(2010ロッテルダム団体総合、2011東京、団体総合）
- 平田倫敏 - 元体操選手/指導者。1984年ロサンゼルスオリンピック体操男子団体銅メダリスト。全日本社会人体操競技連盟理事
- 水島宏一 - 男子体操競技、1988ソウルオリンピック男子団体総合で銅
- 山脇恭二 - 男子体操競技オリンピック銅（1984ロサンゼルス）岐阜大学教育学部教授
- 知念孝 - 元体操選手、バルセロナ五輪代表選手
- 松永政行 - 元体操選手、バルセロナ五輪代表選手
- 山崎信恵（文理学部）- 元女子体操選手。1976年モントリオールオリンピックに出場
- 宮本敏子（文理学部）- 元女子体操選手。1972年ミュンヘンオリンピックに出場

#### 相撲
- 網谷勇志 - 相撲指導者。元中学生横綱、US SUMO OPEN（英語版）優勝者(2017年、2019年)、実業家、YouTuber、俳優
- 明瀬山光彦 - 力士
- 荒勢永英 - 元力士、タレント
- 池田雅雄（中退） - ジャーナリスト、相撲評論家
- 石浦鹿介 - 元力士
- 石浦外喜義 - 社会人力士
- 市原孝行 - 元力士
- 遠藤聖大 - 力士
- 皇司信秀 - 元力士
- 大谷真惟 - 元力士
- 大ノ海敬士 - 元力士、元プロレスラー
- 大日ノ出崇揚 - 元力士
- 大倭東洋 - 元力士
- 奥富夕夏 - 女子相撲選手
- 魁傑將晃 - 元力士、元大関、元日本相撲協会理事長、相撲部出身ではなく柔道部出身
- 海鵬涼至 - 元力士
- 川副圭太 - 力士
- 木﨑海伸之助 - 元力士
- 希善龍貴司 - 元力士
- 草野直哉 - 力士
- 久島海啓太 - 元力士
- 琴光喜啓司 - 元力士、大関
- 金峰山晴樹 - 力士
- 境澤賢一 - 元力士
- 里山浩作 - 元力士
- 澤田大筰（中退）- 元力士、柔道整復師、社会起業家
- 紫雷匠 - 力士
- 城間瑠正 - 力士
- 下田圭将 - 元力士
- 常幸龍貴之 - 元力士
- 白乃波寿洋 - 元力士
- 尊富士弥輝也 - 力士
- 大喜鵬将大 - 元力士
- 大奄美元規 - 力士
- 大翔湖友樹 - 元力士
- 大翔大豪志 - 元力士
- 大翔鳳昌巳 - 元力士
- 大翔丸翔伍 - 力士
- 大翔山直樹 - 元力士
- 高見盛精彦 - 元力士
- 玉ノ華重二朗 - 元力士
- 美ノ海義久 - 力士
- 剣翔桃太郎 - 力士
- 對馬洋勝満 - 力士
- 出羽の花義貴 - 元力士
- 出羽平真一 - 元力士
- 天鎧鵬貴由輝 - 元力士
- 栃司哲史 - 元力士
- 智ノ花伸哉 - 元力士
- 濱錦竜郎 - 元力士
- 濱ノ嶋啓志 - 元力士
- 花ノ藤昭三 - 元力士
- 肥後ノ海直哉 - 元力士
- 英乃海拓也 - 力士
- 日翔志英忠 - 力士
- 普天王水 - 元力士
- 豊真将紀行（中退） - 元力士
- 北勝岩治 - 元力士
- 北勝光康仁 - 元力士
- 北勝森文仁 - 元力士
- 舞の海秀平 - 元力士、スポーツキャスター
- 前田勝 - 元力士
- 増健亘志 - 元力士
- 水戸龍聖之 - 力士
- 山本山龍太 - 元力士
- 燁司大 - 元力士
- 両国梶之助 - 元力士
- 輪島大士 - 元力士、第54代横綱

#### 柔道
- 赤星陽治 - 柔道 フランス国際（1984年）世界学生（1982年）78kg級金メダリスト
- 有川光誠 - アジア柔道選手権2大会銀メダリスト
- 阿部新二 - 柔道家。1978年リオデジャネイロ世界学生選手権優勝
- 池田賢生 - 柔道家、社会人優勝個人1回 団体2回
- 石橋道紀 - 柔道家
- 石川隆彦 - 全日本柔道選手権大会優勝　選手権金メダリスト 国士舘大学・日本大学卒業
- 遠藤純男 - 柔道 1976年モントリオールオリンピック銅メダリスト
- 落合正利 - 柔道家、元全日本柔道連盟強化委員
- 上口孝文 - 柔道 世界選手権銀メダリスト
- 上口孝太 - 柔道家
- 尾形源治（皇道学院） - 柔道家、講道館九段
- 桂嵐斗 - 柔道選手
- 河野義光 - 柔道家。1969メキシコシティー世界柔道選手権 軽中量級 銀メダリスト
- 金野潤 - 柔道 アジア大会金メダリスト
- 神田久太郎（中退） - 柔道家、双手刈創始者
- 賀持道明 - 柔道選手。現役時代は95kg級。1991アジア柔道選手権金
- 栗原泰郷 - 柔道家。階級は中量級(80kg級)世界学生金（1966年プラハ、中量級）
- 古賀武 - 柔道 世界選手権銅メダリスト
- 小林大輔 (柔道) - 選手、体育教諭
- 佐々木伸次朗 - 柔道家。60kg級環太平洋柔道選手権大会（2007年、マカオ）金メダリスト
- 島谷一美 - 柔道家（講道館9段）、レスリング選手
- 庄司武男 - 柔道家。現役時代は100kg級選手
- 白石のどか - 柔道 ワールドコンバットゲームズ2013年金70kg超級、2010年銀無差別級
- 高木長之助 - 柔道 世界選手権金メダリスト
- 瀧本誠 - 柔道 2000年シドニーオリンピック金メダリスト
- 田辺陽子 - 柔道 バルセロナ・1996年アトランタオリンピック銀メダリスト、世界選手権銀メダリスト、日本大学法学部准教授
- 高森啓吾 - 柔道家、総合格闘家
- 中野正三 - 柔道家
- 原沢久喜 - 柔道選手。オリンピック100kg超級銀（2016リオデジャネイロ）他
- 松下三郎 - 柔道家、全日本柔道連盟副会長、講道館理事、日本オリンピック委員会理事、日本ユニバーシアード委員会委員長
- 村田龍一 - 嘉納杯銅（2003　東京、81kg級）フランス国際銅（2000　パリ 81kg級）世界ジュニア銀（1996年、ポルト、78kg級）
- 村上修司 - アジア柔道選手権金（1988　ダマスカス	95kg超級）
- 持田達人 - 世界選手権銀（1989　ベオグラード	78kg級）
- 本松好正 - 柔道家
- 米塚義定 - 柔道家（講道館9段）、空手家（空手道8段）
- レイズ・カヨル - 柔道 グランドスラム銀（2013、2014）世界ジュニア金（2013）
- 元谷金次郎 - 嘉納杯(1982　東京	95kg級) 銅、世界学生（1978　リオデジャネイロ	95kg級）銀
- 吉村和郎 - 男子柔道世界選手権銅（1973年ローザンヌ	軽中量級）

#### 空手道
- 大山茂（中退） - 空手家 (国際大山空手道連盟総主)
- 中村忠 - 空手家（世界誠道空手道連盟誠道塾会長）
- 山崎照朝 - 武道家、キックボクサー、空手家（国際武道空手連盟逆真会館館長）:第1回『オープントーナメント全日本空手道選手権大会』優勝（1969年〈昭和44年〉）
- 神谷有樹彦 - 空手家・岐神空手代表師範、企画映像・映画等製作者
- 久高正光 - 空手家、世界硬式空手道連盟理事、少林寺流拳行館空手道主席師範
- 久高正之 - 空手家
- 鈴木辰夫 - 空手家（和道流八段）
- 田中昌彦 - 空手家
- 道原伸司 - 日本体育大学空手道部名誉師範、東京海洋大学名誉師範、公益財団法人全日本空手道連盟相談役、全空連公認9段
- 阿部圭吾 - 空手家
- 荒川通 - 空手家
- 井村武憲 - 空手家
- 草津賢治 - 空手家、キックボクサー

#### 剣道・剣術
- 寺井知高（中退）- 剣道家、居合道家。流派は神道無念流剣術・居合、長谷川英信流居合
- 大森曹玄 - 直心影流剣術師。 臨済宗禅僧・高歩院住職

#### フェンシング
- 村田省 - フェンシング競技者、指導者
- 村上仁紀 - フェンシング選手。種目はフルーレ、エペ
- 青木千佳 - フェンシング選手。リオデジャネイロ五輪代表選手
- 山田優 - フェンシング選手。世界ジュニア・カデ選手権 男子エペ 金メダル
- 山田あゆみ - 女子元フェンシング選手

#### ボクシング
- 梅津宏治 - プロボクサー
- 江口慎吾 - 元ボクシング日本スーパーライト級チャンピオン
- タッド岡本 - プロボクサー
- フリッパー上原（文理学部中退） - プロボクサー
- 上原康恒（中退） - プロボクサー
- ピューマ渡久地（中退） - プロボクサー
- 三原正 - プロボクサー
- 赤城武幸 - プロボクサー
- 林田龍生 - プロボクサー
- 平仲明信 - プロボクサー
- 東悟 - プロボクサー
- 上林巨人 - プロボクサー
- 向井寛史 - プロボクサー
- 江畑佳代子 - プロボクサー
- カズ有沢（中退） - プロボクサー
- 古口哲（中退） - プロボクサー
- 山口裕司 - プロボクサー
- 鈴木稔弘（農獣医学部）- プロボクサー
- 佐藤幸治 - 元プロボクサー、アマチュアボクシング選手
- 佐藤賢治 (ボクサー) - 第40代・第42代OPBF東洋太平洋ミドル級王者
- 田村亮一 - プロボクサー
- 李健太 - プロボクサー
- 澤田京介 - プロボクサー
- 飯村樹輝弥 - プロボクサー
- 村田昴 - プロボクサー
- 鈴木稔弘 - プロボクサー
- 松本流星 - プロボクサー。第36代日本ミニマム級王者。
- 柴田勝治 - 指導者・教育者、元アマチュアボクシング選手
- 金城真吉 - アマチュアボクシング指導者
- 松島勝之 - アマチュアボクシング選手
- 長島浩 - アマチュアボクシング選手
- 辻本和正 - アマチュアボクシング選手
- 塚本秀彦 - アマチュアボクシング選手
- 黒岩守 - アマチュアボクシング選手
- 藤原俊志 - プロボクシングトレーナー、元アマチュアボクシング選手
- 亀岡勝雄 - アマチュアボクシング選手
- 坪井智也 - アマチュアボクシング選手
- 永井希仁男 - アマチュアボクシング選手

#### キックボクシング
- 草津賢治 - キックボクサー、空手家（正道会館チーム・アンディ）
- 沢村忠 - キックボクサー、1973年日本プロスポーツ大賞受賞
- 猪狩元秀 - キックボクサー（WKA世界ミドル級チャンピオン）、K-1レフェリー、（NPO法人日本拳法協会理事長）
- 池田幸司 (キックボクサー)

#### 格闘技
- 谷川貞治（法学部）- K-1イベントプロデューサー
- ビクトル古賀（医学部）- 東海大学・専修大学講師、国際レスリング連盟サンボ委員会委員、全日本サンボ連盟常務理事、同強化委員長、日本レスリング協会強化委員
- 龍飛雲（芸術学部）- 中国武術家
- 高橋義生（高橋和生、経済学部）- 総合格闘家
- 戸井田カツヤ（法学部）- 総合格闘家
- 宮田和幸（文理学部）- 総合格闘家、キックボクサー
- 斎藤裕  (工学部) - 総合格闘家
- 黒部三奈（芸術学部）- 総合格闘家
- 青野ひかる（文理学部）- 総合格闘家、レスリング選手
- 髙橋美穂（文理学部）- テコンドー選手、全日本テコンドー協会理事
- 佐藤洋一郎 (格闘家)
- 瀧澤謙太 - 総合格闘家

#### レスリング
- 山本聖子 - レスリング世界王者
- 福田富昭 - 日本オリンピック委員会（JOC）常務理事・日本レスリング協会会長・国際レスリング連盟副会長
- 高塚紀行 - レスリング選手
- 吉田義勝 - レスリング選手。1964年東京オリンピックレスリングフリースタイル・フライ級金メダリスト
- 松原正之 - 元レスリング選手、日本レスリング協会評議委員。ローマオリンピックレスリング男子フリースタイルフライ級銀メダリスト
- 富山英明 - 元レスリング選手、日本大学レスリング部ヘッドコーチ。日本レスリング協会強化委員長。ロサンゼルスオリンピック男子レスリングフリースタイル57kg級金メダリスト
- 堀内岩雄 - レスリング選手、東京オリンピックレスリング男子フリーライト級銅メダリスト
- 井上謙二 - 元レスリング（フリースタイル）選手、指導者、陸上自衛官
- 小幡弘之 - レスリング選手。全日本選手権優勝10度は男子フリースタイルで歴代タイ記録
- マキシモ・ブランコ - レスリング選手、総合格闘家
- 本多尚基 - レスリング指導者
- 村田夏南子 - レスリング選手、総合格闘家
- 小林孝至 - 元レスリング選手。ソウルオリンピック・フリースタイル48kg級金メダリスト、日本レスリング協会元広報副委員長
- 堀内優 - レスリング選手
- 赤澤岳 - レスリング選手。2024年パリオリンピックサモア代表。

#### プロレスリング
- 谷津嘉章 - プロレスラー、元レスリング全日本選手権者、モントリオールオリンピック・モスクワオリンピック日本代表
- 本田多聞 - プロレスラー。ロサンゼルスオリンピックレスリング・フリースタイル100kg級で5位入賞、自衛隊体育学校特待生
- 藤田和之 - プロレスラー・総合格闘家　レスリングで全日本学生選手権4連覇
- 岡倫之 - プロレスラー、レスリング選手、プロ格闘家。（ブシロードクラブ→新日本プロレス）2012年全日本レスリング選手権大会フリースタイル120kg級優勝
- 矢野通 - プロレスラー（新日本プロレス）
- 大家健 - プロレスラー（ガンバレ☆プロレス）
- 下島裕司 - プロレスラー（アパッチプロレス軍)　番組制作会社スタッフ
- 大黒坊弁慶 - プロレスラー、元力士（花嵐一美）、元学生横綱
- 風戸大智 - プロレスラー
- 橋本千紘 - プロレスラー（センダイガールズプロレスリング）
- 松本都 - プロレスラー
- 石川孝志 - プロレスラー。元力士大ノ海、全日本相撲選手権大会優勝/アマチュア横綱
- 石川雄規 - プロレスラー
- ヤス・ウラノ - プロレスラー
- 百田力 - プロレスラー
- HANZO - プロレスラー
- ダイスケ (プロレスラー)
- 最上九 - プロレスラー。KAIENTAI DOJO所属
- 吉野達彦 - プロレスラー（大日本プロレス）
- 柿沼謙太 - 元プロレスラー。ZERO1所属
- 入江秀忠（中退）- プロレスラー、元力士
- KUDO - プロレスラー（DDTプロレスリング）
- 石田有輝 - プロレスラー。DDTプロレスリング所属。

#### 重量挙げ
- 門脇創一 - 重量挙げ選手
- 村上英士朗 - 重量挙げ選手
- 安藤謙吉 - 元重量挙げ選手、五輪代表選手（モントリオール、ミュンヘン）
- 糸数陽一 - ウェイトリフティング選手、リオデジャネイロ五輪代表選手

#### 射撃
- 目良明裕 - 射撃選手
- 三崎宏美 - ライフル射撃選手。シドニーオリンピック、アテネオリンピック代表
- 源洋子 - 射撃選手。コーチ。1988年ソウルオリンピック・1992年バルセロナオリンピック・1996年アトランタオリンピック代表
- 島田敦 - ライフル射撃選手

#### バイアスロン
- 田中友理恵 - 2018年平昌オリンピック代表選手
- 高橋涼子 - 元バイアスロン選手、五輪代表選手（ソルトレークシティ、長野）
- 小林美貴 - バイアスロン選手。ソチ五輪代表選手

#### ライフセーバー
- 佐藤文机子 - 女性プロライフセーバー
- 和田賢一 - ライフセーバー、タレント

#### 水泳
- 青木行義（経済学部） - 競泳　ヘルシンキオリンピック代表。1954年アジア競技大会1500m自由形金メダリスト
- 青山綾里（経済学部） - 競泳　アトランタオリンピック代表。1998年世界選手権100mバタフライ銀、400mメドレーリレー銅メダリスト
- 池江璃花子（スポーツ科学部） - 競泳　リオオリンピック・東京オリンピック代表
- 石井宏 - 競泳　ローマオリンピック競泳男子800m自由形リレー銀メダリスト
- 石本隆（経済学部）- 競泳　メルボルンオリンピック競泳男子200mバタフライ銀メダリスト
- 岩崎恭子（文理学部） - 競泳　1992年バルセロナオリンピック金メダリスト、1996年アトランタオリンピック代表
- 伊藤華英（経済学部） - 競泳　北京・ロンドンオリンピック代表
- 上田春佳（経済学部） - 競泳　北京・ロンドンオリンピック代表。ロンドンオリンピック競泳女子400mメドレーリレー銅メダリスト
- 上野広治（文理学部）- オリンピック競泳日本代表コーチ・監督、日本水泳連盟副会長
- 緒方茂生（文理学部）- 競泳　ロサンゼルス・ソウル・バルセロナオリンピック代表
- 小方颯（スポーツ科学部）- 競泳　2023年世界水泳選手権200m個人メドレー8位
- 小沢邦彦（文理学部）- 水泳アスレティックトレーナー
- 鹿島瞳（文理学部） - 競泳　アトランタオリンピック代表
- 衣笠竜也 - 競泳　バルセロナ・アトランタ五輪代表
- 木村敬一（文理学部、文学研究科）- パラ競泳、2012ロンドン・2016リオパラリンピック銀・銅メダリスト
- 木原光知子（文理学部） - 競泳 1964年東京オリンピック代表
- 倉澤利彰（経済学部）- 競泳　1992年バルセロナ・1996年アトランタオリンピック日本代表
- 小堀勇氣（法学部）- 競泳　リオオリンピック競泳男子800mフリーリレー銅メダリスト
- 小堀倭加（スポーツ科学部）- 競泳　2020年東京オリンピック日本代表）
- 衣笠竜也 - 競泳 1992年バルセロナオリンピック・1996年アトランタオリンピック日本代表。
- 後藤暢 - 競泳　ヘルシンキオリンピック競泳男子800mフリーリレー銀メダリスト
- 佐藤久佳（文理学部）- 競泳　北京オリンピック競泳男子400mメドレーリレー銅メダリスト
- 柴田隆一 - 競泳　北京オリンピック代表
- 柴原恒雄 - 男子飛込競技選手。1936年ベルリンオリンピックに出場
- 司東利恵（文理学部） - オリンピック競泳選手、200mバタフライ世界水泳選手権銀（1991パース）
- 鈴木弘（経済学部）- 競泳　1952年ヘルシンキオリンピック競泳男子100m自由形、男子800m自由形リレー銀メダリスト
- 谷川禎次郎（経済学部）- 競泳　1952年ヘルシンキオリンピック男子800m自由形リレー銀メダリスト
- 寺村美穂（文理学部）- 競泳　リオオリンピック代表
- 豊田久吉（法文学部） - 競泳　1932年ロサンゼルスオリンピック金メダリスト、俳優（芸名「豊田満」）
- 富田宇宙（文理学部）- パラ競泳　2020年東京パラリンピック 400m自由形S11 銀メダリスト、ブラインドダンサーとしても活動
- 富田一雄 - 競泳　1960年ローマオリンピック競泳男子4×100mメドレーリレー銅メダリスト
- 土岐健一 - 競泳
- 鶴峯治（文理学部）- オリンピック競泳日本代表選手。種目は平泳ぎ
- 中西俊二 - 競泳　1980年モスクワオリンピック代表
- 橋爪四郎（法学部） - 競泳　ヘルシンキオリンピック銀メダリスト
- 葉室鐵夫（商経学部） - 競泳　1936年ベルリンオリンピック200m平泳ぎ金メダリスト
- 長谷川涼香（スポーツ科学部） - 競泳　リオオリンピック・東京オリンピック代表
- 浜口喜博 - 競泳　ヘルシンキオリンピック銀メダリスト、俳優、日本水泳連盟常務理事
- 古橋廣之進（法文学部） - 競泳　1952年ヘルシンキオリンピック代表、日本水泳連盟名誉会長、元JOC会長、日本大学名誉教授、文化勲章受章者
- 古川勝（経済学部） - 競泳　メルボルンオリンピック200m平泳ぎ金メダリスト
- 平山綽保 - 競泳　日本学生選手権男子100m平泳ぎで優勝、1952年ヘルシンキオリンピック選手
- 平野雅人 - 競泳　男子1500m自由形選手、1994年世界水泳選手権入賞。1996年アトランタオリンピック入賞、2000年シドニーオリンピック代表
- 不破央（経済学部） - 元100m平泳ぎ日本記録保持者、水中パフォーマー
- 福島滋雄 - 競泳　440ヤードメドレーリレー元世界新記録、220ヤード背泳ぎ元世界新記録保持者
- 本多灯（スポーツ科学部）- 競泳　2020年東京オリンピック日本代表）
- 松島美菜（薬学部）- 競泳　ロンドン五輪代表選手
- 松本尚人（文理学部）- 競泳　北京五輪代表選手。自由形
- 三木二郎（経済学部） - 競泳　シドニー・北京オリンピック代表
- 物延靖記 - 競泳　北京五輪代表選手。自由形
- 持田早智（法学部）- 競泳選手。リオオリンピック代表
- 森田智己（経済学部）- 競泳選手。アテネオリンピック銅メダリスト、北京オリンピック代表
- 森隆弘（文理学部）- 競泳選手。株式会社ウェスタ所属
- 安江貴哉（法学部）- 競泳選手。専門はバタフライ
- 遊佐正憲（法文学部） - 競泳選手。1932年ロサンゼルスオリンピック金メダリスト、1936年ベルリンオリンピック金メダリスト
- 吉村昌弘（経済学部） - 競泳選手。1956年メルボルンオリンピック競泳男子200m平泳ぎ銀メダリスト
- 金戸恵太 - 飛込競技（1988年ソウルオリンピック代表、1992年バルセロナオリンピック入賞、1996年アトランタオリンピック代表）
- 金戸華（スポーツ科学部）- 元飛込競技
- 渋沢小哉芳 - 飛込競技
- 馬淵良 - 飛込競技（1956年メルボルンオリンピック代表、1960年ローマオリンピック代表）
- 川瀬晶子 - アーティスティックスイミング選手、1996年アトランタオリンピックアーティスティックスイミングチーム銅メダリスト
- 小谷実可子（文理学部） - アーティスティックスイミング元選手（1988年ソウルオリンピック銅メダリスト、1992年バルセロナオリンピック代表）、スポーツキャスター
- 酒井麻里子（文理学部）- アーティスティックスイミング選手、ロンドン五輪代表選手
- 神保れい（文理学部） - アーティスティックスイミング元選手、オリンピック銀(2000 シドニー,チーム)銅(1996 アトランタ,チーム)
- 鈴木絵美子（経済学部） - アーティスティックスイミング元選手。1996年アトランタオリンピックアーティスティックスイミングチーム銅メダリスト
- 高橋馨 - アーティスティックスイミング元選手。1996年アトランタオリンピックアーティスティックスイミングチーム銅メダリスト
- 三井梨紗子（文理学部、文学研究科）- アーティスティックスイミング元選手。解説者。
- 原田早穂（文理学部） - アーティスティックスイミング元選手
- 藤木麻祐子（文理学部） - アーティスティックスイミング指導者（元選手）。1996年アトランタオリンピックアーティスティックスイミングチーム銅メダリ
- 矢島秀三 - 水球選手

#### 自動車
- 生沢徹 - レーサー
- 浮谷東次郎（農獣医学部中退） - レーサー
- 大庭誠介（歯学部) - ラリードライバー・歯科医
- 川合稔（中退）- レーシングドライバー
- 川合孝汰 - レーシングドライバー

#### 自転車
- 富岡喜平 - 元自転車ロードレース選手。第1回アジア競技大会個人ロードレース優勝、1952年ヘルシンキオリンピック出場
- 西谷泰治 - 自転車ロードレース&トラックレース選手。2002年と2006年のアジア競技大会自転車競技日本代表
- 長澤義明 - 自転車ビルダー、当校自転車部出身
- 市川雅敏 - 元ロードレース選手、1990年のジロ・デ・イタリア総合50位
- 円谷義広 - 元自転車ロードレース選手。1984年のロサンゼルスオリンピック、ソウルオリンピック出場
- 猿館貢 - 元自転車ロードレース選手。高等学校教諭、1984年のロサンゼルスオリンピック出場
- 滝川一夫 - 元自転車ロードレース選手。元自転車ロードレース選手。高等学校教諭、ソウルオリンピック出場
- 宮本文晴 - 元自転車ロードレース選手。ソウルオリンピック出場
- 鈴木裕美子 - 元自転車ロードレース選手。バルセロナオリンピック出場
- 班目真紀夫 - 元自転車ロードレース選手。高等学校教諭、バルセロナオリンピック出場
- 普久原奨 - ロードレース&トラックレース選手
- 盛一大 - ロードレース&トラックレース選手、2010年トラックレース世界自転車選手権・スクラッチ3位
- 増田成幸 - ロードレース選手

##### 競輪
- 岡島正之（中退） - 期前、衆議院議員もつとめた
- 鈴木保巳（中退） - 日本競輪学校（以下は記さない）1期、元競輪評論家、在学当時は硬式野球部に在籍
- 大宮政志 - 21期、1960年ローマオリンピック及び1964年東京オリンピック出場
- 河内剛（中退） - 21期、東京オリンピック出場
- 服部記義（中退） - 22期
- 班目秀雄 - 24期、東京オリンピック出場、2000年シドニーオリンピック及び北京パラリンピック日本代表監督
- 高橋耕作 - 25期、東京オリンピック出場
- 班目隆雄 - 28期、世界自転車選手権（1968年）、日本人選手最初の銅メダリスト
- 加藤善行 - 29期、元高等学校教諭
- 宮一透 - 30期
- 岩崎誠一 - 31期、世界自転車選手権入賞者、競輪祭・新人王戦優勝、1976年のオールスター競輪（前橋競輪場）4位
- 松田隆文 - 35期、1972年ミュンヘンオリンピック出場
- 菅田順和 - 36期、1977年ベネズエラ・サンクリストバル世界自転車選手権・スプリント（プロ）銀メダリスト、1976年イタリア・レッチェ世界自転車選手権・スプリント（プロ）銅メダリスト、1983年第26回オールスター競輪（平競輪場）優勝
- 小笠原義明 - 43期、1976年モントリオールオリンピック出場
- 小笠原嘉 - 44期、モントリオールオリンピック出場
- 菅田彰人 - 47期
- 岡堀勉 - 49期、モントリオールオリンピック出場、1980年モスクワオリンピック代表内定選手
- 坂本典男 - 51期、モスクワオリンピック代表内定選手
- 木野内高 - 53期
- 坂本勉 - 57期、1984年のロサンゼルスオリンピック銅メダリスト
- 我妻広一 - 65期、1988年ソウルオリンピック出場
- 三和英樹 - 69期、ソウルオリンピック出場
- 小嶋敬二 - 74期、1992年バルセロナオリンピック出場
- 北野武史 - 78期
- 小島雅章 - 83期、陸上競技出身
- 羽石国臣 - 93期、在籍当時はスピードスケート選手として2002年ソルトレークシティオリンピックに出場
- 向井裕紀弘 - 98期、陸上競技選手として2004年アテネオリンピックに出場
- 今村俊雄 - 99期、在籍当時は重量挙げ選手として2004年アテネオリンピックに出場
- 阿部力也（中退） - 100期
- 新山響平（中退） - 107期
- 蓑田真璃 - 110期（ガールズケイリン選手）
- 山﨑賢人 (競輪選手)（商学部) - 第111期　2024年、世界選手権・ケイリン優勝
- 片桐善也 - 117期
- 原大智 - 117期。2018年平昌五輪モーグル銅メダリスト。2022年冬季北京五輪出場。
- 山口拳矢（中退） - 117期
- 窪木一茂 - 119期。2016年リオデジャネイロオリンピック出場。2024年、世界選手権・スクラッチ優勝
- 太田海也（中退） - 121期。ボート出身。
- 治田知也 - 121期

#### 競馬
- 河野通文 - 日本中央競馬会(JRA)元調教師
- 庄野靖志 - 日本中央競馬会調教師
- 高橋祥泰 - 日本中央競馬会調教師
- 成宮明光 - 日本中央競馬会元調教師
- 加藤修甫 - 日本中央競馬会元調教師
- 境征勝 - 日本中央競馬会元調教師
- 和田雄二（農獣医学部）- 日本中央競馬会・美浦トレーニングセンターの調教師
- 上原佑紀（生物資源科学部）- 日本中央競馬会・美浦トレーニングセンターの調教師

#### 馬術
- 後藤浩二朗 - 馬術家。バルセロナオリンピック総合馬術競技代表。アジア大会総合馬術、団体金メダリスト、個人銅メダリスト

#### 水上スポーツ

##### ボート
- 佐藤翔 - ボート選手
- 佐藤八郎 - ボート選手、1928年アムステルダムオリンピックかじ付きフォア日本代表
- 浦和重 - ボート選手
- 三本和明 - バルセロナ、1996年アトランタオリンピック男子ボート競技日本代表選手
- 三村敏玄 - ボート選手

##### セーリング
- 関一人 - セーリング選手。2004年アテネオリンピックセーリング男子470級銅メダリスト
- 宮川惠子 - セーリング選手。2016年リオデジャネイロオリンピック出場
- 吉田愛 (旧姓名:近藤愛) - セーリング選手、リオデジャネイロ五輪代表選手

#### ウィンタースポーツ

##### スキー
- 八木祐四郎 - スキー選手、元JOC会長
- 児玉修 - アルペンスキー選手、レークプラシッドオリンピック・1984年サラエボオリンピック代表
- 花岡萌 - アルペンスキー選手
- 山川純子 - スキー選手。1998年長野オリンピックに出場し、女子複合、女子回転、女子大回転に参加
- 梅原玲奈 - スキーフリースタイル選手、平昌五輪代表選手
- 青木富美子 - クロスカントリースキー選手
- 横山寿美子 - クロスカントリースキー選手
- 夏見円 - クロスカントリースキー選手
- 石田正子 - クロスカントリースキー選手
- 小島佑司 - クロスカントリースキー選手。株式会社セルビスタ代表取締役。日本初のシニア向け4支点運動スティックサイズ開発者
- 小林範仁 - ノルディック複合選手
- 湊祐介 - ノルディック複合選手
- 勝呂裕司 - 元ノルディック複合選手
- 福島のり子 - スキークロス選手
- 原大智 - モーグル選手
- 志村直紀 - 元スキージャンプ選手
- 若狭実 - 元スキージャンプ選手
- 重松健太郎 (スキージャンプ)
- 岩佐明香 - スキージャンプ選手
- 金野昭次 - 元スキージャンプ選手、1972年札幌オリンピック男子スキージャンプ70m級銀メダリスト
- 千葉勝利 - 元スキージャンプ選手で、現在スキージャンプコーチ
- 安川友貴 - スキージャンプ選手及び指導者
- 笠間法考 - 元スキージャンプ選手
- 金子祐介 - 元スキージャンプ選手
- 吹田幸隆 - 元スキージャンプ選手
- 長岡勝 - 元スキージャンプ選手
- 田中信一 - 元スキージャンプ選手

##### スノーボード
- 平野歩夢（スポーツ科学部） - スノーボード・ハーフパイプ選手
- 平子佐知 - 女性スノーボードスロープスタイル選手

##### スケート
- 伊藤清美 - スピードスケート選手（1972年札幌オリンピック代表。第44回全日本スピードスケート選手権大会総合優勝）
- 黒岩敏幸 - スピードスケート選手（1992年アルベールビルオリンピック銀メダリスト）
- 井上純一 - スピードスケート選手（アルベールビルオリンピック銅メダリスト）
- 清水宏保 - スピードスケート選手（1994年リレハンメルオリンピック代表、1998年長野オリンピック金、2002年ソルトレークシティオリンピック銀メダリスト、2006年トリノオリンピック代表）
- 長島圭一郎 - スピードスケート選手（2010年バンクーバーオリンピック銀メダリスト）
- 野崎貴裕 - スピードスケート選手（1998年長野オリンピック代表）
- 清水祥之 - 元スピードスケート選手。カルガリーオリンピック代表。スピードスケートコーチ
- 出町嘉明 - 元スピードスケート選手。1968年冬季ユニバーシアード5000m銅メダル。グルノーブルオリンピック代表選手
- 内藤修 - スピードスケート選手。全日本スピードスケート選手権者。世界選手権代表
- 内藤晋 - スピードスケート選手
- 羽賀亮平 - スピードスケート選手、バンクーバー五輪代表選手
- 長谷川翼 - スピードスケート選手、平昌五輪代表選手
- 浅見琴葉 - プロフィギュアスケーター
- 長久保裕 - フィギュアスケート選手（1972年札幌オリンピック代表）
- 佐野稔 - フィギュアスケート選手（インスブルックオリンピック代表）
- 小川勝 - フィギュアスケート選手（1984年サラエボオリンピック代表）
- 小山朋昭 - フィギュアスケート選手コーチ兼解説者。1992年アルベールビルオリンピックペア日本代表, シングルのISUテクニカル・スペシャリスト
- 田村岳斗 - フィギュアスケート選手（1998年長野オリンピック代表）：東北学院大学より編入
- 都築章一郎 - フィギュアスケート選手
- 無良隆志 - フィギュアスケート選手
- 滝野賢治 - フィギュアスケート選手
- 重松直樹 - フィギュアスケート選手
- 田中総司 - フィギュアスケート選手
- 岩本英嗣 - フィギュアスケート選手
- 岸本一美 - フィギュアスケート選手
- 佐藤紀子 - フィギュアスケート選手
- 小泉仁（中退）- フィギュアスケート選手（アイスダンス）
- 阿部鉄雄 - 元フィギュアスケート選手（男子シングル）。日本スケート連盟強化副部長
- 小笠原健雄 - 元フィギュアスケート選手（ペアスケーティング・男子シングル）
- 岡島功治 - 元フィギュアスケート選手（ペアスケーティング）、コーチ
- 中野園子 - フィギュアスケートコーチ。JFSIA理事
- 萩原恭子 - 元フィギュアスケート選手（ペアスケーティング）フィギュアスケートコーチ。1975年から1978年まで全日本フィギュアスケート選手権4連覇。1976年ネーベルホルン杯3位。1977-1979年世界フィギュアスケート選手権日本代表

### 冒険・探検
- 加藤保男 (文理学部) - 登山家
- 村口徳行 (文理学部) - 登山家
- 金子民雄 (商学部) - アジア探検家
- 神崎忠男（経済学部）- 登山家、冒険家

### ゲーム・趣味系
- 三野博幸 - プロダーツプレイヤー。実業家。DJ
- 石井健太郎 (棋士) (経済学部) - 将棋棋士（日本将棋連盟所属）
- 加納嘉徳 (経済学部) - 囲碁棋士（日本棋院所属）
- 石井茜（芸術学部）- 囲碁棋士
- 石立岳大 (生産工学部）- 雀士（日本プロ麻雀連盟所属）
- 西山徹（農獣医学部）- プロ釣り師
- 皆川哲（農獣医学部中退）- プロ釣り師

### サブカルチャー
- 野本義明（野本ダイトリ、商学部）- AV監督、ソフト・オン・デマンド代表取締役社長
- 辻丸耕平（芸術学部）- AV男優
- 明石哲生 - 事業家、アダルトビデオメーカー社長、作家

### アンダーグラウンド
- 石岡亨（農獣医学部）- 北朝鮮による拉致被害者、妻は有本恵子
- 富田隆（理工学部中退）- オウム真理教信徒
- 佐藤栄助 - 松友会会長